# Nieśmiertelna partia

Przebieg partii

Nieśmiertelna partia – partia szachów rozegrana 21 czerwca 1851 roku między Adolfem Anderssenem a Lionelem Kieseritzkym. Jest jedną z najsławniejszych partii szachowych wszech czasów.

## Opis ogólny
Adolf Anderssen był jednym z najlepszych graczy swoich czasów, a po wygranej w londyńskim turnieju szachowym w 1851 wielu uznało go za mistrza świata. Lionel Kieseritzky spędził większość swojego życia we Francji. W Café de la Régence w Paryżu dawał lekcje szachów i rozgrywał partie w cenie pięciu franków za godzinę. Kieseritzky był znany z tego, że potrafił wygrywać mimo osłabienia, na przykład grając od początku bez hetmana.
Dwaj wielcy gracze rozegrali tę partię w Simpson's-in-the-Strand Divan w Londynie, podczas przerwy w turnieju. Partia zrobiła na Kieseritzkym duże wrażenie, dlatego po jej zakończeniu przetelegrafował jej zapis do swego paryskiego klubu szachowego. Francuskie pismo szachowe „La Regence” opublikowało ją w 1851. Austriak Ernst Falkbeer nazwał partię „nieśmiertelną” w 1855.
„Nieśmiertelna” partia jest przykładem stylu gry, jaki dominował w XIX wieku, kiedy to szybkie rozwijanie figur i atak uważane były za najefektywniejszą drogę do wygranej. Ofiarowywano wówczas wiele gambitów i kontrgambitów (których nieprzyjęcie uważano za niedżentelmeńskie), a przewagą materialną często gardzono. Te rozgrywki, w których było wiele gwałtownych ataków i kontrataków, są warte analizy, mimo że niektórych ruchów nie można uznawać za najlepsze (według dzisiejszych standardów).
W tej partii Anderssen wygrywa mimo straty gońca w ruchu 11, obu wież po 18 ruchu oraz hetmana w 22. Poświęcił obie wieże, by pokazać, że dwie aktywne figury są warte więcej niż tuzin śpiących w domu. Identyczne podejście zademonstrował w partii „wiecznozielonej”.

## Przebieg partii
Białe: Adolf Anderssen – Czarne: Lionel Kieseritzky – Otwarcie: gambit królewski (C33)
1. e4 e5 2. f4
Gambit królewski: Anderssen poświęca piona w zamian za możliwość szybszego rozwoju pozycyjnego. To otwarcie było bardzo popularne w XIX wieku, obecnie jednak straciło na popularności, gdyż czarne są w stanie odrobić straty pozycyjne, co pozostawia białe ze stratą piona. 
2. ... e:f4
Kieseritzky przyjmuje gambit.
3. Gc4 Hh4+?!
Ten ruch wymusza na białych ruch królem – białe nie będą mogły zrobić roszady, lecz czarny hetman może być teraz łatwo atakowany i czarne będą musiały tracić ruchy na jego ochronę.  
|   | a | b | c | d | e | f | g | h |   |
| 8 | a8 – Czarna wieża · b8 – Czarny skoczek · c8 – Czarny goniec · e8 – Czarny król · f8 – Czarny goniec · g8 – Czarny skoczek · h8 – Czarna wieża · a7 – Czarny pionek · c7 – Czarny pionek · d7 – Czarny pionek · f7 – Czarny pionek · g7 – Czarny pionek · h7 – Czarny pionek · b5 – Czarny pionek · c4 – Biały goniec · e4 – Biały pionek · f4 – Czarny pionek · h4 – Czarny hetman · a2 – Biały pionek · b2 – Biały pionek · c2 – Biały pionek · d2 – Biały pionek · g2 – Biały pionek · h2 – Biały pionek · a1 – Biała wieża · b1 – Biały skoczek · c1 – Biały goniec · d1 – Biały hetman · f1 – Biały król · g1 – Biały skoczek · h1 – Biała wieża | a8 – Czarna wieża · b8 – Czarny skoczek · c8 – Czarny goniec · e8 – Czarny król · f8 – Czarny goniec · g8 – Czarny skoczek · h8 – Czarna wieża · a7 – Czarny pionek · c7 – Czarny pionek · d7 – Czarny pionek · f7 – Czarny pionek · g7 – Czarny pionek · h7 – Czarny pionek · b5 – Czarny pionek · c4 – Biały goniec · e4 – Biały pionek · f4 – Czarny pionek · h4 – Czarny hetman · a2 – Biały pionek · b2 – Biały pionek · c2 – Biały pionek · d2 – Biały pionek · g2 – Biały pionek · h2 – Biały pionek · a1 – Biała wieża · b1 – Biały skoczek · c1 – Biały goniec · d1 – Biały hetman · f1 – Biały król · g1 – Biały skoczek · h1 – Biała wieża | a8 – Czarna wieża · b8 – Czarny skoczek · c8 – Czarny goniec · e8 – Czarny król · f8 – Czarny goniec · g8 – Czarny skoczek · h8 – Czarna wieża · a7 – Czarny pionek · c7 – Czarny pionek · d7 – Czarny pionek · f7 – Czarny pionek · g7 – Czarny pionek · h7 – Czarny pionek · b5 – Czarny pionek · c4 – Biały goniec · e4 – Biały pionek · f4 – Czarny pionek · h4 – Czarny hetman · a2 – Biały pionek · b2 – Biały pionek · c2 – Biały pionek · d2 – Biały pionek · g2 – Biały pionek · h2 – Biały pionek · a1 – Biała wieża · b1 – Biały skoczek · c1 – Biały goniec · d1 – Biały hetman · f1 – Biały król · g1 – Biały skoczek · h1 – Biała wieża | a8 – Czarna wieża · b8 – Czarny skoczek · c8 – Czarny goniec · e8 – Czarny król · f8 – Czarny goniec · g8 – Czarny skoczek · h8 – Czarna wieża · a7 – Czarny pionek · c7 – Czarny pionek · d7 – Czarny pionek · f7 – Czarny pionek · g7 – Czarny pionek · h7 – Czarny pionek · b5 – Czarny pionek · c4 – Biały goniec · e4 – Biały pionek · f4 – Czarny pionek · h4 – Czarny hetman · a2 – Biały pionek · b2 – Biały pionek · c2 – Biały pionek · d2 – Biały pionek · g2 – Biały pionek · h2 – Biały pionek · a1 – Biała wieża · b1 – Biały skoczek · c1 – Biały goniec · d1 – Biały hetman · f1 – Biały król · g1 – Biały skoczek · h1 – Biała wieża | a8 – Czarna wieża · b8 – Czarny skoczek · c8 – Czarny goniec · e8 – Czarny król · f8 – Czarny goniec · g8 – Czarny skoczek · h8 – Czarna wieża · a7 – Czarny pionek · c7 – Czarny pionek · d7 – Czarny pionek · f7 – Czarny pionek · g7 – Czarny pionek · h7 – Czarny pionek · b5 – Czarny pionek · c4 – Biały goniec · e4 – Biały pionek · f4 – Czarny pionek · h4 – Czarny hetman · a2 – Biały pionek · b2 – Biały pionek · c2 – Biały pionek · d2 – Biały pionek · g2 – Biały pionek · h2 – Biały pionek · a1 – Biała wieża · b1 – Biały skoczek · c1 – Biały goniec · d1 – Biały hetman · f1 – Biały król · g1 – Biały skoczek · h1 – Biała wieża | a8 – Czarna wieża · b8 – Czarny skoczek · c8 – Czarny goniec · e8 – Czarny król · f8 – Czarny goniec · g8 – Czarny skoczek · h8 – Czarna wieża · a7 – Czarny pionek · c7 – Czarny pionek · d7 – Czarny pionek · f7 – Czarny pionek · g7 – Czarny pionek · h7 – Czarny pionek · b5 – Czarny pionek · c4 – Biały goniec · e4 – Biały pionek · f4 – Czarny pionek · h4 – Czarny hetman · a2 – Biały pionek · b2 – Biały pionek · c2 – Biały pionek · d2 – Biały pionek · g2 – Biały pionek · h2 – Biały pionek · a1 – Biała wieża · b1 – Biały skoczek · c1 – Biały goniec · d1 – Biały hetman · f1 – Biały król · g1 – Biały skoczek · h1 – Biała wieża | a8 – Czarna wieża · b8 – Czarny skoczek · c8 – Czarny goniec · e8 – Czarny król · f8 – Czarny goniec · g8 – Czarny skoczek · h8 – Czarna wieża · a7 – Czarny pionek · c7 – Czarny pionek · d7 – Czarny pionek · f7 – Czarny pionek · g7 – Czarny pionek · h7 – Czarny pionek · b5 – Czarny pionek · c4 – Biały goniec · e4 – Biały pionek · f4 – Czarny pionek · h4 – Czarny hetman · a2 – Biały pionek · b2 – Biały pionek · c2 – Biały pionek · d2 – Biały pionek · g2 – Biały pionek · h2 – Biały pionek · a1 – Biała wieża · b1 – Biały skoczek · c1 – Biały goniec · d1 – Biały hetman · f1 – Biały król · g1 – Biały skoczek · h1 – Biała wieża | a8 – Czarna wieża · b8 – Czarny skoczek · c8 – Czarny goniec · e8 – Czarny król · f8 – Czarny goniec · g8 – Czarny skoczek · h8 – Czarna wieża · a7 – Czarny pionek · c7 – Czarny pionek · d7 – Czarny pionek · f7 – Czarny pionek · g7 – Czarny pionek · h7 – Czarny pionek · b5 – Czarny pionek · c4 – Biały goniec · e4 – Biały pionek · f4 – Czarny pionek · h4 – Czarny hetman · a2 – Biały pionek · b2 – Biały pionek · c2 – Biały pionek · d2 – Biały pionek · g2 – Biały pionek · h2 – Biały pionek · a1 – Biała wieża · b1 – Biały skoczek · c1 – Biały goniec · d1 – Biały hetman · f1 – Biały król · g1 – Biały skoczek · h1 – Biała wieża | 8 |
| 7 | a8 – Czarna wieża · b8 – Czarny skoczek · c8 – Czarny goniec · e8 – Czarny król · f8 – Czarny goniec · g8 – Czarny skoczek · h8 – Czarna wieża · a7 – Czarny pionek · c7 – Czarny pionek · d7 – Czarny pionek · f7 – Czarny pionek · g7 – Czarny pionek · h7 – Czarny pionek · b5 – Czarny pionek · c4 – Biały goniec · e4 – Biały pionek · f4 – Czarny pionek · h4 – Czarny hetman · a2 – Biały pionek · b2 – Biały pionek · c2 – Biały pionek · d2 – Biały pionek · g2 – Biały pionek · h2 – Biały pionek · a1 – Biała wieża · b1 – Biały skoczek · c1 – Biały goniec · d1 – Biały hetman · f1 – Biały król · g1 – Biały skoczek · h1 – Biała wieża | a8 – Czarna wieża · b8 – Czarny skoczek · c8 – Czarny goniec · e8 – Czarny król · f8 – Czarny goniec · g8 – Czarny skoczek · h8 – Czarna wieża · a7 – Czarny pionek · c7 – Czarny pionek · d7 – Czarny pionek · f7 – Czarny pionek · g7 – Czarny pionek · h7 – Czarny pionek · b5 – Czarny pionek · c4 – Biały goniec · e4 – Biały pionek · f4 – Czarny pionek · h4 – Czarny hetman · a2 – Biały pionek · b2 – Biały pionek · c2 – Biały pionek · d2 – Biały pionek · g2 – Biały pionek · h2 – Biały pionek · a1 – Biała wieża · b1 – Biały skoczek · c1 – Biały goniec · d1 – Biały hetman · f1 – Biały król · g1 – Biały skoczek · h1 – Biała wieża | a8 – Czarna wieża · b8 – Czarny skoczek · c8 – Czarny goniec · e8 – Czarny król · f8 – Czarny goniec · g8 – Czarny skoczek · h8 – Czarna wieża · a7 – Czarny pionek · c7 – Czarny pionek · d7 – Czarny pionek · f7 – Czarny pionek · g7 – Czarny pionek · h7 – Czarny pionek · b5 – Czarny pionek · c4 – Biały goniec · e4 – Biały pionek · f4 – Czarny pionek · h4 – Czarny hetman · a2 – Biały pionek · b2 – Biały pionek · c2 – Biały pionek · d2 – Biały pionek · g2 – Biały pionek · h2 – Biały pionek · a1 – Biała wieża · b1 – Biały skoczek · c1 – Biały goniec · d1 – Biały hetman · f1 – Biały król · g1 – Biały skoczek · h1 – Biała wieża | a8 – Czarna wieża · b8 – Czarny skoczek · c8 – Czarny goniec · e8 – Czarny król · f8 – Czarny goniec · g8 – Czarny skoczek · h8 – Czarna wieża · a7 – Czarny pionek · c7 – Czarny pionek · d7 – Czarny pionek · f7 – Czarny pionek · g7 – Czarny pionek · h7 – Czarny pionek · b5 – Czarny pionek · c4 – Biały goniec · e4 – Biały pionek · f4 – Czarny pionek · h4 – Czarny hetman · a2 – Biały pionek · b2 – Biały pionek · c2 – Biały pionek · d2 – Biały pionek · g2 – Biały pionek · h2 – Biały pionek · a1 – Biała wieża · b1 – Biały skoczek · c1 – Biały goniec · d1 – Biały hetman · f1 – Biały król · g1 – Biały skoczek · h1 – Biała wieża | a8 – Czarna wieża · b8 – Czarny skoczek · c8 – Czarny goniec · e8 – Czarny król · f8 – Czarny goniec · g8 – Czarny skoczek · h8 – Czarna wieża · a7 – Czarny pionek · c7 – Czarny pionek · d7 – Czarny pionek · f7 – Czarny pionek · g7 – Czarny pionek · h7 – Czarny pionek · b5 – Czarny pionek · c4 – Biały goniec · e4 – Biały pionek · f4 – Czarny pionek · h4 – Czarny hetman · a2 – Biały pionek · b2 – Biały pionek · c2 – Biały pionek · d2 – Biały pionek · g2 – Biały pionek · h2 – Biały pionek · a1 – Biała wieża · b1 – Biały skoczek · c1 – Biały goniec · d1 – Biały hetman · f1 – Biały król · g1 – Biały skoczek · h1 – Biała wieża | a8 – Czarna wieża · b8 – Czarny skoczek · c8 – Czarny goniec · e8 – Czarny król · f8 – Czarny goniec · g8 – Czarny skoczek · h8 – Czarna wieża · a7 – Czarny pionek · c7 – Czarny pionek · d7 – Czarny pionek · f7 – Czarny pionek · g7 – Czarny pionek · h7 – Czarny pionek · b5 – Czarny pionek · c4 – Biały goniec · e4 – Biały pionek · f4 – Czarny pionek · h4 – Czarny hetman · a2 – Biały pionek · b2 – Biały pionek · c2 – Biały pionek · d2 – Biały pionek · g2 – Biały pionek · h2 – Biały pionek · a1 – Biała wieża · b1 – Biały skoczek · c1 – Biały goniec · d1 – Biały hetman · f1 – Biały król · g1 – Biały skoczek · h1 – Biała wieża | a8 – Czarna wieża · b8 – Czarny skoczek · c8 – Czarny goniec · e8 – Czarny król · f8 – Czarny goniec · g8 – Czarny skoczek · h8 – Czarna wieża · a7 – Czarny pionek · c7 – Czarny pionek · d7 – Czarny pionek · f7 – Czarny pionek · g7 – Czarny pionek · h7 – Czarny pionek · b5 – Czarny pionek · c4 – Biały goniec · e4 – Biały pionek · f4 – Czarny pionek · h4 – Czarny hetman · a2 – Biały pionek · b2 – Biały pionek · c2 – Biały pionek · d2 – Biały pionek · g2 – Biały pionek · h2 – Biały pionek · a1 – Biała wieża · b1 – Biały skoczek · c1 – Biały goniec · d1 – Biały hetman · f1 – Biały król · g1 – Biały skoczek · h1 – Biała wieża | a8 – Czarna wieża · b8 – Czarny skoczek · c8 – Czarny goniec · e8 – Czarny król · f8 – Czarny goniec · g8 – Czarny skoczek · h8 – Czarna wieża · a7 – Czarny pionek · c7 – Czarny pionek · d7 – Czarny pionek · f7 – Czarny pionek · g7 – Czarny pionek · h7 – Czarny pionek · b5 – Czarny pionek · c4 – Biały goniec · e4 – Biały pionek · f4 – Czarny pionek · h4 – Czarny hetman · a2 – Biały pionek · b2 – Biały pionek · c2 – Biały pionek · d2 – Biały pionek · g2 – Biały pionek · h2 – Biały pionek · a1 – Biała wieża · b1 – Biały skoczek · c1 – Biały goniec · d1 – Biały hetman · f1 – Biały król · g1 – Biały skoczek · h1 – Biała wieża | 7 |
| 6 | a8 – Czarna wieża · b8 – Czarny skoczek · c8 – Czarny goniec · e8 – Czarny król · f8 – Czarny goniec · g8 – Czarny skoczek · h8 – Czarna wieża · a7 – Czarny pionek · c7 – Czarny pionek · d7 – Czarny pionek · f7 – Czarny pionek · g7 – Czarny pionek · h7 – Czarny pionek · b5 – Czarny pionek · c4 – Biały goniec · e4 – Biały pionek · f4 – Czarny pionek · h4 – Czarny hetman · a2 – Biały pionek · b2 – Biały pionek · c2 – Biały pionek · d2 – Biały pionek · g2 – Biały pionek · h2 – Biały pionek · a1 – Biała wieża · b1 – Biały skoczek · c1 – Biały goniec · d1 – Biały hetman · f1 – Biały król · g1 – Biały skoczek · h1 – Biała wieża | a8 – Czarna wieża · b8 – Czarny skoczek · c8 – Czarny goniec · e8 – Czarny król · f8 – Czarny goniec · g8 – Czarny skoczek · h8 – Czarna wieża · a7 – Czarny pionek · c7 – Czarny pionek · d7 – Czarny pionek · f7 – Czarny pionek · g7 – Czarny pionek · h7 – Czarny pionek · b5 – Czarny pionek · c4 – Biały goniec · e4 – Biały pionek · f4 – Czarny pionek · h4 – Czarny hetman · a2 – Biały pionek · b2 – Biały pionek · c2 – Biały pionek · d2 – Biały pionek · g2 – Biały pionek · h2 – Biały pionek · a1 – Biała wieża · b1 – Biały skoczek · c1 – Biały goniec · d1 – Biały hetman · f1 – Biały król · g1 – Biały skoczek · h1 – Biała wieża | a8 – Czarna wieża · b8 – Czarny skoczek · c8 – Czarny goniec · e8 – Czarny król · f8 – Czarny goniec · g8 – Czarny skoczek · h8 – Czarna wieża · a7 – Czarny pionek · c7 – Czarny pionek · d7 – Czarny pionek · f7 – Czarny pionek · g7 – Czarny pionek · h7 – Czarny pionek · b5 – Czarny pionek · c4 – Biały goniec · e4 – Biały pionek · f4 – Czarny pionek · h4 – Czarny hetman · a2 – Biały pionek · b2 – Biały pionek · c2 – Biały pionek · d2 – Biały pionek · g2 – Biały pionek · h2 – Biały pionek · a1 – Biała wieża · b1 – Biały skoczek · c1 – Biały goniec · d1 – Biały hetman · f1 – Biały król · g1 – Biały skoczek · h1 – Biała wieża | a8 – Czarna wieża · b8 – Czarny skoczek · c8 – Czarny goniec · e8 – Czarny król · f8 – Czarny goniec · g8 – Czarny skoczek · h8 – Czarna wieża · a7 – Czarny pionek · c7 – Czarny pionek · d7 – Czarny pionek · f7 – Czarny pionek · g7 – Czarny pionek · h7 – Czarny pionek · b5 – Czarny pionek · c4 – Biały goniec · e4 – Biały pionek · f4 – Czarny pionek · h4 – Czarny hetman · a2 – Biały pionek · b2 – Biały pionek · c2 – Biały pionek · d2 – Biały pionek · g2 – Biały pionek · h2 – Biały pionek · a1 – Biała wieża · b1 – Biały skoczek · c1 – Biały goniec · d1 – Biały hetman · f1 – Biały król · g1 – Biały skoczek · h1 – Biała wieża | a8 – Czarna wieża · b8 – Czarny skoczek · c8 – Czarny goniec · e8 – Czarny król · f8 – Czarny goniec · g8 – Czarny skoczek · h8 – Czarna wieża · a7 – Czarny pionek · c7 – Czarny pionek · d7 – Czarny pionek · f7 – Czarny pionek · g7 – Czarny pionek · h7 – Czarny pionek · b5 – Czarny pionek · c4 – Biały goniec · e4 – Biały pionek · f4 – Czarny pionek · h4 – Czarny hetman · a2 – Biały pionek · b2 – Biały pionek · c2 – Biały pionek · d2 – Biały pionek · g2 – Biały pionek · h2 – Biały pionek · a1 – Biała wieża · b1 – Biały skoczek · c1 – Biały goniec · d1 – Biały hetman · f1 – Biały król · g1 – Biały skoczek · h1 – Biała wieża | a8 – Czarna wieża · b8 – Czarny skoczek · c8 – Czarny goniec · e8 – Czarny król · f8 – Czarny goniec · g8 – Czarny skoczek · h8 – Czarna wieża · a7 – Czarny pionek · c7 – Czarny pionek · d7 – Czarny pionek · f7 – Czarny pionek · g7 – Czarny pionek · h7 – Czarny pionek · b5 – Czarny pionek · c4 – Biały goniec · e4 – Biały pionek · f4 – Czarny pionek · h4 – Czarny hetman · a2 – Biały pionek · b2 – Biały pionek · c2 – Biały pionek · d2 – Biały pionek · g2 – Biały pionek · h2 – Biały pionek · a1 – Biała wieża · b1 – Biały skoczek · c1 – Biały goniec · d1 – Biały hetman · f1 – Biały król · g1 – Biały skoczek · h1 – Biała wieża | a8 – Czarna wieża · b8 – Czarny skoczek · c8 – Czarny goniec · e8 – Czarny król · f8 – Czarny goniec · g8 – Czarny skoczek · h8 – Czarna wieża · a7 – Czarny pionek · c7 – Czarny pionek · d7 – Czarny pionek · f7 – Czarny pionek · g7 – Czarny pionek · h7 – Czarny pionek · b5 – Czarny pionek · c4 – Biały goniec · e4 – Biały pionek · f4 – Czarny pionek · h4 – Czarny hetman · a2 – Biały pionek · b2 – Biały pionek · c2 – Biały pionek · d2 – Biały pionek · g2 – Biały pionek · h2 – Biały pionek · a1 – Biała wieża · b1 – Biały skoczek · c1 – Biały goniec · d1 – Biały hetman · f1 – Biały król · g1 – Biały skoczek · h1 – Biała wieża | a8 – Czarna wieża · b8 – Czarny skoczek · c8 – Czarny goniec · e8 – Czarny król · f8 – Czarny goniec · g8 – Czarny skoczek · h8 – Czarna wieża · a7 – Czarny pionek · c7 – Czarny pionek · d7 – Czarny pionek · f7 – Czarny pionek · g7 – Czarny pionek · h7 – Czarny pionek · b5 – Czarny pionek · c4 – Biały goniec · e4 – Biały pionek · f4 – Czarny pionek · h4 – Czarny hetman · a2 – Biały pionek · b2 – Biały pionek · c2 – Biały pionek · d2 – Biały pionek · g2 – Biały pionek · h2 – Biały pionek · a1 – Biała wieża · b1 – Biały skoczek · c1 – Biały goniec · d1 – Biały hetman · f1 – Biały król · g1 – Biały skoczek · h1 – Biała wieża | 6 |
| 5 | a8 – Czarna wieża · b8 – Czarny skoczek · c8 – Czarny goniec · e8 – Czarny król · f8 – Czarny goniec · g8 – Czarny skoczek · h8 – Czarna wieża · a7 – Czarny pionek · c7 – Czarny pionek · d7 – Czarny pionek · f7 – Czarny pionek · g7 – Czarny pionek · h7 – Czarny pionek · b5 – Czarny pionek · c4 – Biały goniec · e4 – Biały pionek · f4 – Czarny pionek · h4 – Czarny hetman · a2 – Biały pionek · b2 – Biały pionek · c2 – Biały pionek · d2 – Biały pionek · g2 – Biały pionek · h2 – Biały pionek · a1 – Biała wieża · b1 – Biały skoczek · c1 – Biały goniec · d1 – Biały hetman · f1 – Biały król · g1 – Biały skoczek · h1 – Biała wieża | a8 – Czarna wieża · b8 – Czarny skoczek · c8 – Czarny goniec · e8 – Czarny król · f8 – Czarny goniec · g8 – Czarny skoczek · h8 – Czarna wieża · a7 – Czarny pionek · c7 – Czarny pionek · d7 – Czarny pionek · f7 – Czarny pionek · g7 – Czarny pionek · h7 – Czarny pionek · b5 – Czarny pionek · c4 – Biały goniec · e4 – Biały pionek · f4 – Czarny pionek · h4 – Czarny hetman · a2 – Biały pionek · b2 – Biały pionek · c2 – Biały pionek · d2 – Biały pionek · g2 – Biały pionek · h2 – Biały pionek · a1 – Biała wieża · b1 – Biały skoczek · c1 – Biały goniec · d1 – Biały hetman · f1 – Biały król · g1 – Biały skoczek · h1 – Biała wieża | a8 – Czarna wieża · b8 – Czarny skoczek · c8 – Czarny goniec · e8 – Czarny król · f8 – Czarny goniec · g8 – Czarny skoczek · h8 – Czarna wieża · a7 – Czarny pionek · c7 – Czarny pionek · d7 – Czarny pionek · f7 – Czarny pionek · g7 – Czarny pionek · h7 – Czarny pionek · b5 – Czarny pionek · c4 – Biały goniec · e4 – Biały pionek · f4 – Czarny pionek · h4 – Czarny hetman · a2 – Biały pionek · b2 – Biały pionek · c2 – Biały pionek · d2 – Biały pionek · g2 – Biały pionek · h2 – Biały pionek · a1 – Biała wieża · b1 – Biały skoczek · c1 – Biały goniec · d1 – Biały hetman · f1 – Biały król · g1 – Biały skoczek · h1 – Biała wieża | a8 – Czarna wieża · b8 – Czarny skoczek · c8 – Czarny goniec · e8 – Czarny król · f8 – Czarny goniec · g8 – Czarny skoczek · h8 – Czarna wieża · a7 – Czarny pionek · c7 – Czarny pionek · d7 – Czarny pionek · f7 – Czarny pionek · g7 – Czarny pionek · h7 – Czarny pionek · b5 – Czarny pionek · c4 – Biały goniec · e4 – Biały pionek · f4 – Czarny pionek · h4 – Czarny hetman · a2 – Biały pionek · b2 – Biały pionek · c2 – Biały pionek · d2 – Biały pionek · g2 – Biały pionek · h2 – Biały pionek · a1 – Biała wieża · b1 – Biały skoczek · c1 – Biały goniec · d1 – Biały hetman · f1 – Biały król · g1 – Biały skoczek · h1 – Biała wieża | a8 – Czarna wieża · b8 – Czarny skoczek · c8 – Czarny goniec · e8 – Czarny król · f8 – Czarny goniec · g8 – Czarny skoczek · h8 – Czarna wieża · a7 – Czarny pionek · c7 – Czarny pionek · d7 – Czarny pionek · f7 – Czarny pionek · g7 – Czarny pionek · h7 – Czarny pionek · b5 – Czarny pionek · c4 – Biały goniec · e4 – Biały pionek · f4 – Czarny pionek · h4 – Czarny hetman · a2 – Biały pionek · b2 – Biały pionek · c2 – Biały pionek · d2 – Biały pionek · g2 – Biały pionek · h2 – Biały pionek · a1 – Biała wieża · b1 – Biały skoczek · c1 – Biały goniec · d1 – Biały hetman · f1 – Biały król · g1 – Biały skoczek · h1 – Biała wieża | a8 – Czarna wieża · b8 – Czarny skoczek · c8 – Czarny goniec · e8 – Czarny król · f8 – Czarny goniec · g8 – Czarny skoczek · h8 – Czarna wieża · a7 – Czarny pionek · c7 – Czarny pionek · d7 – Czarny pionek · f7 – Czarny pionek · g7 – Czarny pionek · h7 – Czarny pionek · b5 – Czarny pionek · c4 – Biały goniec · e4 – Biały pionek · f4 – Czarny pionek · h4 – Czarny hetman · a2 – Biały pionek · b2 – Biały pionek · c2 – Biały pionek · d2 – Biały pionek · g2 – Biały pionek · h2 – Biały pionek · a1 – Biała wieża · b1 – Biały skoczek · c1 – Biały goniec · d1 – Biały hetman · f1 – Biały król · g1 – Biały skoczek · h1 – Biała wieża | a8 – Czarna wieża · b8 – Czarny skoczek · c8 – Czarny goniec · e8 – Czarny król · f8 – Czarny goniec · g8 – Czarny skoczek · h8 – Czarna wieża · a7 – Czarny pionek · c7 – Czarny pionek · d7 – Czarny pionek · f7 – Czarny pionek · g7 – Czarny pionek · h7 – Czarny pionek · b5 – Czarny pionek · c4 – Biały goniec · e4 – Biały pionek · f4 – Czarny pionek · h4 – Czarny hetman · a2 – Biały pionek · b2 – Biały pionek · c2 – Biały pionek · d2 – Biały pionek · g2 – Biały pionek · h2 – Biały pionek · a1 – Biała wieża · b1 – Biały skoczek · c1 – Biały goniec · d1 – Biały hetman · f1 – Biały król · g1 – Biały skoczek · h1 – Biała wieża | a8 – Czarna wieża · b8 – Czarny skoczek · c8 – Czarny goniec · e8 – Czarny król · f8 – Czarny goniec · g8 – Czarny skoczek · h8 – Czarna wieża · a7 – Czarny pionek · c7 – Czarny pionek · d7 – Czarny pionek · f7 – Czarny pionek · g7 – Czarny pionek · h7 – Czarny pionek · b5 – Czarny pionek · c4 – Biały goniec · e4 – Biały pionek · f4 – Czarny pionek · h4 – Czarny hetman · a2 – Biały pionek · b2 – Biały pionek · c2 – Biały pionek · d2 – Biały pionek · g2 – Biały pionek · h2 – Biały pionek · a1 – Biała wieża · b1 – Biały skoczek · c1 – Biały goniec · d1 – Biały hetman · f1 – Biały król · g1 – Biały skoczek · h1 – Biała wieża | 5 |
| 4 | a8 – Czarna wieża · b8 – Czarny skoczek · c8 – Czarny goniec · e8 – Czarny król · f8 – Czarny goniec · g8 – Czarny skoczek · h8 – Czarna wieża · a7 – Czarny pionek · c7 – Czarny pionek · d7 – Czarny pionek · f7 – Czarny pionek · g7 – Czarny pionek · h7 – Czarny pionek · b5 – Czarny pionek · c4 – Biały goniec · e4 – Biały pionek · f4 – Czarny pionek · h4 – Czarny hetman · a2 – Biały pionek · b2 – Biały pionek · c2 – Biały pionek · d2 – Biały pionek · g2 – Biały pionek · h2 – Biały pionek · a1 – Biała wieża · b1 – Biały skoczek · c1 – Biały goniec · d1 – Biały hetman · f1 – Biały król · g1 – Biały skoczek · h1 – Biała wieża | a8 – Czarna wieża · b8 – Czarny skoczek · c8 – Czarny goniec · e8 – Czarny król · f8 – Czarny goniec · g8 – Czarny skoczek · h8 – Czarna wieża · a7 – Czarny pionek · c7 – Czarny pionek · d7 – Czarny pionek · f7 – Czarny pionek · g7 – Czarny pionek · h7 – Czarny pionek · b5 – Czarny pionek · c4 – Biały goniec · e4 – Biały pionek · f4 – Czarny pionek · h4 – Czarny hetman · a2 – Biały pionek · b2 – Biały pionek · c2 – Biały pionek · d2 – Biały pionek · g2 – Biały pionek · h2 – Biały pionek · a1 – Biała wieża · b1 – Biały skoczek · c1 – Biały goniec · d1 – Biały hetman · f1 – Biały król · g1 – Biały skoczek · h1 – Biała wieża | a8 – Czarna wieża · b8 – Czarny skoczek · c8 – Czarny goniec · e8 – Czarny król · f8 – Czarny goniec · g8 – Czarny skoczek · h8 – Czarna wieża · a7 – Czarny pionek · c7 – Czarny pionek · d7 – Czarny pionek · f7 – Czarny pionek · g7 – Czarny pionek · h7 – Czarny pionek · b5 – Czarny pionek · c4 – Biały goniec · e4 – Biały pionek · f4 – Czarny pionek · h4 – Czarny hetman · a2 – Biały pionek · b2 – Biały pionek · c2 – Biały pionek · d2 – Biały pionek · g2 – Biały pionek · h2 – Biały pionek · a1 – Biała wieża · b1 – Biały skoczek · c1 – Biały goniec · d1 – Biały hetman · f1 – Biały król · g1 – Biały skoczek · h1 – Biała wieża | a8 – Czarna wieża · b8 – Czarny skoczek · c8 – Czarny goniec · e8 – Czarny król · f8 – Czarny goniec · g8 – Czarny skoczek · h8 – Czarna wieża · a7 – Czarny pionek · c7 – Czarny pionek · d7 – Czarny pionek · f7 – Czarny pionek · g7 – Czarny pionek · h7 – Czarny pionek · b5 – Czarny pionek · c4 – Biały goniec · e4 – Biały pionek · f4 – Czarny pionek · h4 – Czarny hetman · a2 – Biały pionek · b2 – Biały pionek · c2 – Biały pionek · d2 – Biały pionek · g2 – Biały pionek · h2 – Biały pionek · a1 – Biała wieża · b1 – Biały skoczek · c1 – Biały goniec · d1 – Biały hetman · f1 – Biały król · g1 – Biały skoczek · h1 – Biała wieża | a8 – Czarna wieża · b8 – Czarny skoczek · c8 – Czarny goniec · e8 – Czarny król · f8 – Czarny goniec · g8 – Czarny skoczek · h8 – Czarna wieża · a7 – Czarny pionek · c7 – Czarny pionek · d7 – Czarny pionek · f7 – Czarny pionek · g7 – Czarny pionek · h7 – Czarny pionek · b5 – Czarny pionek · c4 – Biały goniec · e4 – Biały pionek · f4 – Czarny pionek · h4 – Czarny hetman · a2 – Biały pionek · b2 – Biały pionek · c2 – Biały pionek · d2 – Biały pionek · g2 – Biały pionek · h2 – Biały pionek · a1 – Biała wieża · b1 – Biały skoczek · c1 – Biały goniec · d1 – Biały hetman · f1 – Biały król · g1 – Biały skoczek · h1 – Biała wieża | a8 – Czarna wieża · b8 – Czarny skoczek · c8 – Czarny goniec · e8 – Czarny król · f8 – Czarny goniec · g8 – Czarny skoczek · h8 – Czarna wieża · a7 – Czarny pionek · c7 – Czarny pionek · d7 – Czarny pionek · f7 – Czarny pionek · g7 – Czarny pionek · h7 – Czarny pionek · b5 – Czarny pionek · c4 – Biały goniec · e4 – Biały pionek · f4 – Czarny pionek · h4 – Czarny hetman · a2 – Biały pionek · b2 – Biały pionek · c2 – Biały pionek · d2 – Biały pionek · g2 – Biały pionek · h2 – Biały pionek · a1 – Biała wieża · b1 – Biały skoczek · c1 – Biały goniec · d1 – Biały hetman · f1 – Biały król · g1 – Biały skoczek · h1 – Biała wieża | a8 – Czarna wieża · b8 – Czarny skoczek · c8 – Czarny goniec · e8 – Czarny król · f8 – Czarny goniec · g8 – Czarny skoczek · h8 – Czarna wieża · a7 – Czarny pionek · c7 – Czarny pionek · d7 – Czarny pionek · f7 – Czarny pionek · g7 – Czarny pionek · h7 – Czarny pionek · b5 – Czarny pionek · c4 – Biały goniec · e4 – Biały pionek · f4 – Czarny pionek · h4 – Czarny hetman · a2 – Biały pionek · b2 – Biały pionek · c2 – Biały pionek · d2 – Biały pionek · g2 – Biały pionek · h2 – Biały pionek · a1 – Biała wieża · b1 – Biały skoczek · c1 – Biały goniec · d1 – Biały hetman · f1 – Biały król · g1 – Biały skoczek · h1 – Biała wieża | a8 – Czarna wieża · b8 – Czarny skoczek · c8 – Czarny goniec · e8 – Czarny król · f8 – Czarny goniec · g8 – Czarny skoczek · h8 – Czarna wieża · a7 – Czarny pionek · c7 – Czarny pionek · d7 – Czarny pionek · f7 – Czarny pionek · g7 – Czarny pionek · h7 – Czarny pionek · b5 – Czarny pionek · c4 – Biały goniec · e4 – Biały pionek · f4 – Czarny pionek · h4 – Czarny hetman · a2 – Biały pionek · b2 – Biały pionek · c2 – Biały pionek · d2 – Biały pionek · g2 – Biały pionek · h2 – Biały pionek · a1 – Biała wieża · b1 – Biały skoczek · c1 – Biały goniec · d1 – Biały hetman · f1 – Biały król · g1 – Biały skoczek · h1 – Biała wieża | 4 |
| 3 | a8 – Czarna wieża · b8 – Czarny skoczek · c8 – Czarny goniec · e8 – Czarny król · f8 – Czarny goniec · g8 – Czarny skoczek · h8 – Czarna wieża · a7 – Czarny pionek · c7 – Czarny pionek · d7 – Czarny pionek · f7 – Czarny pionek · g7 – Czarny pionek · h7 – Czarny pionek · b5 – Czarny pionek · c4 – Biały goniec · e4 – Biały pionek · f4 – Czarny pionek · h4 – Czarny hetman · a2 – Biały pionek · b2 – Biały pionek · c2 – Biały pionek · d2 – Biały pionek · g2 – Biały pionek · h2 – Biały pionek · a1 – Biała wieża · b1 – Biały skoczek · c1 – Biały goniec · d1 – Biały hetman · f1 – Biały król · g1 – Biały skoczek · h1 – Biała wieża | a8 – Czarna wieża · b8 – Czarny skoczek · c8 – Czarny goniec · e8 – Czarny król · f8 – Czarny goniec · g8 – Czarny skoczek · h8 – Czarna wieża · a7 – Czarny pionek · c7 – Czarny pionek · d7 – Czarny pionek · f7 – Czarny pionek · g7 – Czarny pionek · h7 – Czarny pionek · b5 – Czarny pionek · c4 – Biały goniec · e4 – Biały pionek · f4 – Czarny pionek · h4 – Czarny hetman · a2 – Biały pionek · b2 – Biały pionek · c2 – Biały pionek · d2 – Biały pionek · g2 – Biały pionek · h2 – Biały pionek · a1 – Biała wieża · b1 – Biały skoczek · c1 – Biały goniec · d1 – Biały hetman · f1 – Biały król · g1 – Biały skoczek · h1 – Biała wieża | a8 – Czarna wieża · b8 – Czarny skoczek · c8 – Czarny goniec · e8 – Czarny król · f8 – Czarny goniec · g8 – Czarny skoczek · h8 – Czarna wieża · a7 – Czarny pionek · c7 – Czarny pionek · d7 – Czarny pionek · f7 – Czarny pionek · g7 – Czarny pionek · h7 – Czarny pionek · b5 – Czarny pionek · c4 – Biały goniec · e4 – Biały pionek · f4 – Czarny pionek · h4 – Czarny hetman · a2 – Biały pionek · b2 – Biały pionek · c2 – Biały pionek · d2 – Biały pionek · g2 – Biały pionek · h2 – Biały pionek · a1 – Biała wieża · b1 – Biały skoczek · c1 – Biały goniec · d1 – Biały hetman · f1 – Biały król · g1 – Biały skoczek · h1 – Biała wieża | a8 – Czarna wieża · b8 – Czarny skoczek · c8 – Czarny goniec · e8 – Czarny król · f8 – Czarny goniec · g8 – Czarny skoczek · h8 – Czarna wieża · a7 – Czarny pionek · c7 – Czarny pionek · d7 – Czarny pionek · f7 – Czarny pionek · g7 – Czarny pionek · h7 – Czarny pionek · b5 – Czarny pionek · c4 – Biały goniec · e4 – Biały pionek · f4 – Czarny pionek · h4 – Czarny hetman · a2 – Biały pionek · b2 – Biały pionek · c2 – Biały pionek · d2 – Biały pionek · g2 – Biały pionek · h2 – Biały pionek · a1 – Biała wieża · b1 – Biały skoczek · c1 – Biały goniec · d1 – Biały hetman · f1 – Biały król · g1 – Biały skoczek · h1 – Biała wieża | a8 – Czarna wieża · b8 – Czarny skoczek · c8 – Czarny goniec · e8 – Czarny król · f8 – Czarny goniec · g8 – Czarny skoczek · h8 – Czarna wieża · a7 – Czarny pionek · c7 – Czarny pionek · d7 – Czarny pionek · f7 – Czarny pionek · g7 – Czarny pionek · h7 – Czarny pionek · b5 – Czarny pionek · c4 – Biały goniec · e4 – Biały pionek · f4 – Czarny pionek · h4 – Czarny hetman · a2 – Biały pionek · b2 – Biały pionek · c2 – Biały pionek · d2 – Biały pionek · g2 – Biały pionek · h2 – Biały pionek · a1 – Biała wieża · b1 – Biały skoczek · c1 – Biały goniec · d1 – Biały hetman · f1 – Biały król · g1 – Biały skoczek · h1 – Biała wieża | a8 – Czarna wieża · b8 – Czarny skoczek · c8 – Czarny goniec · e8 – Czarny król · f8 – Czarny goniec · g8 – Czarny skoczek · h8 – Czarna wieża · a7 – Czarny pionek · c7 – Czarny pionek · d7 – Czarny pionek · f7 – Czarny pionek · g7 – Czarny pionek · h7 – Czarny pionek · b5 – Czarny pionek · c4 – Biały goniec · e4 – Biały pionek · f4 – Czarny pionek · h4 – Czarny hetman · a2 – Biały pionek · b2 – Biały pionek · c2 – Biały pionek · d2 – Biały pionek · g2 – Biały pionek · h2 – Biały pionek · a1 – Biała wieża · b1 – Biały skoczek · c1 – Biały goniec · d1 – Biały hetman · f1 – Biały król · g1 – Biały skoczek · h1 – Biała wieża | a8 – Czarna wieża · b8 – Czarny skoczek · c8 – Czarny goniec · e8 – Czarny król · f8 – Czarny goniec · g8 – Czarny skoczek · h8 – Czarna wieża · a7 – Czarny pionek · c7 – Czarny pionek · d7 – Czarny pionek · f7 – Czarny pionek · g7 – Czarny pionek · h7 – Czarny pionek · b5 – Czarny pionek · c4 – Biały goniec · e4 – Biały pionek · f4 – Czarny pionek · h4 – Czarny hetman · a2 – Biały pionek · b2 – Biały pionek · c2 – Biały pionek · d2 – Biały pionek · g2 – Biały pionek · h2 – Biały pionek · a1 – Biała wieża · b1 – Biały skoczek · c1 – Biały goniec · d1 – Biały hetman · f1 – Biały król · g1 – Biały skoczek · h1 – Biała wieża | a8 – Czarna wieża · b8 – Czarny skoczek · c8 – Czarny goniec · e8 – Czarny król · f8 – Czarny goniec · g8 – Czarny skoczek · h8 – Czarna wieża · a7 – Czarny pionek · c7 – Czarny pionek · d7 – Czarny pionek · f7 – Czarny pionek · g7 – Czarny pionek · h7 – Czarny pionek · b5 – Czarny pionek · c4 – Biały goniec · e4 – Biały pionek · f4 – Czarny pionek · h4 – Czarny hetman · a2 – Biały pionek · b2 – Biały pionek · c2 – Biały pionek · d2 – Biały pionek · g2 – Biały pionek · h2 – Biały pionek · a1 – Biała wieża · b1 – Biały skoczek · c1 – Biały goniec · d1 – Biały hetman · f1 – Biały król · g1 – Biały skoczek · h1 – Biała wieża | 3 |
| 2 | a8 – Czarna wieża · b8 – Czarny skoczek · c8 – Czarny goniec · e8 – Czarny król · f8 – Czarny goniec · g8 – Czarny skoczek · h8 – Czarna wieża · a7 – Czarny pionek · c7 – Czarny pionek · d7 – Czarny pionek · f7 – Czarny pionek · g7 – Czarny pionek · h7 – Czarny pionek · b5 – Czarny pionek · c4 – Biały goniec · e4 – Biały pionek · f4 – Czarny pionek · h4 – Czarny hetman · a2 – Biały pionek · b2 – Biały pionek · c2 – Biały pionek · d2 – Biały pionek · g2 – Biały pionek · h2 – Biały pionek · a1 – Biała wieża · b1 – Biały skoczek · c1 – Biały goniec · d1 – Biały hetman · f1 – Biały król · g1 – Biały skoczek · h1 – Biała wieża | a8 – Czarna wieża · b8 – Czarny skoczek · c8 – Czarny goniec · e8 – Czarny król · f8 – Czarny goniec · g8 – Czarny skoczek · h8 – Czarna wieża · a7 – Czarny pionek · c7 – Czarny pionek · d7 – Czarny pionek · f7 – Czarny pionek · g7 – Czarny pionek · h7 – Czarny pionek · b5 – Czarny pionek · c4 – Biały goniec · e4 – Biały pionek · f4 – Czarny pionek · h4 – Czarny hetman · a2 – Biały pionek · b2 – Biały pionek · c2 – Biały pionek · d2 – Biały pionek · g2 – Biały pionek · h2 – Biały pionek · a1 – Biała wieża · b1 – Biały skoczek · c1 – Biały goniec · d1 – Biały hetman · f1 – Biały król · g1 – Biały skoczek · h1 – Biała wieża | a8 – Czarna wieża · b8 – Czarny skoczek · c8 – Czarny goniec · e8 – Czarny król · f8 – Czarny goniec · g8 – Czarny skoczek · h8 – Czarna wieża · a7 – Czarny pionek · c7 – Czarny pionek · d7 – Czarny pionek · f7 – Czarny pionek · g7 – Czarny pionek · h7 – Czarny pionek · b5 – Czarny pionek · c4 – Biały goniec · e4 – Biały pionek · f4 – Czarny pionek · h4 – Czarny hetman · a2 – Biały pionek · b2 – Biały pionek · c2 – Biały pionek · d2 – Biały pionek · g2 – Biały pionek · h2 – Biały pionek · a1 – Biała wieża · b1 – Biały skoczek · c1 – Biały goniec · d1 – Biały hetman · f1 – Biały król · g1 – Biały skoczek · h1 – Biała wieża | a8 – Czarna wieża · b8 – Czarny skoczek · c8 – Czarny goniec · e8 – Czarny król · f8 – Czarny goniec · g8 – Czarny skoczek · h8 – Czarna wieża · a7 – Czarny pionek · c7 – Czarny pionek · d7 – Czarny pionek · f7 – Czarny pionek · g7 – Czarny pionek · h7 – Czarny pionek · b5 – Czarny pionek · c4 – Biały goniec · e4 – Biały pionek · f4 – Czarny pionek · h4 – Czarny hetman · a2 – Biały pionek · b2 – Biały pionek · c2 – Biały pionek · d2 – Biały pionek · g2 – Biały pionek · h2 – Biały pionek · a1 – Biała wieża · b1 – Biały skoczek · c1 – Biały goniec · d1 – Biały hetman · f1 – Biały król · g1 – Biały skoczek · h1 – Biała wieża | a8 – Czarna wieża · b8 – Czarny skoczek · c8 – Czarny goniec · e8 – Czarny król · f8 – Czarny goniec · g8 – Czarny skoczek · h8 – Czarna wieża · a7 – Czarny pionek · c7 – Czarny pionek · d7 – Czarny pionek · f7 – Czarny pionek · g7 – Czarny pionek · h7 – Czarny pionek · b5 – Czarny pionek · c4 – Biały goniec · e4 – Biały pionek · f4 – Czarny pionek · h4 – Czarny hetman · a2 – Biały pionek · b2 – Biały pionek · c2 – Biały pionek · d2 – Biały pionek · g2 – Biały pionek · h2 – Biały pionek · a1 – Biała wieża · b1 – Biały skoczek · c1 – Biały goniec · d1 – Biały hetman · f1 – Biały król · g1 – Biały skoczek · h1 – Biała wieża | a8 – Czarna wieża · b8 – Czarny skoczek · c8 – Czarny goniec · e8 – Czarny król · f8 – Czarny goniec · g8 – Czarny skoczek · h8 – Czarna wieża · a7 – Czarny pionek · c7 – Czarny pionek · d7 – Czarny pionek · f7 – Czarny pionek · g7 – Czarny pionek · h7 – Czarny pionek · b5 – Czarny pionek · c4 – Biały goniec · e4 – Biały pionek · f4 – Czarny pionek · h4 – Czarny hetman · a2 – Biały pionek · b2 – Biały pionek · c2 – Biały pionek · d2 – Biały pionek · g2 – Biały pionek · h2 – Biały pionek · a1 – Biała wieża · b1 – Biały skoczek · c1 – Biały goniec · d1 – Biały hetman · f1 – Biały król · g1 – Biały skoczek · h1 – Biała wieża | a8 – Czarna wieża · b8 – Czarny skoczek · c8 – Czarny goniec · e8 – Czarny król · f8 – Czarny goniec · g8 – Czarny skoczek · h8 – Czarna wieża · a7 – Czarny pionek · c7 – Czarny pionek · d7 – Czarny pionek · f7 – Czarny pionek · g7 – Czarny pionek · h7 – Czarny pionek · b5 – Czarny pionek · c4 – Biały goniec · e4 – Biały pionek · f4 – Czarny pionek · h4 – Czarny hetman · a2 – Biały pionek · b2 – Biały pionek · c2 – Biały pionek · d2 – Biały pionek · g2 – Biały pionek · h2 – Biały pionek · a1 – Biała wieża · b1 – Biały skoczek · c1 – Biały goniec · d1 – Biały hetman · f1 – Biały król · g1 – Biały skoczek · h1 – Biała wieża | a8 – Czarna wieża · b8 – Czarny skoczek · c8 – Czarny goniec · e8 – Czarny król · f8 – Czarny goniec · g8 – Czarny skoczek · h8 – Czarna wieża · a7 – Czarny pionek · c7 – Czarny pionek · d7 – Czarny pionek · f7 – Czarny pionek · g7 – Czarny pionek · h7 – Czarny pionek · b5 – Czarny pionek · c4 – Biały goniec · e4 – Biały pionek · f4 – Czarny pionek · h4 – Czarny hetman · a2 – Biały pionek · b2 – Biały pionek · c2 – Biały pionek · d2 – Biały pionek · g2 – Biały pionek · h2 – Biały pionek · a1 – Biała wieża · b1 – Biały skoczek · c1 – Biały goniec · d1 – Biały hetman · f1 – Biały król · g1 – Biały skoczek · h1 – Biała wieża | 2 |
| 1 | a8 – Czarna wieża · b8 – Czarny skoczek · c8 – Czarny goniec · e8 – Czarny król · f8 – Czarny goniec · g8 – Czarny skoczek · h8 – Czarna wieża · a7 – Czarny pionek · c7 – Czarny pionek · d7 – Czarny pionek · f7 – Czarny pionek · g7 – Czarny pionek · h7 – Czarny pionek · b5 – Czarny pionek · c4 – Biały goniec · e4 – Biały pionek · f4 – Czarny pionek · h4 – Czarny hetman · a2 – Biały pionek · b2 – Biały pionek · c2 – Biały pionek · d2 – Biały pionek · g2 – Biały pionek · h2 – Biały pionek · a1 – Biała wieża · b1 – Biały skoczek · c1 – Biały goniec · d1 – Biały hetman · f1 – Biały król · g1 – Biały skoczek · h1 – Biała wieża | a8 – Czarna wieża · b8 – Czarny skoczek · c8 – Czarny goniec · e8 – Czarny król · f8 – Czarny goniec · g8 – Czarny skoczek · h8 – Czarna wieża · a7 – Czarny pionek · c7 – Czarny pionek · d7 – Czarny pionek · f7 – Czarny pionek · g7 – Czarny pionek · h7 – Czarny pionek · b5 – Czarny pionek · c4 – Biały goniec · e4 – Biały pionek · f4 – Czarny pionek · h4 – Czarny hetman · a2 – Biały pionek · b2 – Biały pionek · c2 – Biały pionek · d2 – Biały pionek · g2 – Biały pionek · h2 – Biały pionek · a1 – Biała wieża · b1 – Biały skoczek · c1 – Biały goniec · d1 – Biały hetman · f1 – Biały król · g1 – Biały skoczek · h1 – Biała wieża | a8 – Czarna wieża · b8 – Czarny skoczek · c8 – Czarny goniec · e8 – Czarny król · f8 – Czarny goniec · g8 – Czarny skoczek · h8 – Czarna wieża · a7 – Czarny pionek · c7 – Czarny pionek · d7 – Czarny pionek · f7 – Czarny pionek · g7 – Czarny pionek · h7 – Czarny pionek · b5 – Czarny pionek · c4 – Biały goniec · e4 – Biały pionek · f4 – Czarny pionek · h4 – Czarny hetman · a2 – Biały pionek · b2 – Biały pionek · c2 – Biały pionek · d2 – Biały pionek · g2 – Biały pionek · h2 – Biały pionek · a1 – Biała wieża · b1 – Biały skoczek · c1 – Biały goniec · d1 – Biały hetman · f1 – Biały król · g1 – Biały skoczek · h1 – Biała wieża | a8 – Czarna wieża · b8 – Czarny skoczek · c8 – Czarny goniec · e8 – Czarny król · f8 – Czarny goniec · g8 – Czarny skoczek · h8 – Czarna wieża · a7 – Czarny pionek · c7 – Czarny pionek · d7 – Czarny pionek · f7 – Czarny pionek · g7 – Czarny pionek · h7 – Czarny pionek · b5 – Czarny pionek · c4 – Biały goniec · e4 – Biały pionek · f4 – Czarny pionek · h4 – Czarny hetman · a2 – Biały pionek · b2 – Biały pionek · c2 – Biały pionek · d2 – Biały pionek · g2 – Biały pionek · h2 – Biały pionek · a1 – Biała wieża · b1 – Biały skoczek · c1 – Biały goniec · d1 – Biały hetman · f1 – Biały król · g1 – Biały skoczek · h1 – Biała wieża | a8 – Czarna wieża · b8 – Czarny skoczek · c8 – Czarny goniec · e8 – Czarny król · f8 – Czarny goniec · g8 – Czarny skoczek · h8 – Czarna wieża · a7 – Czarny pionek · c7 – Czarny pionek · d7 – Czarny pionek · f7 – Czarny pionek · g7 – Czarny pionek · h7 – Czarny pionek · b5 – Czarny pionek · c4 – Biały goniec · e4 – Biały pionek · f4 – Czarny pionek · h4 – Czarny hetman · a2 – Biały pionek · b2 – Biały pionek · c2 – Biały pionek · d2 – Biały pionek · g2 – Biały pionek · h2 – Biały pionek · a1 – Biała wieża · b1 – Biały skoczek · c1 – Biały goniec · d1 – Biały hetman · f1 – Biały król · g1 – Biały skoczek · h1 – Biała wieża | a8 – Czarna wieża · b8 – Czarny skoczek · c8 – Czarny goniec · e8 – Czarny król · f8 – Czarny goniec · g8 – Czarny skoczek · h8 – Czarna wieża · a7 – Czarny pionek · c7 – Czarny pionek · d7 – Czarny pionek · f7 – Czarny pionek · g7 – Czarny pionek · h7 – Czarny pionek · b5 – Czarny pionek · c4 – Biały goniec · e4 – Biały pionek · f4 – Czarny pionek · h4 – Czarny hetman · a2 – Biały pionek · b2 – Biały pionek · c2 – Biały pionek · d2 – Biały pionek · g2 – Biały pionek · h2 – Biały pionek · a1 – Biała wieża · b1 – Biały skoczek · c1 – Biały goniec · d1 – Biały hetman · f1 – Biały król · g1 – Biały skoczek · h1 – Biała wieża | a8 – Czarna wieża · b8 – Czarny skoczek · c8 – Czarny goniec · e8 – Czarny król · f8 – Czarny goniec · g8 – Czarny skoczek · h8 – Czarna wieża · a7 – Czarny pionek · c7 – Czarny pionek · d7 – Czarny pionek · f7 – Czarny pionek · g7 – Czarny pionek · h7 – Czarny pionek · b5 – Czarny pionek · c4 – Biały goniec · e4 – Biały pionek · f4 – Czarny pionek · h4 – Czarny hetman · a2 – Biały pionek · b2 – Biały pionek · c2 – Biały pionek · d2 – Biały pionek · g2 – Biały pionek · h2 – Biały pionek · a1 – Biała wieża · b1 – Biały skoczek · c1 – Biały goniec · d1 – Biały hetman · f1 – Biały król · g1 – Biały skoczek · h1 – Biała wieża | a8 – Czarna wieża · b8 – Czarny skoczek · c8 – Czarny goniec · e8 – Czarny król · f8 – Czarny goniec · g8 – Czarny skoczek · h8 – Czarna wieża · a7 – Czarny pionek · c7 – Czarny pionek · d7 – Czarny pionek · f7 – Czarny pionek · g7 – Czarny pionek · h7 – Czarny pionek · b5 – Czarny pionek · c4 – Biały goniec · e4 – Biały pionek · f4 – Czarny pionek · h4 – Czarny hetman · a2 – Biały pionek · b2 – Biały pionek · c2 – Biały pionek · d2 – Biały pionek · g2 – Biały pionek · h2 – Biały pionek · a1 – Biała wieża · b1 – Biały skoczek · c1 – Biały goniec · d1 – Biały hetman · f1 – Biały król · g1 – Biały skoczek · h1 – Biała wieża | 1 |
|   | a | b | c | d | e | f | g | h |   |

4. Kf1 b5?
To gambit Bryana, nazwany na cześć Thomasa Jeffersona Bryana. Obecnie nie jest uważany za najlepsze posunięcie.
5. G:b5 Sf6 6. Sf3
Bardzo popularny ruch rozwijający. Dodatkowo czarne muszą chronić hetmana i nie mogą rozwijać figur. 
6. ... Hh6 7. d3?
Ten ruch umacnia kontrolę białych nad krytyczną częścią szachownicy. Niemiecki arcymistrz Robert Hübner proponuje w takiej sytuacji ruch 7. Sc3. 
7. ... Sh5?
Ten ruch grozi Sg3+ oraz chroni piona na f4, ale stawia skoczka na brzegu szachownicy, gdzie figura ta jest najmniej efektywna. 
8. Sh4? Hg5? 9.Sf5 c6
Ruch ten chroni piona d7 i atakuje gońca. Jednak lepsze byłoby posunięcie 9. ... g6, gdyż wygania niebezpiecznego skoczka.
|   | a | b | c | d | e | f | g | h |   |
| 8 | a8 – Czarna wieża · b8 – Czarny skoczek · c8 – Czarny goniec · e8 – Czarny król · f8 – Czarny goniec · h8 – Czarna wieża · a7 – Czarny pionek · d7 – Czarny pionek · f7 – Czarny pionek · g7 – Czarny pionek · h7 – Czarny pionek · c6 – Czarny pionek · f6 – Czarny skoczek · b5 – Biały goniec · f5 – Biały skoczek · g5 – Czarny hetman · e4 – Biały pionek · f4 – Czarny pionek · g4 – Biały pionek · d3 – Biały pionek · a2 – Biały pionek · b2 – Biały pionek · c2 – Biały pionek · h2 – Biały pionek · a1 – Biała wieża · b1 – Biały skoczek · c1 – Biały goniec · d1 – Biały hetman · f1 – Biały król · g1 – Biała wieża | a8 – Czarna wieża · b8 – Czarny skoczek · c8 – Czarny goniec · e8 – Czarny król · f8 – Czarny goniec · h8 – Czarna wieża · a7 – Czarny pionek · d7 – Czarny pionek · f7 – Czarny pionek · g7 – Czarny pionek · h7 – Czarny pionek · c6 – Czarny pionek · f6 – Czarny skoczek · b5 – Biały goniec · f5 – Biały skoczek · g5 – Czarny hetman · e4 – Biały pionek · f4 – Czarny pionek · g4 – Biały pionek · d3 – Biały pionek · a2 – Biały pionek · b2 – Biały pionek · c2 – Biały pionek · h2 – Biały pionek · a1 – Biała wieża · b1 – Biały skoczek · c1 – Biały goniec · d1 – Biały hetman · f1 – Biały król · g1 – Biała wieża | a8 – Czarna wieża · b8 – Czarny skoczek · c8 – Czarny goniec · e8 – Czarny król · f8 – Czarny goniec · h8 – Czarna wieża · a7 – Czarny pionek · d7 – Czarny pionek · f7 – Czarny pionek · g7 – Czarny pionek · h7 – Czarny pionek · c6 – Czarny pionek · f6 – Czarny skoczek · b5 – Biały goniec · f5 – Biały skoczek · g5 – Czarny hetman · e4 – Biały pionek · f4 – Czarny pionek · g4 – Biały pionek · d3 – Biały pionek · a2 – Biały pionek · b2 – Biały pionek · c2 – Biały pionek · h2 – Biały pionek · a1 – Biała wieża · b1 – Biały skoczek · c1 – Biały goniec · d1 – Biały hetman · f1 – Biały król · g1 – Biała wieża | a8 – Czarna wieża · b8 – Czarny skoczek · c8 – Czarny goniec · e8 – Czarny król · f8 – Czarny goniec · h8 – Czarna wieża · a7 – Czarny pionek · d7 – Czarny pionek · f7 – Czarny pionek · g7 – Czarny pionek · h7 – Czarny pionek · c6 – Czarny pionek · f6 – Czarny skoczek · b5 – Biały goniec · f5 – Biały skoczek · g5 – Czarny hetman · e4 – Biały pionek · f4 – Czarny pionek · g4 – Biały pionek · d3 – Biały pionek · a2 – Biały pionek · b2 – Biały pionek · c2 – Biały pionek · h2 – Biały pionek · a1 – Biała wieża · b1 – Biały skoczek · c1 – Biały goniec · d1 – Biały hetman · f1 – Biały król · g1 – Biała wieża | a8 – Czarna wieża · b8 – Czarny skoczek · c8 – Czarny goniec · e8 – Czarny król · f8 – Czarny goniec · h8 – Czarna wieża · a7 – Czarny pionek · d7 – Czarny pionek · f7 – Czarny pionek · g7 – Czarny pionek · h7 – Czarny pionek · c6 – Czarny pionek · f6 – Czarny skoczek · b5 – Biały goniec · f5 – Biały skoczek · g5 – Czarny hetman · e4 – Biały pionek · f4 – Czarny pionek · g4 – Biały pionek · d3 – Biały pionek · a2 – Biały pionek · b2 – Biały pionek · c2 – Biały pionek · h2 – Biały pionek · a1 – Biała wieża · b1 – Biały skoczek · c1 – Biały goniec · d1 – Biały hetman · f1 – Biały król · g1 – Biała wieża | a8 – Czarna wieża · b8 – Czarny skoczek · c8 – Czarny goniec · e8 – Czarny król · f8 – Czarny goniec · h8 – Czarna wieża · a7 – Czarny pionek · d7 – Czarny pionek · f7 – Czarny pionek · g7 – Czarny pionek · h7 – Czarny pionek · c6 – Czarny pionek · f6 – Czarny skoczek · b5 – Biały goniec · f5 – Biały skoczek · g5 – Czarny hetman · e4 – Biały pionek · f4 – Czarny pionek · g4 – Biały pionek · d3 – Biały pionek · a2 – Biały pionek · b2 – Biały pionek · c2 – Biały pionek · h2 – Biały pionek · a1 – Biała wieża · b1 – Biały skoczek · c1 – Biały goniec · d1 – Biały hetman · f1 – Biały król · g1 – Biała wieża | a8 – Czarna wieża · b8 – Czarny skoczek · c8 – Czarny goniec · e8 – Czarny król · f8 – Czarny goniec · h8 – Czarna wieża · a7 – Czarny pionek · d7 – Czarny pionek · f7 – Czarny pionek · g7 – Czarny pionek · h7 – Czarny pionek · c6 – Czarny pionek · f6 – Czarny skoczek · b5 – Biały goniec · f5 – Biały skoczek · g5 – Czarny hetman · e4 – Biały pionek · f4 – Czarny pionek · g4 – Biały pionek · d3 – Biały pionek · a2 – Biały pionek · b2 – Biały pionek · c2 – Biały pionek · h2 – Biały pionek · a1 – Biała wieża · b1 – Biały skoczek · c1 – Biały goniec · d1 – Biały hetman · f1 – Biały król · g1 – Biała wieża | a8 – Czarna wieża · b8 – Czarny skoczek · c8 – Czarny goniec · e8 – Czarny król · f8 – Czarny goniec · h8 – Czarna wieża · a7 – Czarny pionek · d7 – Czarny pionek · f7 – Czarny pionek · g7 – Czarny pionek · h7 – Czarny pionek · c6 – Czarny pionek · f6 – Czarny skoczek · b5 – Biały goniec · f5 – Biały skoczek · g5 – Czarny hetman · e4 – Biały pionek · f4 – Czarny pionek · g4 – Biały pionek · d3 – Biały pionek · a2 – Biały pionek · b2 – Biały pionek · c2 – Biały pionek · h2 – Biały pionek · a1 – Biała wieża · b1 – Biały skoczek · c1 – Biały goniec · d1 – Biały hetman · f1 – Biały król · g1 – Biała wieża | 8 |
| 7 | a8 – Czarna wieża · b8 – Czarny skoczek · c8 – Czarny goniec · e8 – Czarny król · f8 – Czarny goniec · h8 – Czarna wieża · a7 – Czarny pionek · d7 – Czarny pionek · f7 – Czarny pionek · g7 – Czarny pionek · h7 – Czarny pionek · c6 – Czarny pionek · f6 – Czarny skoczek · b5 – Biały goniec · f5 – Biały skoczek · g5 – Czarny hetman · e4 – Biały pionek · f4 – Czarny pionek · g4 – Biały pionek · d3 – Biały pionek · a2 – Biały pionek · b2 – Biały pionek · c2 – Biały pionek · h2 – Biały pionek · a1 – Biała wieża · b1 – Biały skoczek · c1 – Biały goniec · d1 – Biały hetman · f1 – Biały król · g1 – Biała wieża | a8 – Czarna wieża · b8 – Czarny skoczek · c8 – Czarny goniec · e8 – Czarny król · f8 – Czarny goniec · h8 – Czarna wieża · a7 – Czarny pionek · d7 – Czarny pionek · f7 – Czarny pionek · g7 – Czarny pionek · h7 – Czarny pionek · c6 – Czarny pionek · f6 – Czarny skoczek · b5 – Biały goniec · f5 – Biały skoczek · g5 – Czarny hetman · e4 – Biały pionek · f4 – Czarny pionek · g4 – Biały pionek · d3 – Biały pionek · a2 – Biały pionek · b2 – Biały pionek · c2 – Biały pionek · h2 – Biały pionek · a1 – Biała wieża · b1 – Biały skoczek · c1 – Biały goniec · d1 – Biały hetman · f1 – Biały król · g1 – Biała wieża | a8 – Czarna wieża · b8 – Czarny skoczek · c8 – Czarny goniec · e8 – Czarny król · f8 – Czarny goniec · h8 – Czarna wieża · a7 – Czarny pionek · d7 – Czarny pionek · f7 – Czarny pionek · g7 – Czarny pionek · h7 – Czarny pionek · c6 – Czarny pionek · f6 – Czarny skoczek · b5 – Biały goniec · f5 – Biały skoczek · g5 – Czarny hetman · e4 – Biały pionek · f4 – Czarny pionek · g4 – Biały pionek · d3 – Biały pionek · a2 – Biały pionek · b2 – Biały pionek · c2 – Biały pionek · h2 – Biały pionek · a1 – Biała wieża · b1 – Biały skoczek · c1 – Biały goniec · d1 – Biały hetman · f1 – Biały król · g1 – Biała wieża | a8 – Czarna wieża · b8 – Czarny skoczek · c8 – Czarny goniec · e8 – Czarny król · f8 – Czarny goniec · h8 – Czarna wieża · a7 – Czarny pionek · d7 – Czarny pionek · f7 – Czarny pionek · g7 – Czarny pionek · h7 – Czarny pionek · c6 – Czarny pionek · f6 – Czarny skoczek · b5 – Biały goniec · f5 – Biały skoczek · g5 – Czarny hetman · e4 – Biały pionek · f4 – Czarny pionek · g4 – Biały pionek · d3 – Biały pionek · a2 – Biały pionek · b2 – Biały pionek · c2 – Biały pionek · h2 – Biały pionek · a1 – Biała wieża · b1 – Biały skoczek · c1 – Biały goniec · d1 – Biały hetman · f1 – Biały król · g1 – Biała wieża | a8 – Czarna wieża · b8 – Czarny skoczek · c8 – Czarny goniec · e8 – Czarny król · f8 – Czarny goniec · h8 – Czarna wieża · a7 – Czarny pionek · d7 – Czarny pionek · f7 – Czarny pionek · g7 – Czarny pionek · h7 – Czarny pionek · c6 – Czarny pionek · f6 – Czarny skoczek · b5 – Biały goniec · f5 – Biały skoczek · g5 – Czarny hetman · e4 – Biały pionek · f4 – Czarny pionek · g4 – Biały pionek · d3 – Biały pionek · a2 – Biały pionek · b2 – Biały pionek · c2 – Biały pionek · h2 – Biały pionek · a1 – Biała wieża · b1 – Biały skoczek · c1 – Biały goniec · d1 – Biały hetman · f1 – Biały król · g1 – Biała wieża | a8 – Czarna wieża · b8 – Czarny skoczek · c8 – Czarny goniec · e8 – Czarny król · f8 – Czarny goniec · h8 – Czarna wieża · a7 – Czarny pionek · d7 – Czarny pionek · f7 – Czarny pionek · g7 – Czarny pionek · h7 – Czarny pionek · c6 – Czarny pionek · f6 – Czarny skoczek · b5 – Biały goniec · f5 – Biały skoczek · g5 – Czarny hetman · e4 – Biały pionek · f4 – Czarny pionek · g4 – Biały pionek · d3 – Biały pionek · a2 – Biały pionek · b2 – Biały pionek · c2 – Biały pionek · h2 – Biały pionek · a1 – Biała wieża · b1 – Biały skoczek · c1 – Biały goniec · d1 – Biały hetman · f1 – Biały król · g1 – Biała wieża | a8 – Czarna wieża · b8 – Czarny skoczek · c8 – Czarny goniec · e8 – Czarny król · f8 – Czarny goniec · h8 – Czarna wieża · a7 – Czarny pionek · d7 – Czarny pionek · f7 – Czarny pionek · g7 – Czarny pionek · h7 – Czarny pionek · c6 – Czarny pionek · f6 – Czarny skoczek · b5 – Biały goniec · f5 – Biały skoczek · g5 – Czarny hetman · e4 – Biały pionek · f4 – Czarny pionek · g4 – Biały pionek · d3 – Biały pionek · a2 – Biały pionek · b2 – Biały pionek · c2 – Biały pionek · h2 – Biały pionek · a1 – Biała wieża · b1 – Biały skoczek · c1 – Biały goniec · d1 – Biały hetman · f1 – Biały król · g1 – Biała wieża | a8 – Czarna wieża · b8 – Czarny skoczek · c8 – Czarny goniec · e8 – Czarny król · f8 – Czarny goniec · h8 – Czarna wieża · a7 – Czarny pionek · d7 – Czarny pionek · f7 – Czarny pionek · g7 – Czarny pionek · h7 – Czarny pionek · c6 – Czarny pionek · f6 – Czarny skoczek · b5 – Biały goniec · f5 – Biały skoczek · g5 – Czarny hetman · e4 – Biały pionek · f4 – Czarny pionek · g4 – Biały pionek · d3 – Biały pionek · a2 – Biały pionek · b2 – Biały pionek · c2 – Biały pionek · h2 – Biały pionek · a1 – Biała wieża · b1 – Biały skoczek · c1 – Biały goniec · d1 – Biały hetman · f1 – Biały król · g1 – Biała wieża | 7 |
| 6 | a8 – Czarna wieża · b8 – Czarny skoczek · c8 – Czarny goniec · e8 – Czarny król · f8 – Czarny goniec · h8 – Czarna wieża · a7 – Czarny pionek · d7 – Czarny pionek · f7 – Czarny pionek · g7 – Czarny pionek · h7 – Czarny pionek · c6 – Czarny pionek · f6 – Czarny skoczek · b5 – Biały goniec · f5 – Biały skoczek · g5 – Czarny hetman · e4 – Biały pionek · f4 – Czarny pionek · g4 – Biały pionek · d3 – Biały pionek · a2 – Biały pionek · b2 – Biały pionek · c2 – Biały pionek · h2 – Biały pionek · a1 – Biała wieża · b1 – Biały skoczek · c1 – Biały goniec · d1 – Biały hetman · f1 – Biały król · g1 – Biała wieża | a8 – Czarna wieża · b8 – Czarny skoczek · c8 – Czarny goniec · e8 – Czarny król · f8 – Czarny goniec · h8 – Czarna wieża · a7 – Czarny pionek · d7 – Czarny pionek · f7 – Czarny pionek · g7 – Czarny pionek · h7 – Czarny pionek · c6 – Czarny pionek · f6 – Czarny skoczek · b5 – Biały goniec · f5 – Biały skoczek · g5 – Czarny hetman · e4 – Biały pionek · f4 – Czarny pionek · g4 – Biały pionek · d3 – Biały pionek · a2 – Biały pionek · b2 – Biały pionek · c2 – Biały pionek · h2 – Biały pionek · a1 – Biała wieża · b1 – Biały skoczek · c1 – Biały goniec · d1 – Biały hetman · f1 – Biały król · g1 – Biała wieża | a8 – Czarna wieża · b8 – Czarny skoczek · c8 – Czarny goniec · e8 – Czarny król · f8 – Czarny goniec · h8 – Czarna wieża · a7 – Czarny pionek · d7 – Czarny pionek · f7 – Czarny pionek · g7 – Czarny pionek · h7 – Czarny pionek · c6 – Czarny pionek · f6 – Czarny skoczek · b5 – Biały goniec · f5 – Biały skoczek · g5 – Czarny hetman · e4 – Biały pionek · f4 – Czarny pionek · g4 – Biały pionek · d3 – Biały pionek · a2 – Biały pionek · b2 – Biały pionek · c2 – Biały pionek · h2 – Biały pionek · a1 – Biała wieża · b1 – Biały skoczek · c1 – Biały goniec · d1 – Biały hetman · f1 – Biały król · g1 – Biała wieża | a8 – Czarna wieża · b8 – Czarny skoczek · c8 – Czarny goniec · e8 – Czarny król · f8 – Czarny goniec · h8 – Czarna wieża · a7 – Czarny pionek · d7 – Czarny pionek · f7 – Czarny pionek · g7 – Czarny pionek · h7 – Czarny pionek · c6 – Czarny pionek · f6 – Czarny skoczek · b5 – Biały goniec · f5 – Biały skoczek · g5 – Czarny hetman · e4 – Biały pionek · f4 – Czarny pionek · g4 – Biały pionek · d3 – Biały pionek · a2 – Biały pionek · b2 – Biały pionek · c2 – Biały pionek · h2 – Biały pionek · a1 – Biała wieża · b1 – Biały skoczek · c1 – Biały goniec · d1 – Biały hetman · f1 – Biały król · g1 – Biała wieża | a8 – Czarna wieża · b8 – Czarny skoczek · c8 – Czarny goniec · e8 – Czarny król · f8 – Czarny goniec · h8 – Czarna wieża · a7 – Czarny pionek · d7 – Czarny pionek · f7 – Czarny pionek · g7 – Czarny pionek · h7 – Czarny pionek · c6 – Czarny pionek · f6 – Czarny skoczek · b5 – Biały goniec · f5 – Biały skoczek · g5 – Czarny hetman · e4 – Biały pionek · f4 – Czarny pionek · g4 – Biały pionek · d3 – Biały pionek · a2 – Biały pionek · b2 – Biały pionek · c2 – Biały pionek · h2 – Biały pionek · a1 – Biała wieża · b1 – Biały skoczek · c1 – Biały goniec · d1 – Biały hetman · f1 – Biały król · g1 – Biała wieża | a8 – Czarna wieża · b8 – Czarny skoczek · c8 – Czarny goniec · e8 – Czarny król · f8 – Czarny goniec · h8 – Czarna wieża · a7 – Czarny pionek · d7 – Czarny pionek · f7 – Czarny pionek · g7 – Czarny pionek · h7 – Czarny pionek · c6 – Czarny pionek · f6 – Czarny skoczek · b5 – Biały goniec · f5 – Biały skoczek · g5 – Czarny hetman · e4 – Biały pionek · f4 – Czarny pionek · g4 – Biały pionek · d3 – Biały pionek · a2 – Biały pionek · b2 – Biały pionek · c2 – Biały pionek · h2 – Biały pionek · a1 – Biała wieża · b1 – Biały skoczek · c1 – Biały goniec · d1 – Biały hetman · f1 – Biały król · g1 – Biała wieża | a8 – Czarna wieża · b8 – Czarny skoczek · c8 – Czarny goniec · e8 – Czarny król · f8 – Czarny goniec · h8 – Czarna wieża · a7 – Czarny pionek · d7 – Czarny pionek · f7 – Czarny pionek · g7 – Czarny pionek · h7 – Czarny pionek · c6 – Czarny pionek · f6 – Czarny skoczek · b5 – Biały goniec · f5 – Biały skoczek · g5 – Czarny hetman · e4 – Biały pionek · f4 – Czarny pionek · g4 – Biały pionek · d3 – Biały pionek · a2 – Biały pionek · b2 – Biały pionek · c2 – Biały pionek · h2 – Biały pionek · a1 – Biała wieża · b1 – Biały skoczek · c1 – Biały goniec · d1 – Biały hetman · f1 – Biały król · g1 – Biała wieża | a8 – Czarna wieża · b8 – Czarny skoczek · c8 – Czarny goniec · e8 – Czarny król · f8 – Czarny goniec · h8 – Czarna wieża · a7 – Czarny pionek · d7 – Czarny pionek · f7 – Czarny pionek · g7 – Czarny pionek · h7 – Czarny pionek · c6 – Czarny pionek · f6 – Czarny skoczek · b5 – Biały goniec · f5 – Biały skoczek · g5 – Czarny hetman · e4 – Biały pionek · f4 – Czarny pionek · g4 – Biały pionek · d3 – Biały pionek · a2 – Biały pionek · b2 – Biały pionek · c2 – Biały pionek · h2 – Biały pionek · a1 – Biała wieża · b1 – Biały skoczek · c1 – Biały goniec · d1 – Biały hetman · f1 – Biały król · g1 – Biała wieża | 6 |
| 5 | a8 – Czarna wieża · b8 – Czarny skoczek · c8 – Czarny goniec · e8 – Czarny król · f8 – Czarny goniec · h8 – Czarna wieża · a7 – Czarny pionek · d7 – Czarny pionek · f7 – Czarny pionek · g7 – Czarny pionek · h7 – Czarny pionek · c6 – Czarny pionek · f6 – Czarny skoczek · b5 – Biały goniec · f5 – Biały skoczek · g5 – Czarny hetman · e4 – Biały pionek · f4 – Czarny pionek · g4 – Biały pionek · d3 – Biały pionek · a2 – Biały pionek · b2 – Biały pionek · c2 – Biały pionek · h2 – Biały pionek · a1 – Biała wieża · b1 – Biały skoczek · c1 – Biały goniec · d1 – Biały hetman · f1 – Biały król · g1 – Biała wieża | a8 – Czarna wieża · b8 – Czarny skoczek · c8 – Czarny goniec · e8 – Czarny król · f8 – Czarny goniec · h8 – Czarna wieża · a7 – Czarny pionek · d7 – Czarny pionek · f7 – Czarny pionek · g7 – Czarny pionek · h7 – Czarny pionek · c6 – Czarny pionek · f6 – Czarny skoczek · b5 – Biały goniec · f5 – Biały skoczek · g5 – Czarny hetman · e4 – Biały pionek · f4 – Czarny pionek · g4 – Biały pionek · d3 – Biały pionek · a2 – Biały pionek · b2 – Biały pionek · c2 – Biały pionek · h2 – Biały pionek · a1 – Biała wieża · b1 – Biały skoczek · c1 – Biały goniec · d1 – Biały hetman · f1 – Biały król · g1 – Biała wieża | a8 – Czarna wieża · b8 – Czarny skoczek · c8 – Czarny goniec · e8 – Czarny król · f8 – Czarny goniec · h8 – Czarna wieża · a7 – Czarny pionek · d7 – Czarny pionek · f7 – Czarny pionek · g7 – Czarny pionek · h7 – Czarny pionek · c6 – Czarny pionek · f6 – Czarny skoczek · b5 – Biały goniec · f5 – Biały skoczek · g5 – Czarny hetman · e4 – Biały pionek · f4 – Czarny pionek · g4 – Biały pionek · d3 – Biały pionek · a2 – Biały pionek · b2 – Biały pionek · c2 – Biały pionek · h2 – Biały pionek · a1 – Biała wieża · b1 – Biały skoczek · c1 – Biały goniec · d1 – Biały hetman · f1 – Biały król · g1 – Biała wieża | a8 – Czarna wieża · b8 – Czarny skoczek · c8 – Czarny goniec · e8 – Czarny król · f8 – Czarny goniec · h8 – Czarna wieża · a7 – Czarny pionek · d7 – Czarny pionek · f7 – Czarny pionek · g7 – Czarny pionek · h7 – Czarny pionek · c6 – Czarny pionek · f6 – Czarny skoczek · b5 – Biały goniec · f5 – Biały skoczek · g5 – Czarny hetman · e4 – Biały pionek · f4 – Czarny pionek · g4 – Biały pionek · d3 – Biały pionek · a2 – Biały pionek · b2 – Biały pionek · c2 – Biały pionek · h2 – Biały pionek · a1 – Biała wieża · b1 – Biały skoczek · c1 – Biały goniec · d1 – Biały hetman · f1 – Biały król · g1 – Biała wieża | a8 – Czarna wieża · b8 – Czarny skoczek · c8 – Czarny goniec · e8 – Czarny król · f8 – Czarny goniec · h8 – Czarna wieża · a7 – Czarny pionek · d7 – Czarny pionek · f7 – Czarny pionek · g7 – Czarny pionek · h7 – Czarny pionek · c6 – Czarny pionek · f6 – Czarny skoczek · b5 – Biały goniec · f5 – Biały skoczek · g5 – Czarny hetman · e4 – Biały pionek · f4 – Czarny pionek · g4 – Biały pionek · d3 – Biały pionek · a2 – Biały pionek · b2 – Biały pionek · c2 – Biały pionek · h2 – Biały pionek · a1 – Biała wieża · b1 – Biały skoczek · c1 – Biały goniec · d1 – Biały hetman · f1 – Biały król · g1 – Biała wieża | a8 – Czarna wieża · b8 – Czarny skoczek · c8 – Czarny goniec · e8 – Czarny król · f8 – Czarny goniec · h8 – Czarna wieża · a7 – Czarny pionek · d7 – Czarny pionek · f7 – Czarny pionek · g7 – Czarny pionek · h7 – Czarny pionek · c6 – Czarny pionek · f6 – Czarny skoczek · b5 – Biały goniec · f5 – Biały skoczek · g5 – Czarny hetman · e4 – Biały pionek · f4 – Czarny pionek · g4 – Biały pionek · d3 – Biały pionek · a2 – Biały pionek · b2 – Biały pionek · c2 – Biały pionek · h2 – Biały pionek · a1 – Biała wieża · b1 – Biały skoczek · c1 – Biały goniec · d1 – Biały hetman · f1 – Biały król · g1 – Biała wieża | a8 – Czarna wieża · b8 – Czarny skoczek · c8 – Czarny goniec · e8 – Czarny król · f8 – Czarny goniec · h8 – Czarna wieża · a7 – Czarny pionek · d7 – Czarny pionek · f7 – Czarny pionek · g7 – Czarny pionek · h7 – Czarny pionek · c6 – Czarny pionek · f6 – Czarny skoczek · b5 – Biały goniec · f5 – Biały skoczek · g5 – Czarny hetman · e4 – Biały pionek · f4 – Czarny pionek · g4 – Biały pionek · d3 – Biały pionek · a2 – Biały pionek · b2 – Biały pionek · c2 – Biały pionek · h2 – Biały pionek · a1 – Biała wieża · b1 – Biały skoczek · c1 – Biały goniec · d1 – Biały hetman · f1 – Biały król · g1 – Biała wieża | a8 – Czarna wieża · b8 – Czarny skoczek · c8 – Czarny goniec · e8 – Czarny król · f8 – Czarny goniec · h8 – Czarna wieża · a7 – Czarny pionek · d7 – Czarny pionek · f7 – Czarny pionek · g7 – Czarny pionek · h7 – Czarny pionek · c6 – Czarny pionek · f6 – Czarny skoczek · b5 – Biały goniec · f5 – Biały skoczek · g5 – Czarny hetman · e4 – Biały pionek · f4 – Czarny pionek · g4 – Biały pionek · d3 – Biały pionek · a2 – Biały pionek · b2 – Biały pionek · c2 – Biały pionek · h2 – Biały pionek · a1 – Biała wieża · b1 – Biały skoczek · c1 – Biały goniec · d1 – Biały hetman · f1 – Biały król · g1 – Biała wieża | 5 |
| 4 | a8 – Czarna wieża · b8 – Czarny skoczek · c8 – Czarny goniec · e8 – Czarny król · f8 – Czarny goniec · h8 – Czarna wieża · a7 – Czarny pionek · d7 – Czarny pionek · f7 – Czarny pionek · g7 – Czarny pionek · h7 – Czarny pionek · c6 – Czarny pionek · f6 – Czarny skoczek · b5 – Biały goniec · f5 – Biały skoczek · g5 – Czarny hetman · e4 – Biały pionek · f4 – Czarny pionek · g4 – Biały pionek · d3 – Biały pionek · a2 – Biały pionek · b2 – Biały pionek · c2 – Biały pionek · h2 – Biały pionek · a1 – Biała wieża · b1 – Biały skoczek · c1 – Biały goniec · d1 – Biały hetman · f1 – Biały król · g1 – Biała wieża | a8 – Czarna wieża · b8 – Czarny skoczek · c8 – Czarny goniec · e8 – Czarny król · f8 – Czarny goniec · h8 – Czarna wieża · a7 – Czarny pionek · d7 – Czarny pionek · f7 – Czarny pionek · g7 – Czarny pionek · h7 – Czarny pionek · c6 – Czarny pionek · f6 – Czarny skoczek · b5 – Biały goniec · f5 – Biały skoczek · g5 – Czarny hetman · e4 – Biały pionek · f4 – Czarny pionek · g4 – Biały pionek · d3 – Biały pionek · a2 – Biały pionek · b2 – Biały pionek · c2 – Biały pionek · h2 – Biały pionek · a1 – Biała wieża · b1 – Biały skoczek · c1 – Biały goniec · d1 – Biały hetman · f1 – Biały król · g1 – Biała wieża | a8 – Czarna wieża · b8 – Czarny skoczek · c8 – Czarny goniec · e8 – Czarny król · f8 – Czarny goniec · h8 – Czarna wieża · a7 – Czarny pionek · d7 – Czarny pionek · f7 – Czarny pionek · g7 – Czarny pionek · h7 – Czarny pionek · c6 – Czarny pionek · f6 – Czarny skoczek · b5 – Biały goniec · f5 – Biały skoczek · g5 – Czarny hetman · e4 – Biały pionek · f4 – Czarny pionek · g4 – Biały pionek · d3 – Biały pionek · a2 – Biały pionek · b2 – Biały pionek · c2 – Biały pionek · h2 – Biały pionek · a1 – Biała wieża · b1 – Biały skoczek · c1 – Biały goniec · d1 – Biały hetman · f1 – Biały król · g1 – Biała wieża | a8 – Czarna wieża · b8 – Czarny skoczek · c8 – Czarny goniec · e8 – Czarny król · f8 – Czarny goniec · h8 – Czarna wieża · a7 – Czarny pionek · d7 – Czarny pionek · f7 – Czarny pionek · g7 – Czarny pionek · h7 – Czarny pionek · c6 – Czarny pionek · f6 – Czarny skoczek · b5 – Biały goniec · f5 – Biały skoczek · g5 – Czarny hetman · e4 – Biały pionek · f4 – Czarny pionek · g4 – Biały pionek · d3 – Biały pionek · a2 – Biały pionek · b2 – Biały pionek · c2 – Biały pionek · h2 – Biały pionek · a1 – Biała wieża · b1 – Biały skoczek · c1 – Biały goniec · d1 – Biały hetman · f1 – Biały król · g1 – Biała wieża | a8 – Czarna wieża · b8 – Czarny skoczek · c8 – Czarny goniec · e8 – Czarny król · f8 – Czarny goniec · h8 – Czarna wieża · a7 – Czarny pionek · d7 – Czarny pionek · f7 – Czarny pionek · g7 – Czarny pionek · h7 – Czarny pionek · c6 – Czarny pionek · f6 – Czarny skoczek · b5 – Biały goniec · f5 – Biały skoczek · g5 – Czarny hetman · e4 – Biały pionek · f4 – Czarny pionek · g4 – Biały pionek · d3 – Biały pionek · a2 – Biały pionek · b2 – Biały pionek · c2 – Biały pionek · h2 – Biały pionek · a1 – Biała wieża · b1 – Biały skoczek · c1 – Biały goniec · d1 – Biały hetman · f1 – Biały król · g1 – Biała wieża | a8 – Czarna wieża · b8 – Czarny skoczek · c8 – Czarny goniec · e8 – Czarny król · f8 – Czarny goniec · h8 – Czarna wieża · a7 – Czarny pionek · d7 – Czarny pionek · f7 – Czarny pionek · g7 – Czarny pionek · h7 – Czarny pionek · c6 – Czarny pionek · f6 – Czarny skoczek · b5 – Biały goniec · f5 – Biały skoczek · g5 – Czarny hetman · e4 – Biały pionek · f4 – Czarny pionek · g4 – Biały pionek · d3 – Biały pionek · a2 – Biały pionek · b2 – Biały pionek · c2 – Biały pionek · h2 – Biały pionek · a1 – Biała wieża · b1 – Biały skoczek · c1 – Biały goniec · d1 – Biały hetman · f1 – Biały król · g1 – Biała wieża | a8 – Czarna wieża · b8 – Czarny skoczek · c8 – Czarny goniec · e8 – Czarny król · f8 – Czarny goniec · h8 – Czarna wieża · a7 – Czarny pionek · d7 – Czarny pionek · f7 – Czarny pionek · g7 – Czarny pionek · h7 – Czarny pionek · c6 – Czarny pionek · f6 – Czarny skoczek · b5 – Biały goniec · f5 – Biały skoczek · g5 – Czarny hetman · e4 – Biały pionek · f4 – Czarny pionek · g4 – Biały pionek · d3 – Biały pionek · a2 – Biały pionek · b2 – Biały pionek · c2 – Biały pionek · h2 – Biały pionek · a1 – Biała wieża · b1 – Biały skoczek · c1 – Biały goniec · d1 – Biały hetman · f1 – Biały król · g1 – Biała wieża | a8 – Czarna wieża · b8 – Czarny skoczek · c8 – Czarny goniec · e8 – Czarny król · f8 – Czarny goniec · h8 – Czarna wieża · a7 – Czarny pionek · d7 – Czarny pionek · f7 – Czarny pionek · g7 – Czarny pionek · h7 – Czarny pionek · c6 – Czarny pionek · f6 – Czarny skoczek · b5 – Biały goniec · f5 – Biały skoczek · g5 – Czarny hetman · e4 – Biały pionek · f4 – Czarny pionek · g4 – Biały pionek · d3 – Biały pionek · a2 – Biały pionek · b2 – Biały pionek · c2 – Biały pionek · h2 – Biały pionek · a1 – Biała wieża · b1 – Biały skoczek · c1 – Biały goniec · d1 – Biały hetman · f1 – Biały król · g1 – Biała wieża | 4 |
| 3 | a8 – Czarna wieża · b8 – Czarny skoczek · c8 – Czarny goniec · e8 – Czarny król · f8 – Czarny goniec · h8 – Czarna wieża · a7 – Czarny pionek · d7 – Czarny pionek · f7 – Czarny pionek · g7 – Czarny pionek · h7 – Czarny pionek · c6 – Czarny pionek · f6 – Czarny skoczek · b5 – Biały goniec · f5 – Biały skoczek · g5 – Czarny hetman · e4 – Biały pionek · f4 – Czarny pionek · g4 – Biały pionek · d3 – Biały pionek · a2 – Biały pionek · b2 – Biały pionek · c2 – Biały pionek · h2 – Biały pionek · a1 – Biała wieża · b1 – Biały skoczek · c1 – Biały goniec · d1 – Biały hetman · f1 – Biały król · g1 – Biała wieża | a8 – Czarna wieża · b8 – Czarny skoczek · c8 – Czarny goniec · e8 – Czarny król · f8 – Czarny goniec · h8 – Czarna wieża · a7 – Czarny pionek · d7 – Czarny pionek · f7 – Czarny pionek · g7 – Czarny pionek · h7 – Czarny pionek · c6 – Czarny pionek · f6 – Czarny skoczek · b5 – Biały goniec · f5 – Biały skoczek · g5 – Czarny hetman · e4 – Biały pionek · f4 – Czarny pionek · g4 – Biały pionek · d3 – Biały pionek · a2 – Biały pionek · b2 – Biały pionek · c2 – Biały pionek · h2 – Biały pionek · a1 – Biała wieża · b1 – Biały skoczek · c1 – Biały goniec · d1 – Biały hetman · f1 – Biały król · g1 – Biała wieża | a8 – Czarna wieża · b8 – Czarny skoczek · c8 – Czarny goniec · e8 – Czarny król · f8 – Czarny goniec · h8 – Czarna wieża · a7 – Czarny pionek · d7 – Czarny pionek · f7 – Czarny pionek · g7 – Czarny pionek · h7 – Czarny pionek · c6 – Czarny pionek · f6 – Czarny skoczek · b5 – Biały goniec · f5 – Biały skoczek · g5 – Czarny hetman · e4 – Biały pionek · f4 – Czarny pionek · g4 – Biały pionek · d3 – Biały pionek · a2 – Biały pionek · b2 – Biały pionek · c2 – Biały pionek · h2 – Biały pionek · a1 – Biała wieża · b1 – Biały skoczek · c1 – Biały goniec · d1 – Biały hetman · f1 – Biały król · g1 – Biała wieża | a8 – Czarna wieża · b8 – Czarny skoczek · c8 – Czarny goniec · e8 – Czarny król · f8 – Czarny goniec · h8 – Czarna wieża · a7 – Czarny pionek · d7 – Czarny pionek · f7 – Czarny pionek · g7 – Czarny pionek · h7 – Czarny pionek · c6 – Czarny pionek · f6 – Czarny skoczek · b5 – Biały goniec · f5 – Biały skoczek · g5 – Czarny hetman · e4 – Biały pionek · f4 – Czarny pionek · g4 – Biały pionek · d3 – Biały pionek · a2 – Biały pionek · b2 – Biały pionek · c2 – Biały pionek · h2 – Biały pionek · a1 – Biała wieża · b1 – Biały skoczek · c1 – Biały goniec · d1 – Biały hetman · f1 – Biały król · g1 – Biała wieża | a8 – Czarna wieża · b8 – Czarny skoczek · c8 – Czarny goniec · e8 – Czarny król · f8 – Czarny goniec · h8 – Czarna wieża · a7 – Czarny pionek · d7 – Czarny pionek · f7 – Czarny pionek · g7 – Czarny pionek · h7 – Czarny pionek · c6 – Czarny pionek · f6 – Czarny skoczek · b5 – Biały goniec · f5 – Biały skoczek · g5 – Czarny hetman · e4 – Biały pionek · f4 – Czarny pionek · g4 – Biały pionek · d3 – Biały pionek · a2 – Biały pionek · b2 – Biały pionek · c2 – Biały pionek · h2 – Biały pionek · a1 – Biała wieża · b1 – Biały skoczek · c1 – Biały goniec · d1 – Biały hetman · f1 – Biały król · g1 – Biała wieża | a8 – Czarna wieża · b8 – Czarny skoczek · c8 – Czarny goniec · e8 – Czarny król · f8 – Czarny goniec · h8 – Czarna wieża · a7 – Czarny pionek · d7 – Czarny pionek · f7 – Czarny pionek · g7 – Czarny pionek · h7 – Czarny pionek · c6 – Czarny pionek · f6 – Czarny skoczek · b5 – Biały goniec · f5 – Biały skoczek · g5 – Czarny hetman · e4 – Biały pionek · f4 – Czarny pionek · g4 – Biały pionek · d3 – Biały pionek · a2 – Biały pionek · b2 – Biały pionek · c2 – Biały pionek · h2 – Biały pionek · a1 – Biała wieża · b1 – Biały skoczek · c1 – Biały goniec · d1 – Biały hetman · f1 – Biały król · g1 – Biała wieża | a8 – Czarna wieża · b8 – Czarny skoczek · c8 – Czarny goniec · e8 – Czarny król · f8 – Czarny goniec · h8 – Czarna wieża · a7 – Czarny pionek · d7 – Czarny pionek · f7 – Czarny pionek · g7 – Czarny pionek · h7 – Czarny pionek · c6 – Czarny pionek · f6 – Czarny skoczek · b5 – Biały goniec · f5 – Biały skoczek · g5 – Czarny hetman · e4 – Biały pionek · f4 – Czarny pionek · g4 – Biały pionek · d3 – Biały pionek · a2 – Biały pionek · b2 – Biały pionek · c2 – Biały pionek · h2 – Biały pionek · a1 – Biała wieża · b1 – Biały skoczek · c1 – Biały goniec · d1 – Biały hetman · f1 – Biały król · g1 – Biała wieża | a8 – Czarna wieża · b8 – Czarny skoczek · c8 – Czarny goniec · e8 – Czarny król · f8 – Czarny goniec · h8 – Czarna wieża · a7 – Czarny pionek · d7 – Czarny pionek · f7 – Czarny pionek · g7 – Czarny pionek · h7 – Czarny pionek · c6 – Czarny pionek · f6 – Czarny skoczek · b5 – Biały goniec · f5 – Biały skoczek · g5 – Czarny hetman · e4 – Biały pionek · f4 – Czarny pionek · g4 – Biały pionek · d3 – Biały pionek · a2 – Biały pionek · b2 – Biały pionek · c2 – Biały pionek · h2 – Biały pionek · a1 – Biała wieża · b1 – Biały skoczek · c1 – Biały goniec · d1 – Biały hetman · f1 – Biały król · g1 – Biała wieża | 3 |
| 2 | a8 – Czarna wieża · b8 – Czarny skoczek · c8 – Czarny goniec · e8 – Czarny król · f8 – Czarny goniec · h8 – Czarna wieża · a7 – Czarny pionek · d7 – Czarny pionek · f7 – Czarny pionek · g7 – Czarny pionek · h7 – Czarny pionek · c6 – Czarny pionek · f6 – Czarny skoczek · b5 – Biały goniec · f5 – Biały skoczek · g5 – Czarny hetman · e4 – Biały pionek · f4 – Czarny pionek · g4 – Biały pionek · d3 – Biały pionek · a2 – Biały pionek · b2 – Biały pionek · c2 – Biały pionek · h2 – Biały pionek · a1 – Biała wieża · b1 – Biały skoczek · c1 – Biały goniec · d1 – Biały hetman · f1 – Biały król · g1 – Biała wieża | a8 – Czarna wieża · b8 – Czarny skoczek · c8 – Czarny goniec · e8 – Czarny król · f8 – Czarny goniec · h8 – Czarna wieża · a7 – Czarny pionek · d7 – Czarny pionek · f7 – Czarny pionek · g7 – Czarny pionek · h7 – Czarny pionek · c6 – Czarny pionek · f6 – Czarny skoczek · b5 – Biały goniec · f5 – Biały skoczek · g5 – Czarny hetman · e4 – Biały pionek · f4 – Czarny pionek · g4 – Biały pionek · d3 – Biały pionek · a2 – Biały pionek · b2 – Biały pionek · c2 – Biały pionek · h2 – Biały pionek · a1 – Biała wieża · b1 – Biały skoczek · c1 – Biały goniec · d1 – Biały hetman · f1 – Biały król · g1 – Biała wieża | a8 – Czarna wieża · b8 – Czarny skoczek · c8 – Czarny goniec · e8 – Czarny król · f8 – Czarny goniec · h8 – Czarna wieża · a7 – Czarny pionek · d7 – Czarny pionek · f7 – Czarny pionek · g7 – Czarny pionek · h7 – Czarny pionek · c6 – Czarny pionek · f6 – Czarny skoczek · b5 – Biały goniec · f5 – Biały skoczek · g5 – Czarny hetman · e4 – Biały pionek · f4 – Czarny pionek · g4 – Biały pionek · d3 – Biały pionek · a2 – Biały pionek · b2 – Biały pionek · c2 – Biały pionek · h2 – Biały pionek · a1 – Biała wieża · b1 – Biały skoczek · c1 – Biały goniec · d1 – Biały hetman · f1 – Biały król · g1 – Biała wieża | a8 – Czarna wieża · b8 – Czarny skoczek · c8 – Czarny goniec · e8 – Czarny król · f8 – Czarny goniec · h8 – Czarna wieża · a7 – Czarny pionek · d7 – Czarny pionek · f7 – Czarny pionek · g7 – Czarny pionek · h7 – Czarny pionek · c6 – Czarny pionek · f6 – Czarny skoczek · b5 – Biały goniec · f5 – Biały skoczek · g5 – Czarny hetman · e4 – Biały pionek · f4 – Czarny pionek · g4 – Biały pionek · d3 – Biały pionek · a2 – Biały pionek · b2 – Biały pionek · c2 – Biały pionek · h2 – Biały pionek · a1 – Biała wieża · b1 – Biały skoczek · c1 – Biały goniec · d1 – Biały hetman · f1 – Biały król · g1 – Biała wieża | a8 – Czarna wieża · b8 – Czarny skoczek · c8 – Czarny goniec · e8 – Czarny król · f8 – Czarny goniec · h8 – Czarna wieża · a7 – Czarny pionek · d7 – Czarny pionek · f7 – Czarny pionek · g7 – Czarny pionek · h7 – Czarny pionek · c6 – Czarny pionek · f6 – Czarny skoczek · b5 – Biały goniec · f5 – Biały skoczek · g5 – Czarny hetman · e4 – Biały pionek · f4 – Czarny pionek · g4 – Biały pionek · d3 – Biały pionek · a2 – Biały pionek · b2 – Biały pionek · c2 – Biały pionek · h2 – Biały pionek · a1 – Biała wieża · b1 – Biały skoczek · c1 – Biały goniec · d1 – Biały hetman · f1 – Biały król · g1 – Biała wieża | a8 – Czarna wieża · b8 – Czarny skoczek · c8 – Czarny goniec · e8 – Czarny król · f8 – Czarny goniec · h8 – Czarna wieża · a7 – Czarny pionek · d7 – Czarny pionek · f7 – Czarny pionek · g7 – Czarny pionek · h7 – Czarny pionek · c6 – Czarny pionek · f6 – Czarny skoczek · b5 – Biały goniec · f5 – Biały skoczek · g5 – Czarny hetman · e4 – Biały pionek · f4 – Czarny pionek · g4 – Biały pionek · d3 – Biały pionek · a2 – Biały pionek · b2 – Biały pionek · c2 – Biały pionek · h2 – Biały pionek · a1 – Biała wieża · b1 – Biały skoczek · c1 – Biały goniec · d1 – Biały hetman · f1 – Biały król · g1 – Biała wieża | a8 – Czarna wieża · b8 – Czarny skoczek · c8 – Czarny goniec · e8 – Czarny król · f8 – Czarny goniec · h8 – Czarna wieża · a7 – Czarny pionek · d7 – Czarny pionek · f7 – Czarny pionek · g7 – Czarny pionek · h7 – Czarny pionek · c6 – Czarny pionek · f6 – Czarny skoczek · b5 – Biały goniec · f5 – Biały skoczek · g5 – Czarny hetman · e4 – Biały pionek · f4 – Czarny pionek · g4 – Biały pionek · d3 – Biały pionek · a2 – Biały pionek · b2 – Biały pionek · c2 – Biały pionek · h2 – Biały pionek · a1 – Biała wieża · b1 – Biały skoczek · c1 – Biały goniec · d1 – Biały hetman · f1 – Biały król · g1 – Biała wieża | a8 – Czarna wieża · b8 – Czarny skoczek · c8 – Czarny goniec · e8 – Czarny król · f8 – Czarny goniec · h8 – Czarna wieża · a7 – Czarny pionek · d7 – Czarny pionek · f7 – Czarny pionek · g7 – Czarny pionek · h7 – Czarny pionek · c6 – Czarny pionek · f6 – Czarny skoczek · b5 – Biały goniec · f5 – Biały skoczek · g5 – Czarny hetman · e4 – Biały pionek · f4 – Czarny pionek · g4 – Biały pionek · d3 – Biały pionek · a2 – Biały pionek · b2 – Biały pionek · c2 – Biały pionek · h2 – Biały pionek · a1 – Biała wieża · b1 – Biały skoczek · c1 – Biały goniec · d1 – Biały hetman · f1 – Biały król · g1 – Biała wieża | 2 |
| 1 | a8 – Czarna wieża · b8 – Czarny skoczek · c8 – Czarny goniec · e8 – Czarny król · f8 – Czarny goniec · h8 – Czarna wieża · a7 – Czarny pionek · d7 – Czarny pionek · f7 – Czarny pionek · g7 – Czarny pionek · h7 – Czarny pionek · c6 – Czarny pionek · f6 – Czarny skoczek · b5 – Biały goniec · f5 – Biały skoczek · g5 – Czarny hetman · e4 – Biały pionek · f4 – Czarny pionek · g4 – Biały pionek · d3 – Biały pionek · a2 – Biały pionek · b2 – Biały pionek · c2 – Biały pionek · h2 – Biały pionek · a1 – Biała wieża · b1 – Biały skoczek · c1 – Biały goniec · d1 – Biały hetman · f1 – Biały król · g1 – Biała wieża | a8 – Czarna wieża · b8 – Czarny skoczek · c8 – Czarny goniec · e8 – Czarny król · f8 – Czarny goniec · h8 – Czarna wieża · a7 – Czarny pionek · d7 – Czarny pionek · f7 – Czarny pionek · g7 – Czarny pionek · h7 – Czarny pionek · c6 – Czarny pionek · f6 – Czarny skoczek · b5 – Biały goniec · f5 – Biały skoczek · g5 – Czarny hetman · e4 – Biały pionek · f4 – Czarny pionek · g4 – Biały pionek · d3 – Biały pionek · a2 – Biały pionek · b2 – Biały pionek · c2 – Biały pionek · h2 – Biały pionek · a1 – Biała wieża · b1 – Biały skoczek · c1 – Biały goniec · d1 – Biały hetman · f1 – Biały król · g1 – Biała wieża | a8 – Czarna wieża · b8 – Czarny skoczek · c8 – Czarny goniec · e8 – Czarny król · f8 – Czarny goniec · h8 – Czarna wieża · a7 – Czarny pionek · d7 – Czarny pionek · f7 – Czarny pionek · g7 – Czarny pionek · h7 – Czarny pionek · c6 – Czarny pionek · f6 – Czarny skoczek · b5 – Biały goniec · f5 – Biały skoczek · g5 – Czarny hetman · e4 – Biały pionek · f4 – Czarny pionek · g4 – Biały pionek · d3 – Biały pionek · a2 – Biały pionek · b2 – Biały pionek · c2 – Biały pionek · h2 – Biały pionek · a1 – Biała wieża · b1 – Biały skoczek · c1 – Biały goniec · d1 – Biały hetman · f1 – Biały król · g1 – Biała wieża | a8 – Czarna wieża · b8 – Czarny skoczek · c8 – Czarny goniec · e8 – Czarny król · f8 – Czarny goniec · h8 – Czarna wieża · a7 – Czarny pionek · d7 – Czarny pionek · f7 – Czarny pionek · g7 – Czarny pionek · h7 – Czarny pionek · c6 – Czarny pionek · f6 – Czarny skoczek · b5 – Biały goniec · f5 – Biały skoczek · g5 – Czarny hetman · e4 – Biały pionek · f4 – Czarny pionek · g4 – Biały pionek · d3 – Biały pionek · a2 – Biały pionek · b2 – Biały pionek · c2 – Biały pionek · h2 – Biały pionek · a1 – Biała wieża · b1 – Biały skoczek · c1 – Biały goniec · d1 – Biały hetman · f1 – Biały król · g1 – Biała wieża | a8 – Czarna wieża · b8 – Czarny skoczek · c8 – Czarny goniec · e8 – Czarny król · f8 – Czarny goniec · h8 – Czarna wieża · a7 – Czarny pionek · d7 – Czarny pionek · f7 – Czarny pionek · g7 – Czarny pionek · h7 – Czarny pionek · c6 – Czarny pionek · f6 – Czarny skoczek · b5 – Biały goniec · f5 – Biały skoczek · g5 – Czarny hetman · e4 – Biały pionek · f4 – Czarny pionek · g4 – Biały pionek · d3 – Biały pionek · a2 – Biały pionek · b2 – Biały pionek · c2 – Biały pionek · h2 – Biały pionek · a1 – Biała wieża · b1 – Biały skoczek · c1 – Biały goniec · d1 – Biały hetman · f1 – Biały król · g1 – Biała wieża | a8 – Czarna wieża · b8 – Czarny skoczek · c8 – Czarny goniec · e8 – Czarny król · f8 – Czarny goniec · h8 – Czarna wieża · a7 – Czarny pionek · d7 – Czarny pionek · f7 – Czarny pionek · g7 – Czarny pionek · h7 – Czarny pionek · c6 – Czarny pionek · f6 – Czarny skoczek · b5 – Biały goniec · f5 – Biały skoczek · g5 – Czarny hetman · e4 – Biały pionek · f4 – Czarny pionek · g4 – Biały pionek · d3 – Biały pionek · a2 – Biały pionek · b2 – Biały pionek · c2 – Biały pionek · h2 – Biały pionek · a1 – Biała wieża · b1 – Biały skoczek · c1 – Biały goniec · d1 – Biały hetman · f1 – Biały król · g1 – Biała wieża | a8 – Czarna wieża · b8 – Czarny skoczek · c8 – Czarny goniec · e8 – Czarny król · f8 – Czarny goniec · h8 – Czarna wieża · a7 – Czarny pionek · d7 – Czarny pionek · f7 – Czarny pionek · g7 – Czarny pionek · h7 – Czarny pionek · c6 – Czarny pionek · f6 – Czarny skoczek · b5 – Biały goniec · f5 – Biały skoczek · g5 – Czarny hetman · e4 – Biały pionek · f4 – Czarny pionek · g4 – Biały pionek · d3 – Biały pionek · a2 – Biały pionek · b2 – Biały pionek · c2 – Biały pionek · h2 – Biały pionek · a1 – Biała wieża · b1 – Biały skoczek · c1 – Biały goniec · d1 – Biały hetman · f1 – Biały król · g1 – Biała wieża | a8 – Czarna wieża · b8 – Czarny skoczek · c8 – Czarny goniec · e8 – Czarny król · f8 – Czarny goniec · h8 – Czarna wieża · a7 – Czarny pionek · d7 – Czarny pionek · f7 – Czarny pionek · g7 – Czarny pionek · h7 – Czarny pionek · c6 – Czarny pionek · f6 – Czarny skoczek · b5 – Biały goniec · f5 – Biały skoczek · g5 – Czarny hetman · e4 – Biały pionek · f4 – Czarny pionek · g4 – Biały pionek · d3 – Biały pionek · a2 – Biały pionek · b2 – Biały pionek · c2 – Biały pionek · h2 – Biały pionek · a1 – Biała wieża · b1 – Biały skoczek · c1 – Biały goniec · d1 – Biały hetman · f1 – Biały król · g1 – Biała wieża | 1 |
|   | a | b | c | d | e | f | g | h |   |

10. g4 Sf6 11. Wg1!
Korzystna pasywna ofiara figury. Jeżeli czarne ją zaakceptują, ich hetman zostanie częściowo wyłączony z gry, co da białym prowadzenie w rozwijaniu figur.
11. ... c:b5?
Hübner uważa, że to krytyczny błąd czarnego gracza, który po tym ruchu zdobywa przewagę materialną, ale traci pozycyjną. Rozwinięta pozycja białych umożliwia im szybkie przejście do ofensywy. Hübner proponuje 11. ... h5. 
12. h4!
Skoczek na f5 chroni piona, który atakuje hetmana.
12. ... Hg6 13. h5 Hg5 14. Hf3
Teraz Kieseritzky musi obawiać się dwóch posunięć:
- G:f4, które złapie czarnego hetmana w pułapkę (nie będzie miał dokąd uciec),
- e5, które atakuje skoczka na f6 oraz odsłania hetmana powodując zagrożenie dla wieży a8.
14. ... Sg8
Ten ruch niweluje oba zagrożenia, lecz daje białym dużą przewagę pozycyjną. Jedyną figurą czarnego gracza, która nie znajduje się na początkowym polu jest hetman, który będzie niedługo atakowany, co da białym kontrolę nad dużą częścią szachownicy.  
15. G:f4 Hf6 16. Sc3 Gc5
Zwykły ruch rozwijający pozycję, który również powoduje atak na wieżę g1.
|   | a | b | c | d | e | f | g | h |   |
| 8 | a8 – Czarna wieża · b8 – Czarny skoczek · c8 – Czarny goniec · e8 – Czarny król · g8 – Czarny skoczek · h8 – Czarna wieża · a7 – Czarny pionek · d7 – Czarny pionek · f7 – Czarny pionek · g7 – Czarny pionek · h7 – Czarny pionek · b5 – Czarny pionek · c5 – Czarny goniec · d5 – Biały skoczek · f5 – Biały skoczek · h5 – Biały pionek · e4 – Biały pionek · f4 – Biały goniec · g4 – Biały pionek · d3 – Biały pionek · f3 – Biały hetman · a2 – Biały pionek · b2 – Czarny hetman · c2 – Biały pionek · a1 – Biała wieża · f1 – Biały król · g1 – Biała wieża | a8 – Czarna wieża · b8 – Czarny skoczek · c8 – Czarny goniec · e8 – Czarny król · g8 – Czarny skoczek · h8 – Czarna wieża · a7 – Czarny pionek · d7 – Czarny pionek · f7 – Czarny pionek · g7 – Czarny pionek · h7 – Czarny pionek · b5 – Czarny pionek · c5 – Czarny goniec · d5 – Biały skoczek · f5 – Biały skoczek · h5 – Biały pionek · e4 – Biały pionek · f4 – Biały goniec · g4 – Biały pionek · d3 – Biały pionek · f3 – Biały hetman · a2 – Biały pionek · b2 – Czarny hetman · c2 – Biały pionek · a1 – Biała wieża · f1 – Biały król · g1 – Biała wieża | a8 – Czarna wieża · b8 – Czarny skoczek · c8 – Czarny goniec · e8 – Czarny król · g8 – Czarny skoczek · h8 – Czarna wieża · a7 – Czarny pionek · d7 – Czarny pionek · f7 – Czarny pionek · g7 – Czarny pionek · h7 – Czarny pionek · b5 – Czarny pionek · c5 – Czarny goniec · d5 – Biały skoczek · f5 – Biały skoczek · h5 – Biały pionek · e4 – Biały pionek · f4 – Biały goniec · g4 – Biały pionek · d3 – Biały pionek · f3 – Biały hetman · a2 – Biały pionek · b2 – Czarny hetman · c2 – Biały pionek · a1 – Biała wieża · f1 – Biały król · g1 – Biała wieża | a8 – Czarna wieża · b8 – Czarny skoczek · c8 – Czarny goniec · e8 – Czarny król · g8 – Czarny skoczek · h8 – Czarna wieża · a7 – Czarny pionek · d7 – Czarny pionek · f7 – Czarny pionek · g7 – Czarny pionek · h7 – Czarny pionek · b5 – Czarny pionek · c5 – Czarny goniec · d5 – Biały skoczek · f5 – Biały skoczek · h5 – Biały pionek · e4 – Biały pionek · f4 – Biały goniec · g4 – Biały pionek · d3 – Biały pionek · f3 – Biały hetman · a2 – Biały pionek · b2 – Czarny hetman · c2 – Biały pionek · a1 – Biała wieża · f1 – Biały król · g1 – Biała wieża | a8 – Czarna wieża · b8 – Czarny skoczek · c8 – Czarny goniec · e8 – Czarny król · g8 – Czarny skoczek · h8 – Czarna wieża · a7 – Czarny pionek · d7 – Czarny pionek · f7 – Czarny pionek · g7 – Czarny pionek · h7 – Czarny pionek · b5 – Czarny pionek · c5 – Czarny goniec · d5 – Biały skoczek · f5 – Biały skoczek · h5 – Biały pionek · e4 – Biały pionek · f4 – Biały goniec · g4 – Biały pionek · d3 – Biały pionek · f3 – Biały hetman · a2 – Biały pionek · b2 – Czarny hetman · c2 – Biały pionek · a1 – Biała wieża · f1 – Biały król · g1 – Biała wieża | a8 – Czarna wieża · b8 – Czarny skoczek · c8 – Czarny goniec · e8 – Czarny król · g8 – Czarny skoczek · h8 – Czarna wieża · a7 – Czarny pionek · d7 – Czarny pionek · f7 – Czarny pionek · g7 – Czarny pionek · h7 – Czarny pionek · b5 – Czarny pionek · c5 – Czarny goniec · d5 – Biały skoczek · f5 – Biały skoczek · h5 – Biały pionek · e4 – Biały pionek · f4 – Biały goniec · g4 – Biały pionek · d3 – Biały pionek · f3 – Biały hetman · a2 – Biały pionek · b2 – Czarny hetman · c2 – Biały pionek · a1 – Biała wieża · f1 – Biały król · g1 – Biała wieża | a8 – Czarna wieża · b8 – Czarny skoczek · c8 – Czarny goniec · e8 – Czarny król · g8 – Czarny skoczek · h8 – Czarna wieża · a7 – Czarny pionek · d7 – Czarny pionek · f7 – Czarny pionek · g7 – Czarny pionek · h7 – Czarny pionek · b5 – Czarny pionek · c5 – Czarny goniec · d5 – Biały skoczek · f5 – Biały skoczek · h5 – Biały pionek · e4 – Biały pionek · f4 – Biały goniec · g4 – Biały pionek · d3 – Biały pionek · f3 – Biały hetman · a2 – Biały pionek · b2 – Czarny hetman · c2 – Biały pionek · a1 – Biała wieża · f1 – Biały król · g1 – Biała wieża | a8 – Czarna wieża · b8 – Czarny skoczek · c8 – Czarny goniec · e8 – Czarny król · g8 – Czarny skoczek · h8 – Czarna wieża · a7 – Czarny pionek · d7 – Czarny pionek · f7 – Czarny pionek · g7 – Czarny pionek · h7 – Czarny pionek · b5 – Czarny pionek · c5 – Czarny goniec · d5 – Biały skoczek · f5 – Biały skoczek · h5 – Biały pionek · e4 – Biały pionek · f4 – Biały goniec · g4 – Biały pionek · d3 – Biały pionek · f3 – Biały hetman · a2 – Biały pionek · b2 – Czarny hetman · c2 – Biały pionek · a1 – Biała wieża · f1 – Biały król · g1 – Biała wieża | 8 |
| 7 | a8 – Czarna wieża · b8 – Czarny skoczek · c8 – Czarny goniec · e8 – Czarny król · g8 – Czarny skoczek · h8 – Czarna wieża · a7 – Czarny pionek · d7 – Czarny pionek · f7 – Czarny pionek · g7 – Czarny pionek · h7 – Czarny pionek · b5 – Czarny pionek · c5 – Czarny goniec · d5 – Biały skoczek · f5 – Biały skoczek · h5 – Biały pionek · e4 – Biały pionek · f4 – Biały goniec · g4 – Biały pionek · d3 – Biały pionek · f3 – Biały hetman · a2 – Biały pionek · b2 – Czarny hetman · c2 – Biały pionek · a1 – Biała wieża · f1 – Biały król · g1 – Biała wieża | a8 – Czarna wieża · b8 – Czarny skoczek · c8 – Czarny goniec · e8 – Czarny król · g8 – Czarny skoczek · h8 – Czarna wieża · a7 – Czarny pionek · d7 – Czarny pionek · f7 – Czarny pionek · g7 – Czarny pionek · h7 – Czarny pionek · b5 – Czarny pionek · c5 – Czarny goniec · d5 – Biały skoczek · f5 – Biały skoczek · h5 – Biały pionek · e4 – Biały pionek · f4 – Biały goniec · g4 – Biały pionek · d3 – Biały pionek · f3 – Biały hetman · a2 – Biały pionek · b2 – Czarny hetman · c2 – Biały pionek · a1 – Biała wieża · f1 – Biały król · g1 – Biała wieża | a8 – Czarna wieża · b8 – Czarny skoczek · c8 – Czarny goniec · e8 – Czarny król · g8 – Czarny skoczek · h8 – Czarna wieża · a7 – Czarny pionek · d7 – Czarny pionek · f7 – Czarny pionek · g7 – Czarny pionek · h7 – Czarny pionek · b5 – Czarny pionek · c5 – Czarny goniec · d5 – Biały skoczek · f5 – Biały skoczek · h5 – Biały pionek · e4 – Biały pionek · f4 – Biały goniec · g4 – Biały pionek · d3 – Biały pionek · f3 – Biały hetman · a2 – Biały pionek · b2 – Czarny hetman · c2 – Biały pionek · a1 – Biała wieża · f1 – Biały król · g1 – Biała wieża | a8 – Czarna wieża · b8 – Czarny skoczek · c8 – Czarny goniec · e8 – Czarny król · g8 – Czarny skoczek · h8 – Czarna wieża · a7 – Czarny pionek · d7 – Czarny pionek · f7 – Czarny pionek · g7 – Czarny pionek · h7 – Czarny pionek · b5 – Czarny pionek · c5 – Czarny goniec · d5 – Biały skoczek · f5 – Biały skoczek · h5 – Biały pionek · e4 – Biały pionek · f4 – Biały goniec · g4 – Biały pionek · d3 – Biały pionek · f3 – Biały hetman · a2 – Biały pionek · b2 – Czarny hetman · c2 – Biały pionek · a1 – Biała wieża · f1 – Biały król · g1 – Biała wieża | a8 – Czarna wieża · b8 – Czarny skoczek · c8 – Czarny goniec · e8 – Czarny król · g8 – Czarny skoczek · h8 – Czarna wieża · a7 – Czarny pionek · d7 – Czarny pionek · f7 – Czarny pionek · g7 – Czarny pionek · h7 – Czarny pionek · b5 – Czarny pionek · c5 – Czarny goniec · d5 – Biały skoczek · f5 – Biały skoczek · h5 – Biały pionek · e4 – Biały pionek · f4 – Biały goniec · g4 – Biały pionek · d3 – Biały pionek · f3 – Biały hetman · a2 – Biały pionek · b2 – Czarny hetman · c2 – Biały pionek · a1 – Biała wieża · f1 – Biały król · g1 – Biała wieża | a8 – Czarna wieża · b8 – Czarny skoczek · c8 – Czarny goniec · e8 – Czarny król · g8 – Czarny skoczek · h8 – Czarna wieża · a7 – Czarny pionek · d7 – Czarny pionek · f7 – Czarny pionek · g7 – Czarny pionek · h7 – Czarny pionek · b5 – Czarny pionek · c5 – Czarny goniec · d5 – Biały skoczek · f5 – Biały skoczek · h5 – Biały pionek · e4 – Biały pionek · f4 – Biały goniec · g4 – Biały pionek · d3 – Biały pionek · f3 – Biały hetman · a2 – Biały pionek · b2 – Czarny hetman · c2 – Biały pionek · a1 – Biała wieża · f1 – Biały król · g1 – Biała wieża | a8 – Czarna wieża · b8 – Czarny skoczek · c8 – Czarny goniec · e8 – Czarny król · g8 – Czarny skoczek · h8 – Czarna wieża · a7 – Czarny pionek · d7 – Czarny pionek · f7 – Czarny pionek · g7 – Czarny pionek · h7 – Czarny pionek · b5 – Czarny pionek · c5 – Czarny goniec · d5 – Biały skoczek · f5 – Biały skoczek · h5 – Biały pionek · e4 – Biały pionek · f4 – Biały goniec · g4 – Biały pionek · d3 – Biały pionek · f3 – Biały hetman · a2 – Biały pionek · b2 – Czarny hetman · c2 – Biały pionek · a1 – Biała wieża · f1 – Biały król · g1 – Biała wieża | a8 – Czarna wieża · b8 – Czarny skoczek · c8 – Czarny goniec · e8 – Czarny król · g8 – Czarny skoczek · h8 – Czarna wieża · a7 – Czarny pionek · d7 – Czarny pionek · f7 – Czarny pionek · g7 – Czarny pionek · h7 – Czarny pionek · b5 – Czarny pionek · c5 – Czarny goniec · d5 – Biały skoczek · f5 – Biały skoczek · h5 – Biały pionek · e4 – Biały pionek · f4 – Biały goniec · g4 – Biały pionek · d3 – Biały pionek · f3 – Biały hetman · a2 – Biały pionek · b2 – Czarny hetman · c2 – Biały pionek · a1 – Biała wieża · f1 – Biały król · g1 – Biała wieża | 7 |
| 6 | a8 – Czarna wieża · b8 – Czarny skoczek · c8 – Czarny goniec · e8 – Czarny król · g8 – Czarny skoczek · h8 – Czarna wieża · a7 – Czarny pionek · d7 – Czarny pionek · f7 – Czarny pionek · g7 – Czarny pionek · h7 – Czarny pionek · b5 – Czarny pionek · c5 – Czarny goniec · d5 – Biały skoczek · f5 – Biały skoczek · h5 – Biały pionek · e4 – Biały pionek · f4 – Biały goniec · g4 – Biały pionek · d3 – Biały pionek · f3 – Biały hetman · a2 – Biały pionek · b2 – Czarny hetman · c2 – Biały pionek · a1 – Biała wieża · f1 – Biały król · g1 – Biała wieża | a8 – Czarna wieża · b8 – Czarny skoczek · c8 – Czarny goniec · e8 – Czarny król · g8 – Czarny skoczek · h8 – Czarna wieża · a7 – Czarny pionek · d7 – Czarny pionek · f7 – Czarny pionek · g7 – Czarny pionek · h7 – Czarny pionek · b5 – Czarny pionek · c5 – Czarny goniec · d5 – Biały skoczek · f5 – Biały skoczek · h5 – Biały pionek · e4 – Biały pionek · f4 – Biały goniec · g4 – Biały pionek · d3 – Biały pionek · f3 – Biały hetman · a2 – Biały pionek · b2 – Czarny hetman · c2 – Biały pionek · a1 – Biała wieża · f1 – Biały król · g1 – Biała wieża | a8 – Czarna wieża · b8 – Czarny skoczek · c8 – Czarny goniec · e8 – Czarny król · g8 – Czarny skoczek · h8 – Czarna wieża · a7 – Czarny pionek · d7 – Czarny pionek · f7 – Czarny pionek · g7 – Czarny pionek · h7 – Czarny pionek · b5 – Czarny pionek · c5 – Czarny goniec · d5 – Biały skoczek · f5 – Biały skoczek · h5 – Biały pionek · e4 – Biały pionek · f4 – Biały goniec · g4 – Biały pionek · d3 – Biały pionek · f3 – Biały hetman · a2 – Biały pionek · b2 – Czarny hetman · c2 – Biały pionek · a1 – Biała wieża · f1 – Biały król · g1 – Biała wieża | a8 – Czarna wieża · b8 – Czarny skoczek · c8 – Czarny goniec · e8 – Czarny król · g8 – Czarny skoczek · h8 – Czarna wieża · a7 – Czarny pionek · d7 – Czarny pionek · f7 – Czarny pionek · g7 – Czarny pionek · h7 – Czarny pionek · b5 – Czarny pionek · c5 – Czarny goniec · d5 – Biały skoczek · f5 – Biały skoczek · h5 – Biały pionek · e4 – Biały pionek · f4 – Biały goniec · g4 – Biały pionek · d3 – Biały pionek · f3 – Biały hetman · a2 – Biały pionek · b2 – Czarny hetman · c2 – Biały pionek · a1 – Biała wieża · f1 – Biały król · g1 – Biała wieża | a8 – Czarna wieża · b8 – Czarny skoczek · c8 – Czarny goniec · e8 – Czarny król · g8 – Czarny skoczek · h8 – Czarna wieża · a7 – Czarny pionek · d7 – Czarny pionek · f7 – Czarny pionek · g7 – Czarny pionek · h7 – Czarny pionek · b5 – Czarny pionek · c5 – Czarny goniec · d5 – Biały skoczek · f5 – Biały skoczek · h5 – Biały pionek · e4 – Biały pionek · f4 – Biały goniec · g4 – Biały pionek · d3 – Biały pionek · f3 – Biały hetman · a2 – Biały pionek · b2 – Czarny hetman · c2 – Biały pionek · a1 – Biała wieża · f1 – Biały król · g1 – Biała wieża | a8 – Czarna wieża · b8 – Czarny skoczek · c8 – Czarny goniec · e8 – Czarny król · g8 – Czarny skoczek · h8 – Czarna wieża · a7 – Czarny pionek · d7 – Czarny pionek · f7 – Czarny pionek · g7 – Czarny pionek · h7 – Czarny pionek · b5 – Czarny pionek · c5 – Czarny goniec · d5 – Biały skoczek · f5 – Biały skoczek · h5 – Biały pionek · e4 – Biały pionek · f4 – Biały goniec · g4 – Biały pionek · d3 – Biały pionek · f3 – Biały hetman · a2 – Biały pionek · b2 – Czarny hetman · c2 – Biały pionek · a1 – Biała wieża · f1 – Biały król · g1 – Biała wieża | a8 – Czarna wieża · b8 – Czarny skoczek · c8 – Czarny goniec · e8 – Czarny król · g8 – Czarny skoczek · h8 – Czarna wieża · a7 – Czarny pionek · d7 – Czarny pionek · f7 – Czarny pionek · g7 – Czarny pionek · h7 – Czarny pionek · b5 – Czarny pionek · c5 – Czarny goniec · d5 – Biały skoczek · f5 – Biały skoczek · h5 – Biały pionek · e4 – Biały pionek · f4 – Biały goniec · g4 – Biały pionek · d3 – Biały pionek · f3 – Biały hetman · a2 – Biały pionek · b2 – Czarny hetman · c2 – Biały pionek · a1 – Biała wieża · f1 – Biały król · g1 – Biała wieża | a8 – Czarna wieża · b8 – Czarny skoczek · c8 – Czarny goniec · e8 – Czarny król · g8 – Czarny skoczek · h8 – Czarna wieża · a7 – Czarny pionek · d7 – Czarny pionek · f7 – Czarny pionek · g7 – Czarny pionek · h7 – Czarny pionek · b5 – Czarny pionek · c5 – Czarny goniec · d5 – Biały skoczek · f5 – Biały skoczek · h5 – Biały pionek · e4 – Biały pionek · f4 – Biały goniec · g4 – Biały pionek · d3 – Biały pionek · f3 – Biały hetman · a2 – Biały pionek · b2 – Czarny hetman · c2 – Biały pionek · a1 – Biała wieża · f1 – Biały król · g1 – Biała wieża | 6 |
| 5 | a8 – Czarna wieża · b8 – Czarny skoczek · c8 – Czarny goniec · e8 – Czarny król · g8 – Czarny skoczek · h8 – Czarna wieża · a7 – Czarny pionek · d7 – Czarny pionek · f7 – Czarny pionek · g7 – Czarny pionek · h7 – Czarny pionek · b5 – Czarny pionek · c5 – Czarny goniec · d5 – Biały skoczek · f5 – Biały skoczek · h5 – Biały pionek · e4 – Biały pionek · f4 – Biały goniec · g4 – Biały pionek · d3 – Biały pionek · f3 – Biały hetman · a2 – Biały pionek · b2 – Czarny hetman · c2 – Biały pionek · a1 – Biała wieża · f1 – Biały król · g1 – Biała wieża | a8 – Czarna wieża · b8 – Czarny skoczek · c8 – Czarny goniec · e8 – Czarny król · g8 – Czarny skoczek · h8 – Czarna wieża · a7 – Czarny pionek · d7 – Czarny pionek · f7 – Czarny pionek · g7 – Czarny pionek · h7 – Czarny pionek · b5 – Czarny pionek · c5 – Czarny goniec · d5 – Biały skoczek · f5 – Biały skoczek · h5 – Biały pionek · e4 – Biały pionek · f4 – Biały goniec · g4 – Biały pionek · d3 – Biały pionek · f3 – Biały hetman · a2 – Biały pionek · b2 – Czarny hetman · c2 – Biały pionek · a1 – Biała wieża · f1 – Biały król · g1 – Biała wieża | a8 – Czarna wieża · b8 – Czarny skoczek · c8 – Czarny goniec · e8 – Czarny król · g8 – Czarny skoczek · h8 – Czarna wieża · a7 – Czarny pionek · d7 – Czarny pionek · f7 – Czarny pionek · g7 – Czarny pionek · h7 – Czarny pionek · b5 – Czarny pionek · c5 – Czarny goniec · d5 – Biały skoczek · f5 – Biały skoczek · h5 – Biały pionek · e4 – Biały pionek · f4 – Biały goniec · g4 – Biały pionek · d3 – Biały pionek · f3 – Biały hetman · a2 – Biały pionek · b2 – Czarny hetman · c2 – Biały pionek · a1 – Biała wieża · f1 – Biały król · g1 – Biała wieża | a8 – Czarna wieża · b8 – Czarny skoczek · c8 – Czarny goniec · e8 – Czarny król · g8 – Czarny skoczek · h8 – Czarna wieża · a7 – Czarny pionek · d7 – Czarny pionek · f7 – Czarny pionek · g7 – Czarny pionek · h7 – Czarny pionek · b5 – Czarny pionek · c5 – Czarny goniec · d5 – Biały skoczek · f5 – Biały skoczek · h5 – Biały pionek · e4 – Biały pionek · f4 – Biały goniec · g4 – Biały pionek · d3 – Biały pionek · f3 – Biały hetman · a2 – Biały pionek · b2 – Czarny hetman · c2 – Biały pionek · a1 – Biała wieża · f1 – Biały król · g1 – Biała wieża | a8 – Czarna wieża · b8 – Czarny skoczek · c8 – Czarny goniec · e8 – Czarny król · g8 – Czarny skoczek · h8 – Czarna wieża · a7 – Czarny pionek · d7 – Czarny pionek · f7 – Czarny pionek · g7 – Czarny pionek · h7 – Czarny pionek · b5 – Czarny pionek · c5 – Czarny goniec · d5 – Biały skoczek · f5 – Biały skoczek · h5 – Biały pionek · e4 – Biały pionek · f4 – Biały goniec · g4 – Biały pionek · d3 – Biały pionek · f3 – Biały hetman · a2 – Biały pionek · b2 – Czarny hetman · c2 – Biały pionek · a1 – Biała wieża · f1 – Biały król · g1 – Biała wieża | a8 – Czarna wieża · b8 – Czarny skoczek · c8 – Czarny goniec · e8 – Czarny król · g8 – Czarny skoczek · h8 – Czarna wieża · a7 – Czarny pionek · d7 – Czarny pionek · f7 – Czarny pionek · g7 – Czarny pionek · h7 – Czarny pionek · b5 – Czarny pionek · c5 – Czarny goniec · d5 – Biały skoczek · f5 – Biały skoczek · h5 – Biały pionek · e4 – Biały pionek · f4 – Biały goniec · g4 – Biały pionek · d3 – Biały pionek · f3 – Biały hetman · a2 – Biały pionek · b2 – Czarny hetman · c2 – Biały pionek · a1 – Biała wieża · f1 – Biały król · g1 – Biała wieża | a8 – Czarna wieża · b8 – Czarny skoczek · c8 – Czarny goniec · e8 – Czarny król · g8 – Czarny skoczek · h8 – Czarna wieża · a7 – Czarny pionek · d7 – Czarny pionek · f7 – Czarny pionek · g7 – Czarny pionek · h7 – Czarny pionek · b5 – Czarny pionek · c5 – Czarny goniec · d5 – Biały skoczek · f5 – Biały skoczek · h5 – Biały pionek · e4 – Biały pionek · f4 – Biały goniec · g4 – Biały pionek · d3 – Biały pionek · f3 – Biały hetman · a2 – Biały pionek · b2 – Czarny hetman · c2 – Biały pionek · a1 – Biała wieża · f1 – Biały król · g1 – Biała wieża | a8 – Czarna wieża · b8 – Czarny skoczek · c8 – Czarny goniec · e8 – Czarny król · g8 – Czarny skoczek · h8 – Czarna wieża · a7 – Czarny pionek · d7 – Czarny pionek · f7 – Czarny pionek · g7 – Czarny pionek · h7 – Czarny pionek · b5 – Czarny pionek · c5 – Czarny goniec · d5 – Biały skoczek · f5 – Biały skoczek · h5 – Biały pionek · e4 – Biały pionek · f4 – Biały goniec · g4 – Biały pionek · d3 – Biały pionek · f3 – Biały hetman · a2 – Biały pionek · b2 – Czarny hetman · c2 – Biały pionek · a1 – Biała wieża · f1 – Biały król · g1 – Biała wieża | 5 |
| 4 | a8 – Czarna wieża · b8 – Czarny skoczek · c8 – Czarny goniec · e8 – Czarny król · g8 – Czarny skoczek · h8 – Czarna wieża · a7 – Czarny pionek · d7 – Czarny pionek · f7 – Czarny pionek · g7 – Czarny pionek · h7 – Czarny pionek · b5 – Czarny pionek · c5 – Czarny goniec · d5 – Biały skoczek · f5 – Biały skoczek · h5 – Biały pionek · e4 – Biały pionek · f4 – Biały goniec · g4 – Biały pionek · d3 – Biały pionek · f3 – Biały hetman · a2 – Biały pionek · b2 – Czarny hetman · c2 – Biały pionek · a1 – Biała wieża · f1 – Biały król · g1 – Biała wieża | a8 – Czarna wieża · b8 – Czarny skoczek · c8 – Czarny goniec · e8 – Czarny król · g8 – Czarny skoczek · h8 – Czarna wieża · a7 – Czarny pionek · d7 – Czarny pionek · f7 – Czarny pionek · g7 – Czarny pionek · h7 – Czarny pionek · b5 – Czarny pionek · c5 – Czarny goniec · d5 – Biały skoczek · f5 – Biały skoczek · h5 – Biały pionek · e4 – Biały pionek · f4 – Biały goniec · g4 – Biały pionek · d3 – Biały pionek · f3 – Biały hetman · a2 – Biały pionek · b2 – Czarny hetman · c2 – Biały pionek · a1 – Biała wieża · f1 – Biały król · g1 – Biała wieża | a8 – Czarna wieża · b8 – Czarny skoczek · c8 – Czarny goniec · e8 – Czarny król · g8 – Czarny skoczek · h8 – Czarna wieża · a7 – Czarny pionek · d7 – Czarny pionek · f7 – Czarny pionek · g7 – Czarny pionek · h7 – Czarny pionek · b5 – Czarny pionek · c5 – Czarny goniec · d5 – Biały skoczek · f5 – Biały skoczek · h5 – Biały pionek · e4 – Biały pionek · f4 – Biały goniec · g4 – Biały pionek · d3 – Biały pionek · f3 – Biały hetman · a2 – Biały pionek · b2 – Czarny hetman · c2 – Biały pionek · a1 – Biała wieża · f1 – Biały król · g1 – Biała wieża | a8 – Czarna wieża · b8 – Czarny skoczek · c8 – Czarny goniec · e8 – Czarny król · g8 – Czarny skoczek · h8 – Czarna wieża · a7 – Czarny pionek · d7 – Czarny pionek · f7 – Czarny pionek · g7 – Czarny pionek · h7 – Czarny pionek · b5 – Czarny pionek · c5 – Czarny goniec · d5 – Biały skoczek · f5 – Biały skoczek · h5 – Biały pionek · e4 – Biały pionek · f4 – Biały goniec · g4 – Biały pionek · d3 – Biały pionek · f3 – Biały hetman · a2 – Biały pionek · b2 – Czarny hetman · c2 – Biały pionek · a1 – Biała wieża · f1 – Biały król · g1 – Biała wieża | a8 – Czarna wieża · b8 – Czarny skoczek · c8 – Czarny goniec · e8 – Czarny król · g8 – Czarny skoczek · h8 – Czarna wieża · a7 – Czarny pionek · d7 – Czarny pionek · f7 – Czarny pionek · g7 – Czarny pionek · h7 – Czarny pionek · b5 – Czarny pionek · c5 – Czarny goniec · d5 – Biały skoczek · f5 – Biały skoczek · h5 – Biały pionek · e4 – Biały pionek · f4 – Biały goniec · g4 – Biały pionek · d3 – Biały pionek · f3 – Biały hetman · a2 – Biały pionek · b2 – Czarny hetman · c2 – Biały pionek · a1 – Biała wieża · f1 – Biały król · g1 – Biała wieża | a8 – Czarna wieża · b8 – Czarny skoczek · c8 – Czarny goniec · e8 – Czarny król · g8 – Czarny skoczek · h8 – Czarna wieża · a7 – Czarny pionek · d7 – Czarny pionek · f7 – Czarny pionek · g7 – Czarny pionek · h7 – Czarny pionek · b5 – Czarny pionek · c5 – Czarny goniec · d5 – Biały skoczek · f5 – Biały skoczek · h5 – Biały pionek · e4 – Biały pionek · f4 – Biały goniec · g4 – Biały pionek · d3 – Biały pionek · f3 – Biały hetman · a2 – Biały pionek · b2 – Czarny hetman · c2 – Biały pionek · a1 – Biała wieża · f1 – Biały król · g1 – Biała wieża | a8 – Czarna wieża · b8 – Czarny skoczek · c8 – Czarny goniec · e8 – Czarny król · g8 – Czarny skoczek · h8 – Czarna wieża · a7 – Czarny pionek · d7 – Czarny pionek · f7 – Czarny pionek · g7 – Czarny pionek · h7 – Czarny pionek · b5 – Czarny pionek · c5 – Czarny goniec · d5 – Biały skoczek · f5 – Biały skoczek · h5 – Biały pionek · e4 – Biały pionek · f4 – Biały goniec · g4 – Biały pionek · d3 – Biały pionek · f3 – Biały hetman · a2 – Biały pionek · b2 – Czarny hetman · c2 – Biały pionek · a1 – Biała wieża · f1 – Biały król · g1 – Biała wieża | a8 – Czarna wieża · b8 – Czarny skoczek · c8 – Czarny goniec · e8 – Czarny król · g8 – Czarny skoczek · h8 – Czarna wieża · a7 – Czarny pionek · d7 – Czarny pionek · f7 – Czarny pionek · g7 – Czarny pionek · h7 – Czarny pionek · b5 – Czarny pionek · c5 – Czarny goniec · d5 – Biały skoczek · f5 – Biały skoczek · h5 – Biały pionek · e4 – Biały pionek · f4 – Biały goniec · g4 – Biały pionek · d3 – Biały pionek · f3 – Biały hetman · a2 – Biały pionek · b2 – Czarny hetman · c2 – Biały pionek · a1 – Biała wieża · f1 – Biały król · g1 – Biała wieża | 4 |
| 3 | a8 – Czarna wieża · b8 – Czarny skoczek · c8 – Czarny goniec · e8 – Czarny król · g8 – Czarny skoczek · h8 – Czarna wieża · a7 – Czarny pionek · d7 – Czarny pionek · f7 – Czarny pionek · g7 – Czarny pionek · h7 – Czarny pionek · b5 – Czarny pionek · c5 – Czarny goniec · d5 – Biały skoczek · f5 – Biały skoczek · h5 – Biały pionek · e4 – Biały pionek · f4 – Biały goniec · g4 – Biały pionek · d3 – Biały pionek · f3 – Biały hetman · a2 – Biały pionek · b2 – Czarny hetman · c2 – Biały pionek · a1 – Biała wieża · f1 – Biały król · g1 – Biała wieża | a8 – Czarna wieża · b8 – Czarny skoczek · c8 – Czarny goniec · e8 – Czarny król · g8 – Czarny skoczek · h8 – Czarna wieża · a7 – Czarny pionek · d7 – Czarny pionek · f7 – Czarny pionek · g7 – Czarny pionek · h7 – Czarny pionek · b5 – Czarny pionek · c5 – Czarny goniec · d5 – Biały skoczek · f5 – Biały skoczek · h5 – Biały pionek · e4 – Biały pionek · f4 – Biały goniec · g4 – Biały pionek · d3 – Biały pionek · f3 – Biały hetman · a2 – Biały pionek · b2 – Czarny hetman · c2 – Biały pionek · a1 – Biała wieża · f1 – Biały król · g1 – Biała wieża | a8 – Czarna wieża · b8 – Czarny skoczek · c8 – Czarny goniec · e8 – Czarny król · g8 – Czarny skoczek · h8 – Czarna wieża · a7 – Czarny pionek · d7 – Czarny pionek · f7 – Czarny pionek · g7 – Czarny pionek · h7 – Czarny pionek · b5 – Czarny pionek · c5 – Czarny goniec · d5 – Biały skoczek · f5 – Biały skoczek · h5 – Biały pionek · e4 – Biały pionek · f4 – Biały goniec · g4 – Biały pionek · d3 – Biały pionek · f3 – Biały hetman · a2 – Biały pionek · b2 – Czarny hetman · c2 – Biały pionek · a1 – Biała wieża · f1 – Biały król · g1 – Biała wieża | a8 – Czarna wieża · b8 – Czarny skoczek · c8 – Czarny goniec · e8 – Czarny król · g8 – Czarny skoczek · h8 – Czarna wieża · a7 – Czarny pionek · d7 – Czarny pionek · f7 – Czarny pionek · g7 – Czarny pionek · h7 – Czarny pionek · b5 – Czarny pionek · c5 – Czarny goniec · d5 – Biały skoczek · f5 – Biały skoczek · h5 – Biały pionek · e4 – Biały pionek · f4 – Biały goniec · g4 – Biały pionek · d3 – Biały pionek · f3 – Biały hetman · a2 – Biały pionek · b2 – Czarny hetman · c2 – Biały pionek · a1 – Biała wieża · f1 – Biały król · g1 – Biała wieża | a8 – Czarna wieża · b8 – Czarny skoczek · c8 – Czarny goniec · e8 – Czarny król · g8 – Czarny skoczek · h8 – Czarna wieża · a7 – Czarny pionek · d7 – Czarny pionek · f7 – Czarny pionek · g7 – Czarny pionek · h7 – Czarny pionek · b5 – Czarny pionek · c5 – Czarny goniec · d5 – Biały skoczek · f5 – Biały skoczek · h5 – Biały pionek · e4 – Biały pionek · f4 – Biały goniec · g4 – Biały pionek · d3 – Biały pionek · f3 – Biały hetman · a2 – Biały pionek · b2 – Czarny hetman · c2 – Biały pionek · a1 – Biała wieża · f1 – Biały król · g1 – Biała wieża | a8 – Czarna wieża · b8 – Czarny skoczek · c8 – Czarny goniec · e8 – Czarny król · g8 – Czarny skoczek · h8 – Czarna wieża · a7 – Czarny pionek · d7 – Czarny pionek · f7 – Czarny pionek · g7 – Czarny pionek · h7 – Czarny pionek · b5 – Czarny pionek · c5 – Czarny goniec · d5 – Biały skoczek · f5 – Biały skoczek · h5 – Biały pionek · e4 – Biały pionek · f4 – Biały goniec · g4 – Biały pionek · d3 – Biały pionek · f3 – Biały hetman · a2 – Biały pionek · b2 – Czarny hetman · c2 – Biały pionek · a1 – Biała wieża · f1 – Biały król · g1 – Biała wieża | a8 – Czarna wieża · b8 – Czarny skoczek · c8 – Czarny goniec · e8 – Czarny król · g8 – Czarny skoczek · h8 – Czarna wieża · a7 – Czarny pionek · d7 – Czarny pionek · f7 – Czarny pionek · g7 – Czarny pionek · h7 – Czarny pionek · b5 – Czarny pionek · c5 – Czarny goniec · d5 – Biały skoczek · f5 – Biały skoczek · h5 – Biały pionek · e4 – Biały pionek · f4 – Biały goniec · g4 – Biały pionek · d3 – Biały pionek · f3 – Biały hetman · a2 – Biały pionek · b2 – Czarny hetman · c2 – Biały pionek · a1 – Biała wieża · f1 – Biały król · g1 – Biała wieża | a8 – Czarna wieża · b8 – Czarny skoczek · c8 – Czarny goniec · e8 – Czarny król · g8 – Czarny skoczek · h8 – Czarna wieża · a7 – Czarny pionek · d7 – Czarny pionek · f7 – Czarny pionek · g7 – Czarny pionek · h7 – Czarny pionek · b5 – Czarny pionek · c5 – Czarny goniec · d5 – Biały skoczek · f5 – Biały skoczek · h5 – Biały pionek · e4 – Biały pionek · f4 – Biały goniec · g4 – Biały pionek · d3 – Biały pionek · f3 – Biały hetman · a2 – Biały pionek · b2 – Czarny hetman · c2 – Biały pionek · a1 – Biała wieża · f1 – Biały król · g1 – Biała wieża | 3 |
| 2 | a8 – Czarna wieża · b8 – Czarny skoczek · c8 – Czarny goniec · e8 – Czarny król · g8 – Czarny skoczek · h8 – Czarna wieża · a7 – Czarny pionek · d7 – Czarny pionek · f7 – Czarny pionek · g7 – Czarny pionek · h7 – Czarny pionek · b5 – Czarny pionek · c5 – Czarny goniec · d5 – Biały skoczek · f5 – Biały skoczek · h5 – Biały pionek · e4 – Biały pionek · f4 – Biały goniec · g4 – Biały pionek · d3 – Biały pionek · f3 – Biały hetman · a2 – Biały pionek · b2 – Czarny hetman · c2 – Biały pionek · a1 – Biała wieża · f1 – Biały król · g1 – Biała wieża | a8 – Czarna wieża · b8 – Czarny skoczek · c8 – Czarny goniec · e8 – Czarny król · g8 – Czarny skoczek · h8 – Czarna wieża · a7 – Czarny pionek · d7 – Czarny pionek · f7 – Czarny pionek · g7 – Czarny pionek · h7 – Czarny pionek · b5 – Czarny pionek · c5 – Czarny goniec · d5 – Biały skoczek · f5 – Biały skoczek · h5 – Biały pionek · e4 – Biały pionek · f4 – Biały goniec · g4 – Biały pionek · d3 – Biały pionek · f3 – Biały hetman · a2 – Biały pionek · b2 – Czarny hetman · c2 – Biały pionek · a1 – Biała wieża · f1 – Biały król · g1 – Biała wieża | a8 – Czarna wieża · b8 – Czarny skoczek · c8 – Czarny goniec · e8 – Czarny król · g8 – Czarny skoczek · h8 – Czarna wieża · a7 – Czarny pionek · d7 – Czarny pionek · f7 – Czarny pionek · g7 – Czarny pionek · h7 – Czarny pionek · b5 – Czarny pionek · c5 – Czarny goniec · d5 – Biały skoczek · f5 – Biały skoczek · h5 – Biały pionek · e4 – Biały pionek · f4 – Biały goniec · g4 – Biały pionek · d3 – Biały pionek · f3 – Biały hetman · a2 – Biały pionek · b2 – Czarny hetman · c2 – Biały pionek · a1 – Biała wieża · f1 – Biały król · g1 – Biała wieża | a8 – Czarna wieża · b8 – Czarny skoczek · c8 – Czarny goniec · e8 – Czarny król · g8 – Czarny skoczek · h8 – Czarna wieża · a7 – Czarny pionek · d7 – Czarny pionek · f7 – Czarny pionek · g7 – Czarny pionek · h7 – Czarny pionek · b5 – Czarny pionek · c5 – Czarny goniec · d5 – Biały skoczek · f5 – Biały skoczek · h5 – Biały pionek · e4 – Biały pionek · f4 – Biały goniec · g4 – Biały pionek · d3 – Biały pionek · f3 – Biały hetman · a2 – Biały pionek · b2 – Czarny hetman · c2 – Biały pionek · a1 – Biała wieża · f1 – Biały król · g1 – Biała wieża | a8 – Czarna wieża · b8 – Czarny skoczek · c8 – Czarny goniec · e8 – Czarny król · g8 – Czarny skoczek · h8 – Czarna wieża · a7 – Czarny pionek · d7 – Czarny pionek · f7 – Czarny pionek · g7 – Czarny pionek · h7 – Czarny pionek · b5 – Czarny pionek · c5 – Czarny goniec · d5 – Biały skoczek · f5 – Biały skoczek · h5 – Biały pionek · e4 – Biały pionek · f4 – Biały goniec · g4 – Biały pionek · d3 – Biały pionek · f3 – Biały hetman · a2 – Biały pionek · b2 – Czarny hetman · c2 – Biały pionek · a1 – Biała wieża · f1 – Biały król · g1 – Biała wieża | a8 – Czarna wieża · b8 – Czarny skoczek · c8 – Czarny goniec · e8 – Czarny król · g8 – Czarny skoczek · h8 – Czarna wieża · a7 – Czarny pionek · d7 – Czarny pionek · f7 – Czarny pionek · g7 – Czarny pionek · h7 – Czarny pionek · b5 – Czarny pionek · c5 – Czarny goniec · d5 – Biały skoczek · f5 – Biały skoczek · h5 – Biały pionek · e4 – Biały pionek · f4 – Biały goniec · g4 – Biały pionek · d3 – Biały pionek · f3 – Biały hetman · a2 – Biały pionek · b2 – Czarny hetman · c2 – Biały pionek · a1 – Biała wieża · f1 – Biały król · g1 – Biała wieża | a8 – Czarna wieża · b8 – Czarny skoczek · c8 – Czarny goniec · e8 – Czarny król · g8 – Czarny skoczek · h8 – Czarna wieża · a7 – Czarny pionek · d7 – Czarny pionek · f7 – Czarny pionek · g7 – Czarny pionek · h7 – Czarny pionek · b5 – Czarny pionek · c5 – Czarny goniec · d5 – Biały skoczek · f5 – Biały skoczek · h5 – Biały pionek · e4 – Biały pionek · f4 – Biały goniec · g4 – Biały pionek · d3 – Biały pionek · f3 – Biały hetman · a2 – Biały pionek · b2 – Czarny hetman · c2 – Biały pionek · a1 – Biała wieża · f1 – Biały król · g1 – Biała wieża | a8 – Czarna wieża · b8 – Czarny skoczek · c8 – Czarny goniec · e8 – Czarny król · g8 – Czarny skoczek · h8 – Czarna wieża · a7 – Czarny pionek · d7 – Czarny pionek · f7 – Czarny pionek · g7 – Czarny pionek · h7 – Czarny pionek · b5 – Czarny pionek · c5 – Czarny goniec · d5 – Biały skoczek · f5 – Biały skoczek · h5 – Biały pionek · e4 – Biały pionek · f4 – Biały goniec · g4 – Biały pionek · d3 – Biały pionek · f3 – Biały hetman · a2 – Biały pionek · b2 – Czarny hetman · c2 – Biały pionek · a1 – Biała wieża · f1 – Biały król · g1 – Biała wieża | 2 |
| 1 | a8 – Czarna wieża · b8 – Czarny skoczek · c8 – Czarny goniec · e8 – Czarny król · g8 – Czarny skoczek · h8 – Czarna wieża · a7 – Czarny pionek · d7 – Czarny pionek · f7 – Czarny pionek · g7 – Czarny pionek · h7 – Czarny pionek · b5 – Czarny pionek · c5 – Czarny goniec · d5 – Biały skoczek · f5 – Biały skoczek · h5 – Biały pionek · e4 – Biały pionek · f4 – Biały goniec · g4 – Biały pionek · d3 – Biały pionek · f3 – Biały hetman · a2 – Biały pionek · b2 – Czarny hetman · c2 – Biały pionek · a1 – Biała wieża · f1 – Biały król · g1 – Biała wieża | a8 – Czarna wieża · b8 – Czarny skoczek · c8 – Czarny goniec · e8 – Czarny król · g8 – Czarny skoczek · h8 – Czarna wieża · a7 – Czarny pionek · d7 – Czarny pionek · f7 – Czarny pionek · g7 – Czarny pionek · h7 – Czarny pionek · b5 – Czarny pionek · c5 – Czarny goniec · d5 – Biały skoczek · f5 – Biały skoczek · h5 – Biały pionek · e4 – Biały pionek · f4 – Biały goniec · g4 – Biały pionek · d3 – Biały pionek · f3 – Biały hetman · a2 – Biały pionek · b2 – Czarny hetman · c2 – Biały pionek · a1 – Biała wieża · f1 – Biały król · g1 – Biała wieża | a8 – Czarna wieża · b8 – Czarny skoczek · c8 – Czarny goniec · e8 – Czarny król · g8 – Czarny skoczek · h8 – Czarna wieża · a7 – Czarny pionek · d7 – Czarny pionek · f7 – Czarny pionek · g7 – Czarny pionek · h7 – Czarny pionek · b5 – Czarny pionek · c5 – Czarny goniec · d5 – Biały skoczek · f5 – Biały skoczek · h5 – Biały pionek · e4 – Biały pionek · f4 – Biały goniec · g4 – Biały pionek · d3 – Biały pionek · f3 – Biały hetman · a2 – Biały pionek · b2 – Czarny hetman · c2 – Biały pionek · a1 – Biała wieża · f1 – Biały król · g1 – Biała wieża | a8 – Czarna wieża · b8 – Czarny skoczek · c8 – Czarny goniec · e8 – Czarny król · g8 – Czarny skoczek · h8 – Czarna wieża · a7 – Czarny pionek · d7 – Czarny pionek · f7 – Czarny pionek · g7 – Czarny pionek · h7 – Czarny pionek · b5 – Czarny pionek · c5 – Czarny goniec · d5 – Biały skoczek · f5 – Biały skoczek · h5 – Biały pionek · e4 – Biały pionek · f4 – Biały goniec · g4 – Biały pionek · d3 – Biały pionek · f3 – Biały hetman · a2 – Biały pionek · b2 – Czarny hetman · c2 – Biały pionek · a1 – Biała wieża · f1 – Biały król · g1 – Biała wieża | a8 – Czarna wieża · b8 – Czarny skoczek · c8 – Czarny goniec · e8 – Czarny król · g8 – Czarny skoczek · h8 – Czarna wieża · a7 – Czarny pionek · d7 – Czarny pionek · f7 – Czarny pionek · g7 – Czarny pionek · h7 – Czarny pionek · b5 – Czarny pionek · c5 – Czarny goniec · d5 – Biały skoczek · f5 – Biały skoczek · h5 – Biały pionek · e4 – Biały pionek · f4 – Biały goniec · g4 – Biały pionek · d3 – Biały pionek · f3 – Biały hetman · a2 – Biały pionek · b2 – Czarny hetman · c2 – Biały pionek · a1 – Biała wieża · f1 – Biały król · g1 – Biała wieża | a8 – Czarna wieża · b8 – Czarny skoczek · c8 – Czarny goniec · e8 – Czarny król · g8 – Czarny skoczek · h8 – Czarna wieża · a7 – Czarny pionek · d7 – Czarny pionek · f7 – Czarny pionek · g7 – Czarny pionek · h7 – Czarny pionek · b5 – Czarny pionek · c5 – Czarny goniec · d5 – Biały skoczek · f5 – Biały skoczek · h5 – Biały pionek · e4 – Biały pionek · f4 – Biały goniec · g4 – Biały pionek · d3 – Biały pionek · f3 – Biały hetman · a2 – Biały pionek · b2 – Czarny hetman · c2 – Biały pionek · a1 – Biała wieża · f1 – Biały król · g1 – Biała wieża | a8 – Czarna wieża · b8 – Czarny skoczek · c8 – Czarny goniec · e8 – Czarny król · g8 – Czarny skoczek · h8 – Czarna wieża · a7 – Czarny pionek · d7 – Czarny pionek · f7 – Czarny pionek · g7 – Czarny pionek · h7 – Czarny pionek · b5 – Czarny pionek · c5 – Czarny goniec · d5 – Biały skoczek · f5 – Biały skoczek · h5 – Biały pionek · e4 – Biały pionek · f4 – Biały goniec · g4 – Biały pionek · d3 – Biały pionek · f3 – Biały hetman · a2 – Biały pionek · b2 – Czarny hetman · c2 – Biały pionek · a1 – Biała wieża · f1 – Biały król · g1 – Biała wieża | a8 – Czarna wieża · b8 – Czarny skoczek · c8 – Czarny goniec · e8 – Czarny król · g8 – Czarny skoczek · h8 – Czarna wieża · a7 – Czarny pionek · d7 – Czarny pionek · f7 – Czarny pionek · g7 – Czarny pionek · h7 – Czarny pionek · b5 – Czarny pionek · c5 – Czarny goniec · d5 – Biały skoczek · f5 – Biały skoczek · h5 – Biały pionek · e4 – Biały pionek · f4 – Biały goniec · g4 – Biały pionek · d3 – Biały pionek · f3 – Biały hetman · a2 – Biały pionek · b2 – Czarny hetman · c2 – Biały pionek · a1 – Biała wieża · f1 – Biały król · g1 – Biała wieża | 1 |
|   | a | b | c | d | e | f | g | h |   |

17. Sd5
Białe odpowiadają kontratakiem. Ten ruch grozi widełkami na c7. Richard Réti doradzał 17. d4 ... 18. Sd5.
17. ... H:b2
Czarne zyskują piona i grożą zabraniem wieży a1 z szachem. 
18. Gd6?
Anderssen decyduje się poświęcić swoje obie wieże. Hübner uważa, że z tej pozycji można wygrać na wiele sposobów i proponuje trzy lepsze ruchy niż 18. Gd6: 18. d4, 18. Ge3, lub 18. We1, które prowadzą do silnej pozycji i mata bez potrzeby poświęcania tylu figur. Komercyjna wersja programu szachowego Junior poleca 18. Sc7+, po którym ma nastąpić We1. Garri Kasparow stwierdził, że świat szachów straciłby jeden z „klejnotów koronnych”, jeżeli gra potoczyłaby się tak niespektakularnie. Ruch Gd6 jest nietypowy, bo białe zamierzają oddać jeszcze więcej bierek. 
18. ... G:g1?
Po tym ruchu czarne wypadają z gry. Wilhelm Steinitz zasugerował, że lepszym posunięciem byłoby 18. ... H:a1+ prowadzącym do 19. Ke2 Hb2 20. Kd2 G:g1.
19. e5!!
Poświęcenie kolejnej z wież. Co ważniejsze, czarny hetman przestaje chronić piona na g7, oraz nie będzie mógł szybko powrócić by chronić króla. Teraz możliwy jest atak 20. S:g7+ Kd8 21. Gc7#.
19. ... H:a1+ 20. Ke2
|   | a | b | c | d | e | f | g | h |   |
| 8 | a8 – Czarna wieża · c8 – Czarny goniec · d8 – Czarny król · g8 – Czarny skoczek · h8 – Czarna wieża · a7 – Czarny pionek · d7 – Czarny pionek · f7 – Czarny pionek · g7 – Biały skoczek · h7 – Czarny pionek · a6 – Czarny skoczek · d6 – Biały goniec · f6 – Biały hetman · b5 – Czarny pionek · d5 – Biały skoczek · e5 – Biały pionek · h5 – Biały pionek · g4 – Biały pionek · d3 – Biały pionek · a2 – Biały pionek · c2 – Biały pionek · e2 – Biały król · a1 – Czarny hetman · g1 – Czarny goniec | a8 – Czarna wieża · c8 – Czarny goniec · d8 – Czarny król · g8 – Czarny skoczek · h8 – Czarna wieża · a7 – Czarny pionek · d7 – Czarny pionek · f7 – Czarny pionek · g7 – Biały skoczek · h7 – Czarny pionek · a6 – Czarny skoczek · d6 – Biały goniec · f6 – Biały hetman · b5 – Czarny pionek · d5 – Biały skoczek · e5 – Biały pionek · h5 – Biały pionek · g4 – Biały pionek · d3 – Biały pionek · a2 – Biały pionek · c2 – Biały pionek · e2 – Biały król · a1 – Czarny hetman · g1 – Czarny goniec | a8 – Czarna wieża · c8 – Czarny goniec · d8 – Czarny król · g8 – Czarny skoczek · h8 – Czarna wieża · a7 – Czarny pionek · d7 – Czarny pionek · f7 – Czarny pionek · g7 – Biały skoczek · h7 – Czarny pionek · a6 – Czarny skoczek · d6 – Biały goniec · f6 – Biały hetman · b5 – Czarny pionek · d5 – Biały skoczek · e5 – Biały pionek · h5 – Biały pionek · g4 – Biały pionek · d3 – Biały pionek · a2 – Biały pionek · c2 – Biały pionek · e2 – Biały król · a1 – Czarny hetman · g1 – Czarny goniec | a8 – Czarna wieża · c8 – Czarny goniec · d8 – Czarny król · g8 – Czarny skoczek · h8 – Czarna wieża · a7 – Czarny pionek · d7 – Czarny pionek · f7 – Czarny pionek · g7 – Biały skoczek · h7 – Czarny pionek · a6 – Czarny skoczek · d6 – Biały goniec · f6 – Biały hetman · b5 – Czarny pionek · d5 – Biały skoczek · e5 – Biały pionek · h5 – Biały pionek · g4 – Biały pionek · d3 – Biały pionek · a2 – Biały pionek · c2 – Biały pionek · e2 – Biały król · a1 – Czarny hetman · g1 – Czarny goniec | a8 – Czarna wieża · c8 – Czarny goniec · d8 – Czarny król · g8 – Czarny skoczek · h8 – Czarna wieża · a7 – Czarny pionek · d7 – Czarny pionek · f7 – Czarny pionek · g7 – Biały skoczek · h7 – Czarny pionek · a6 – Czarny skoczek · d6 – Biały goniec · f6 – Biały hetman · b5 – Czarny pionek · d5 – Biały skoczek · e5 – Biały pionek · h5 – Biały pionek · g4 – Biały pionek · d3 – Biały pionek · a2 – Biały pionek · c2 – Biały pionek · e2 – Biały król · a1 – Czarny hetman · g1 – Czarny goniec | a8 – Czarna wieża · c8 – Czarny goniec · d8 – Czarny król · g8 – Czarny skoczek · h8 – Czarna wieża · a7 – Czarny pionek · d7 – Czarny pionek · f7 – Czarny pionek · g7 – Biały skoczek · h7 – Czarny pionek · a6 – Czarny skoczek · d6 – Biały goniec · f6 – Biały hetman · b5 – Czarny pionek · d5 – Biały skoczek · e5 – Biały pionek · h5 – Biały pionek · g4 – Biały pionek · d3 – Biały pionek · a2 – Biały pionek · c2 – Biały pionek · e2 – Biały król · a1 – Czarny hetman · g1 – Czarny goniec | a8 – Czarna wieża · c8 – Czarny goniec · d8 – Czarny król · g8 – Czarny skoczek · h8 – Czarna wieża · a7 – Czarny pionek · d7 – Czarny pionek · f7 – Czarny pionek · g7 – Biały skoczek · h7 – Czarny pionek · a6 – Czarny skoczek · d6 – Biały goniec · f6 – Biały hetman · b5 – Czarny pionek · d5 – Biały skoczek · e5 – Biały pionek · h5 – Biały pionek · g4 – Biały pionek · d3 – Biały pionek · a2 – Biały pionek · c2 – Biały pionek · e2 – Biały król · a1 – Czarny hetman · g1 – Czarny goniec | a8 – Czarna wieża · c8 – Czarny goniec · d8 – Czarny król · g8 – Czarny skoczek · h8 – Czarna wieża · a7 – Czarny pionek · d7 – Czarny pionek · f7 – Czarny pionek · g7 – Biały skoczek · h7 – Czarny pionek · a6 – Czarny skoczek · d6 – Biały goniec · f6 – Biały hetman · b5 – Czarny pionek · d5 – Biały skoczek · e5 – Biały pionek · h5 – Biały pionek · g4 – Biały pionek · d3 – Biały pionek · a2 – Biały pionek · c2 – Biały pionek · e2 – Biały król · a1 – Czarny hetman · g1 – Czarny goniec | 8 |
| 7 | a8 – Czarna wieża · c8 – Czarny goniec · d8 – Czarny król · g8 – Czarny skoczek · h8 – Czarna wieża · a7 – Czarny pionek · d7 – Czarny pionek · f7 – Czarny pionek · g7 – Biały skoczek · h7 – Czarny pionek · a6 – Czarny skoczek · d6 – Biały goniec · f6 – Biały hetman · b5 – Czarny pionek · d5 – Biały skoczek · e5 – Biały pionek · h5 – Biały pionek · g4 – Biały pionek · d3 – Biały pionek · a2 – Biały pionek · c2 – Biały pionek · e2 – Biały król · a1 – Czarny hetman · g1 – Czarny goniec | a8 – Czarna wieża · c8 – Czarny goniec · d8 – Czarny król · g8 – Czarny skoczek · h8 – Czarna wieża · a7 – Czarny pionek · d7 – Czarny pionek · f7 – Czarny pionek · g7 – Biały skoczek · h7 – Czarny pionek · a6 – Czarny skoczek · d6 – Biały goniec · f6 – Biały hetman · b5 – Czarny pionek · d5 – Biały skoczek · e5 – Biały pionek · h5 – Biały pionek · g4 – Biały pionek · d3 – Biały pionek · a2 – Biały pionek · c2 – Biały pionek · e2 – Biały król · a1 – Czarny hetman · g1 – Czarny goniec | a8 – Czarna wieża · c8 – Czarny goniec · d8 – Czarny król · g8 – Czarny skoczek · h8 – Czarna wieża · a7 – Czarny pionek · d7 – Czarny pionek · f7 – Czarny pionek · g7 – Biały skoczek · h7 – Czarny pionek · a6 – Czarny skoczek · d6 – Biały goniec · f6 – Biały hetman · b5 – Czarny pionek · d5 – Biały skoczek · e5 – Biały pionek · h5 – Biały pionek · g4 – Biały pionek · d3 – Biały pionek · a2 – Biały pionek · c2 – Biały pionek · e2 – Biały król · a1 – Czarny hetman · g1 – Czarny goniec | a8 – Czarna wieża · c8 – Czarny goniec · d8 – Czarny król · g8 – Czarny skoczek · h8 – Czarna wieża · a7 – Czarny pionek · d7 – Czarny pionek · f7 – Czarny pionek · g7 – Biały skoczek · h7 – Czarny pionek · a6 – Czarny skoczek · d6 – Biały goniec · f6 – Biały hetman · b5 – Czarny pionek · d5 – Biały skoczek · e5 – Biały pionek · h5 – Biały pionek · g4 – Biały pionek · d3 – Biały pionek · a2 – Biały pionek · c2 – Biały pionek · e2 – Biały król · a1 – Czarny hetman · g1 – Czarny goniec | a8 – Czarna wieża · c8 – Czarny goniec · d8 – Czarny król · g8 – Czarny skoczek · h8 – Czarna wieża · a7 – Czarny pionek · d7 – Czarny pionek · f7 – Czarny pionek · g7 – Biały skoczek · h7 – Czarny pionek · a6 – Czarny skoczek · d6 – Biały goniec · f6 – Biały hetman · b5 – Czarny pionek · d5 – Biały skoczek · e5 – Biały pionek · h5 – Biały pionek · g4 – Biały pionek · d3 – Biały pionek · a2 – Biały pionek · c2 – Biały pionek · e2 – Biały król · a1 – Czarny hetman · g1 – Czarny goniec | a8 – Czarna wieża · c8 – Czarny goniec · d8 – Czarny król · g8 – Czarny skoczek · h8 – Czarna wieża · a7 – Czarny pionek · d7 – Czarny pionek · f7 – Czarny pionek · g7 – Biały skoczek · h7 – Czarny pionek · a6 – Czarny skoczek · d6 – Biały goniec · f6 – Biały hetman · b5 – Czarny pionek · d5 – Biały skoczek · e5 – Biały pionek · h5 – Biały pionek · g4 – Biały pionek · d3 – Biały pionek · a2 – Biały pionek · c2 – Biały pionek · e2 – Biały król · a1 – Czarny hetman · g1 – Czarny goniec | a8 – Czarna wieża · c8 – Czarny goniec · d8 – Czarny król · g8 – Czarny skoczek · h8 – Czarna wieża · a7 – Czarny pionek · d7 – Czarny pionek · f7 – Czarny pionek · g7 – Biały skoczek · h7 – Czarny pionek · a6 – Czarny skoczek · d6 – Biały goniec · f6 – Biały hetman · b5 – Czarny pionek · d5 – Biały skoczek · e5 – Biały pionek · h5 – Biały pionek · g4 – Biały pionek · d3 – Biały pionek · a2 – Biały pionek · c2 – Biały pionek · e2 – Biały król · a1 – Czarny hetman · g1 – Czarny goniec | a8 – Czarna wieża · c8 – Czarny goniec · d8 – Czarny król · g8 – Czarny skoczek · h8 – Czarna wieża · a7 – Czarny pionek · d7 – Czarny pionek · f7 – Czarny pionek · g7 – Biały skoczek · h7 – Czarny pionek · a6 – Czarny skoczek · d6 – Biały goniec · f6 – Biały hetman · b5 – Czarny pionek · d5 – Biały skoczek · e5 – Biały pionek · h5 – Biały pionek · g4 – Biały pionek · d3 – Biały pionek · a2 – Biały pionek · c2 – Biały pionek · e2 – Biały król · a1 – Czarny hetman · g1 – Czarny goniec | 7 |
| 6 | a8 – Czarna wieża · c8 – Czarny goniec · d8 – Czarny król · g8 – Czarny skoczek · h8 – Czarna wieża · a7 – Czarny pionek · d7 – Czarny pionek · f7 – Czarny pionek · g7 – Biały skoczek · h7 – Czarny pionek · a6 – Czarny skoczek · d6 – Biały goniec · f6 – Biały hetman · b5 – Czarny pionek · d5 – Biały skoczek · e5 – Biały pionek · h5 – Biały pionek · g4 – Biały pionek · d3 – Biały pionek · a2 – Biały pionek · c2 – Biały pionek · e2 – Biały król · a1 – Czarny hetman · g1 – Czarny goniec | a8 – Czarna wieża · c8 – Czarny goniec · d8 – Czarny król · g8 – Czarny skoczek · h8 – Czarna wieża · a7 – Czarny pionek · d7 – Czarny pionek · f7 – Czarny pionek · g7 – Biały skoczek · h7 – Czarny pionek · a6 – Czarny skoczek · d6 – Biały goniec · f6 – Biały hetman · b5 – Czarny pionek · d5 – Biały skoczek · e5 – Biały pionek · h5 – Biały pionek · g4 – Biały pionek · d3 – Biały pionek · a2 – Biały pionek · c2 – Biały pionek · e2 – Biały król · a1 – Czarny hetman · g1 – Czarny goniec | a8 – Czarna wieża · c8 – Czarny goniec · d8 – Czarny król · g8 – Czarny skoczek · h8 – Czarna wieża · a7 – Czarny pionek · d7 – Czarny pionek · f7 – Czarny pionek · g7 – Biały skoczek · h7 – Czarny pionek · a6 – Czarny skoczek · d6 – Biały goniec · f6 – Biały hetman · b5 – Czarny pionek · d5 – Biały skoczek · e5 – Biały pionek · h5 – Biały pionek · g4 – Biały pionek · d3 – Biały pionek · a2 – Biały pionek · c2 – Biały pionek · e2 – Biały król · a1 – Czarny hetman · g1 – Czarny goniec | a8 – Czarna wieża · c8 – Czarny goniec · d8 – Czarny król · g8 – Czarny skoczek · h8 – Czarna wieża · a7 – Czarny pionek · d7 – Czarny pionek · f7 – Czarny pionek · g7 – Biały skoczek · h7 – Czarny pionek · a6 – Czarny skoczek · d6 – Biały goniec · f6 – Biały hetman · b5 – Czarny pionek · d5 – Biały skoczek · e5 – Biały pionek · h5 – Biały pionek · g4 – Biały pionek · d3 – Biały pionek · a2 – Biały pionek · c2 – Biały pionek · e2 – Biały król · a1 – Czarny hetman · g1 – Czarny goniec | a8 – Czarna wieża · c8 – Czarny goniec · d8 – Czarny król · g8 – Czarny skoczek · h8 – Czarna wieża · a7 – Czarny pionek · d7 – Czarny pionek · f7 – Czarny pionek · g7 – Biały skoczek · h7 – Czarny pionek · a6 – Czarny skoczek · d6 – Biały goniec · f6 – Biały hetman · b5 – Czarny pionek · d5 – Biały skoczek · e5 – Biały pionek · h5 – Biały pionek · g4 – Biały pionek · d3 – Biały pionek · a2 – Biały pionek · c2 – Biały pionek · e2 – Biały król · a1 – Czarny hetman · g1 – Czarny goniec | a8 – Czarna wieża · c8 – Czarny goniec · d8 – Czarny król · g8 – Czarny skoczek · h8 – Czarna wieża · a7 – Czarny pionek · d7 – Czarny pionek · f7 – Czarny pionek · g7 – Biały skoczek · h7 – Czarny pionek · a6 – Czarny skoczek · d6 – Biały goniec · f6 – Biały hetman · b5 – Czarny pionek · d5 – Biały skoczek · e5 – Biały pionek · h5 – Biały pionek · g4 – Biały pionek · d3 – Biały pionek · a2 – Biały pionek · c2 – Biały pionek · e2 – Biały król · a1 – Czarny hetman · g1 – Czarny goniec | a8 – Czarna wieża · c8 – Czarny goniec · d8 – Czarny król · g8 – Czarny skoczek · h8 – Czarna wieża · a7 – Czarny pionek · d7 – Czarny pionek · f7 – Czarny pionek · g7 – Biały skoczek · h7 – Czarny pionek · a6 – Czarny skoczek · d6 – Biały goniec · f6 – Biały hetman · b5 – Czarny pionek · d5 – Biały skoczek · e5 – Biały pionek · h5 – Biały pionek · g4 – Biały pionek · d3 – Biały pionek · a2 – Biały pionek · c2 – Biały pionek · e2 – Biały król · a1 – Czarny hetman · g1 – Czarny goniec | a8 – Czarna wieża · c8 – Czarny goniec · d8 – Czarny król · g8 – Czarny skoczek · h8 – Czarna wieża · a7 – Czarny pionek · d7 – Czarny pionek · f7 – Czarny pionek · g7 – Biały skoczek · h7 – Czarny pionek · a6 – Czarny skoczek · d6 – Biały goniec · f6 – Biały hetman · b5 – Czarny pionek · d5 – Biały skoczek · e5 – Biały pionek · h5 – Biały pionek · g4 – Biały pionek · d3 – Biały pionek · a2 – Biały pionek · c2 – Biały pionek · e2 – Biały król · a1 – Czarny hetman · g1 – Czarny goniec | 6 |
| 5 | a8 – Czarna wieża · c8 – Czarny goniec · d8 – Czarny król · g8 – Czarny skoczek · h8 – Czarna wieża · a7 – Czarny pionek · d7 – Czarny pionek · f7 – Czarny pionek · g7 – Biały skoczek · h7 – Czarny pionek · a6 – Czarny skoczek · d6 – Biały goniec · f6 – Biały hetman · b5 – Czarny pionek · d5 – Biały skoczek · e5 – Biały pionek · h5 – Biały pionek · g4 – Biały pionek · d3 – Biały pionek · a2 – Biały pionek · c2 – Biały pionek · e2 – Biały król · a1 – Czarny hetman · g1 – Czarny goniec | a8 – Czarna wieża · c8 – Czarny goniec · d8 – Czarny król · g8 – Czarny skoczek · h8 – Czarna wieża · a7 – Czarny pionek · d7 – Czarny pionek · f7 – Czarny pionek · g7 – Biały skoczek · h7 – Czarny pionek · a6 – Czarny skoczek · d6 – Biały goniec · f6 – Biały hetman · b5 – Czarny pionek · d5 – Biały skoczek · e5 – Biały pionek · h5 – Biały pionek · g4 – Biały pionek · d3 – Biały pionek · a2 – Biały pionek · c2 – Biały pionek · e2 – Biały król · a1 – Czarny hetman · g1 – Czarny goniec | a8 – Czarna wieża · c8 – Czarny goniec · d8 – Czarny król · g8 – Czarny skoczek · h8 – Czarna wieża · a7 – Czarny pionek · d7 – Czarny pionek · f7 – Czarny pionek · g7 – Biały skoczek · h7 – Czarny pionek · a6 – Czarny skoczek · d6 – Biały goniec · f6 – Biały hetman · b5 – Czarny pionek · d5 – Biały skoczek · e5 – Biały pionek · h5 – Biały pionek · g4 – Biały pionek · d3 – Biały pionek · a2 – Biały pionek · c2 – Biały pionek · e2 – Biały król · a1 – Czarny hetman · g1 – Czarny goniec | a8 – Czarna wieża · c8 – Czarny goniec · d8 – Czarny król · g8 – Czarny skoczek · h8 – Czarna wieża · a7 – Czarny pionek · d7 – Czarny pionek · f7 – Czarny pionek · g7 – Biały skoczek · h7 – Czarny pionek · a6 – Czarny skoczek · d6 – Biały goniec · f6 – Biały hetman · b5 – Czarny pionek · d5 – Biały skoczek · e5 – Biały pionek · h5 – Biały pionek · g4 – Biały pionek · d3 – Biały pionek · a2 – Biały pionek · c2 – Biały pionek · e2 – Biały król · a1 – Czarny hetman · g1 – Czarny goniec | a8 – Czarna wieża · c8 – Czarny goniec · d8 – Czarny król · g8 – Czarny skoczek · h8 – Czarna wieża · a7 – Czarny pionek · d7 – Czarny pionek · f7 – Czarny pionek · g7 – Biały skoczek · h7 – Czarny pionek · a6 – Czarny skoczek · d6 – Biały goniec · f6 – Biały hetman · b5 – Czarny pionek · d5 – Biały skoczek · e5 – Biały pionek · h5 – Biały pionek · g4 – Biały pionek · d3 – Biały pionek · a2 – Biały pionek · c2 – Biały pionek · e2 – Biały król · a1 – Czarny hetman · g1 – Czarny goniec | a8 – Czarna wieża · c8 – Czarny goniec · d8 – Czarny król · g8 – Czarny skoczek · h8 – Czarna wieża · a7 – Czarny pionek · d7 – Czarny pionek · f7 – Czarny pionek · g7 – Biały skoczek · h7 – Czarny pionek · a6 – Czarny skoczek · d6 – Biały goniec · f6 – Biały hetman · b5 – Czarny pionek · d5 – Biały skoczek · e5 – Biały pionek · h5 – Biały pionek · g4 – Biały pionek · d3 – Biały pionek · a2 – Biały pionek · c2 – Biały pionek · e2 – Biały król · a1 – Czarny hetman · g1 – Czarny goniec | a8 – Czarna wieża · c8 – Czarny goniec · d8 – Czarny król · g8 – Czarny skoczek · h8 – Czarna wieża · a7 – Czarny pionek · d7 – Czarny pionek · f7 – Czarny pionek · g7 – Biały skoczek · h7 – Czarny pionek · a6 – Czarny skoczek · d6 – Biały goniec · f6 – Biały hetman · b5 – Czarny pionek · d5 – Biały skoczek · e5 – Biały pionek · h5 – Biały pionek · g4 – Biały pionek · d3 – Biały pionek · a2 – Biały pionek · c2 – Biały pionek · e2 – Biały król · a1 – Czarny hetman · g1 – Czarny goniec | a8 – Czarna wieża · c8 – Czarny goniec · d8 – Czarny król · g8 – Czarny skoczek · h8 – Czarna wieża · a7 – Czarny pionek · d7 – Czarny pionek · f7 – Czarny pionek · g7 – Biały skoczek · h7 – Czarny pionek · a6 – Czarny skoczek · d6 – Biały goniec · f6 – Biały hetman · b5 – Czarny pionek · d5 – Biały skoczek · e5 – Biały pionek · h5 – Biały pionek · g4 – Biały pionek · d3 – Biały pionek · a2 – Biały pionek · c2 – Biały pionek · e2 – Biały król · a1 – Czarny hetman · g1 – Czarny goniec | 5 |
| 4 | a8 – Czarna wieża · c8 – Czarny goniec · d8 – Czarny król · g8 – Czarny skoczek · h8 – Czarna wieża · a7 – Czarny pionek · d7 – Czarny pionek · f7 – Czarny pionek · g7 – Biały skoczek · h7 – Czarny pionek · a6 – Czarny skoczek · d6 – Biały goniec · f6 – Biały hetman · b5 – Czarny pionek · d5 – Biały skoczek · e5 – Biały pionek · h5 – Biały pionek · g4 – Biały pionek · d3 – Biały pionek · a2 – Biały pionek · c2 – Biały pionek · e2 – Biały król · a1 – Czarny hetman · g1 – Czarny goniec | a8 – Czarna wieża · c8 – Czarny goniec · d8 – Czarny król · g8 – Czarny skoczek · h8 – Czarna wieża · a7 – Czarny pionek · d7 – Czarny pionek · f7 – Czarny pionek · g7 – Biały skoczek · h7 – Czarny pionek · a6 – Czarny skoczek · d6 – Biały goniec · f6 – Biały hetman · b5 – Czarny pionek · d5 – Biały skoczek · e5 – Biały pionek · h5 – Biały pionek · g4 – Biały pionek · d3 – Biały pionek · a2 – Biały pionek · c2 – Biały pionek · e2 – Biały król · a1 – Czarny hetman · g1 – Czarny goniec | a8 – Czarna wieża · c8 – Czarny goniec · d8 – Czarny król · g8 – Czarny skoczek · h8 – Czarna wieża · a7 – Czarny pionek · d7 – Czarny pionek · f7 – Czarny pionek · g7 – Biały skoczek · h7 – Czarny pionek · a6 – Czarny skoczek · d6 – Biały goniec · f6 – Biały hetman · b5 – Czarny pionek · d5 – Biały skoczek · e5 – Biały pionek · h5 – Biały pionek · g4 – Biały pionek · d3 – Biały pionek · a2 – Biały pionek · c2 – Biały pionek · e2 – Biały król · a1 – Czarny hetman · g1 – Czarny goniec | a8 – Czarna wieża · c8 – Czarny goniec · d8 – Czarny król · g8 – Czarny skoczek · h8 – Czarna wieża · a7 – Czarny pionek · d7 – Czarny pionek · f7 – Czarny pionek · g7 – Biały skoczek · h7 – Czarny pionek · a6 – Czarny skoczek · d6 – Biały goniec · f6 – Biały hetman · b5 – Czarny pionek · d5 – Biały skoczek · e5 – Biały pionek · h5 – Biały pionek · g4 – Biały pionek · d3 – Biały pionek · a2 – Biały pionek · c2 – Biały pionek · e2 – Biały król · a1 – Czarny hetman · g1 – Czarny goniec | a8 – Czarna wieża · c8 – Czarny goniec · d8 – Czarny król · g8 – Czarny skoczek · h8 – Czarna wieża · a7 – Czarny pionek · d7 – Czarny pionek · f7 – Czarny pionek · g7 – Biały skoczek · h7 – Czarny pionek · a6 – Czarny skoczek · d6 – Biały goniec · f6 – Biały hetman · b5 – Czarny pionek · d5 – Biały skoczek · e5 – Biały pionek · h5 – Biały pionek · g4 – Biały pionek · d3 – Biały pionek · a2 – Biały pionek · c2 – Biały pionek · e2 – Biały król · a1 – Czarny hetman · g1 – Czarny goniec | a8 – Czarna wieża · c8 – Czarny goniec · d8 – Czarny król · g8 – Czarny skoczek · h8 – Czarna wieża · a7 – Czarny pionek · d7 – Czarny pionek · f7 – Czarny pionek · g7 – Biały skoczek · h7 – Czarny pionek · a6 – Czarny skoczek · d6 – Biały goniec · f6 – Biały hetman · b5 – Czarny pionek · d5 – Biały skoczek · e5 – Biały pionek · h5 – Biały pionek · g4 – Biały pionek · d3 – Biały pionek · a2 – Biały pionek · c2 – Biały pionek · e2 – Biały król · a1 – Czarny hetman · g1 – Czarny goniec | a8 – Czarna wieża · c8 – Czarny goniec · d8 – Czarny król · g8 – Czarny skoczek · h8 – Czarna wieża · a7 – Czarny pionek · d7 – Czarny pionek · f7 – Czarny pionek · g7 – Biały skoczek · h7 – Czarny pionek · a6 – Czarny skoczek · d6 – Biały goniec · f6 – Biały hetman · b5 – Czarny pionek · d5 – Biały skoczek · e5 – Biały pionek · h5 – Biały pionek · g4 – Biały pionek · d3 – Biały pionek · a2 – Biały pionek · c2 – Biały pionek · e2 – Biały król · a1 – Czarny hetman · g1 – Czarny goniec | a8 – Czarna wieża · c8 – Czarny goniec · d8 – Czarny król · g8 – Czarny skoczek · h8 – Czarna wieża · a7 – Czarny pionek · d7 – Czarny pionek · f7 – Czarny pionek · g7 – Biały skoczek · h7 – Czarny pionek · a6 – Czarny skoczek · d6 – Biały goniec · f6 – Biały hetman · b5 – Czarny pionek · d5 – Biały skoczek · e5 – Biały pionek · h5 – Biały pionek · g4 – Biały pionek · d3 – Biały pionek · a2 – Biały pionek · c2 – Biały pionek · e2 – Biały król · a1 – Czarny hetman · g1 – Czarny goniec | 4 |
| 3 | a8 – Czarna wieża · c8 – Czarny goniec · d8 – Czarny król · g8 – Czarny skoczek · h8 – Czarna wieża · a7 – Czarny pionek · d7 – Czarny pionek · f7 – Czarny pionek · g7 – Biały skoczek · h7 – Czarny pionek · a6 – Czarny skoczek · d6 – Biały goniec · f6 – Biały hetman · b5 – Czarny pionek · d5 – Biały skoczek · e5 – Biały pionek · h5 – Biały pionek · g4 – Biały pionek · d3 – Biały pionek · a2 – Biały pionek · c2 – Biały pionek · e2 – Biały król · a1 – Czarny hetman · g1 – Czarny goniec | a8 – Czarna wieża · c8 – Czarny goniec · d8 – Czarny król · g8 – Czarny skoczek · h8 – Czarna wieża · a7 – Czarny pionek · d7 – Czarny pionek · f7 – Czarny pionek · g7 – Biały skoczek · h7 – Czarny pionek · a6 – Czarny skoczek · d6 – Biały goniec · f6 – Biały hetman · b5 – Czarny pionek · d5 – Biały skoczek · e5 – Biały pionek · h5 – Biały pionek · g4 – Biały pionek · d3 – Biały pionek · a2 – Biały pionek · c2 – Biały pionek · e2 – Biały król · a1 – Czarny hetman · g1 – Czarny goniec | a8 – Czarna wieża · c8 – Czarny goniec · d8 – Czarny król · g8 – Czarny skoczek · h8 – Czarna wieża · a7 – Czarny pionek · d7 – Czarny pionek · f7 – Czarny pionek · g7 – Biały skoczek · h7 – Czarny pionek · a6 – Czarny skoczek · d6 – Biały goniec · f6 – Biały hetman · b5 – Czarny pionek · d5 – Biały skoczek · e5 – Biały pionek · h5 – Biały pionek · g4 – Biały pionek · d3 – Biały pionek · a2 – Biały pionek · c2 – Biały pionek · e2 – Biały król · a1 – Czarny hetman · g1 – Czarny goniec | a8 – Czarna wieża · c8 – Czarny goniec · d8 – Czarny król · g8 – Czarny skoczek · h8 – Czarna wieża · a7 – Czarny pionek · d7 – Czarny pionek · f7 – Czarny pionek · g7 – Biały skoczek · h7 – Czarny pionek · a6 – Czarny skoczek · d6 – Biały goniec · f6 – Biały hetman · b5 – Czarny pionek · d5 – Biały skoczek · e5 – Biały pionek · h5 – Biały pionek · g4 – Biały pionek · d3 – Biały pionek · a2 – Biały pionek · c2 – Biały pionek · e2 – Biały król · a1 – Czarny hetman · g1 – Czarny goniec | a8 – Czarna wieża · c8 – Czarny goniec · d8 – Czarny król · g8 – Czarny skoczek · h8 – Czarna wieża · a7 – Czarny pionek · d7 – Czarny pionek · f7 – Czarny pionek · g7 – Biały skoczek · h7 – Czarny pionek · a6 – Czarny skoczek · d6 – Biały goniec · f6 – Biały hetman · b5 – Czarny pionek · d5 – Biały skoczek · e5 – Biały pionek · h5 – Biały pionek · g4 – Biały pionek · d3 – Biały pionek · a2 – Biały pionek · c2 – Biały pionek · e2 – Biały król · a1 – Czarny hetman · g1 – Czarny goniec | a8 – Czarna wieża · c8 – Czarny goniec · d8 – Czarny król · g8 – Czarny skoczek · h8 – Czarna wieża · a7 – Czarny pionek · d7 – Czarny pionek · f7 – Czarny pionek · g7 – Biały skoczek · h7 – Czarny pionek · a6 – Czarny skoczek · d6 – Biały goniec · f6 – Biały hetman · b5 – Czarny pionek · d5 – Biały skoczek · e5 – Biały pionek · h5 – Biały pionek · g4 – Biały pionek · d3 – Biały pionek · a2 – Biały pionek · c2 – Biały pionek · e2 – Biały król · a1 – Czarny hetman · g1 – Czarny goniec | a8 – Czarna wieża · c8 – Czarny goniec · d8 – Czarny król · g8 – Czarny skoczek · h8 – Czarna wieża · a7 – Czarny pionek · d7 – Czarny pionek · f7 – Czarny pionek · g7 – Biały skoczek · h7 – Czarny pionek · a6 – Czarny skoczek · d6 – Biały goniec · f6 – Biały hetman · b5 – Czarny pionek · d5 – Biały skoczek · e5 – Biały pionek · h5 – Biały pionek · g4 – Biały pionek · d3 – Biały pionek · a2 – Biały pionek · c2 – Biały pionek · e2 – Biały król · a1 – Czarny hetman · g1 – Czarny goniec | a8 – Czarna wieża · c8 – Czarny goniec · d8 – Czarny król · g8 – Czarny skoczek · h8 – Czarna wieża · a7 – Czarny pionek · d7 – Czarny pionek · f7 – Czarny pionek · g7 – Biały skoczek · h7 – Czarny pionek · a6 – Czarny skoczek · d6 – Biały goniec · f6 – Biały hetman · b5 – Czarny pionek · d5 – Biały skoczek · e5 – Biały pionek · h5 – Biały pionek · g4 – Biały pionek · d3 – Biały pionek · a2 – Biały pionek · c2 – Biały pionek · e2 – Biały król · a1 – Czarny hetman · g1 – Czarny goniec | 3 |
| 2 | a8 – Czarna wieża · c8 – Czarny goniec · d8 – Czarny król · g8 – Czarny skoczek · h8 – Czarna wieża · a7 – Czarny pionek · d7 – Czarny pionek · f7 – Czarny pionek · g7 – Biały skoczek · h7 – Czarny pionek · a6 – Czarny skoczek · d6 – Biały goniec · f6 – Biały hetman · b5 – Czarny pionek · d5 – Biały skoczek · e5 – Biały pionek · h5 – Biały pionek · g4 – Biały pionek · d3 – Biały pionek · a2 – Biały pionek · c2 – Biały pionek · e2 – Biały król · a1 – Czarny hetman · g1 – Czarny goniec | a8 – Czarna wieża · c8 – Czarny goniec · d8 – Czarny król · g8 – Czarny skoczek · h8 – Czarna wieża · a7 – Czarny pionek · d7 – Czarny pionek · f7 – Czarny pionek · g7 – Biały skoczek · h7 – Czarny pionek · a6 – Czarny skoczek · d6 – Biały goniec · f6 – Biały hetman · b5 – Czarny pionek · d5 – Biały skoczek · e5 – Biały pionek · h5 – Biały pionek · g4 – Biały pionek · d3 – Biały pionek · a2 – Biały pionek · c2 – Biały pionek · e2 – Biały król · a1 – Czarny hetman · g1 – Czarny goniec | a8 – Czarna wieża · c8 – Czarny goniec · d8 – Czarny król · g8 – Czarny skoczek · h8 – Czarna wieża · a7 – Czarny pionek · d7 – Czarny pionek · f7 – Czarny pionek · g7 – Biały skoczek · h7 – Czarny pionek · a6 – Czarny skoczek · d6 – Biały goniec · f6 – Biały hetman · b5 – Czarny pionek · d5 – Biały skoczek · e5 – Biały pionek · h5 – Biały pionek · g4 – Biały pionek · d3 – Biały pionek · a2 – Biały pionek · c2 – Biały pionek · e2 – Biały król · a1 – Czarny hetman · g1 – Czarny goniec | a8 – Czarna wieża · c8 – Czarny goniec · d8 – Czarny król · g8 – Czarny skoczek · h8 – Czarna wieża · a7 – Czarny pionek · d7 – Czarny pionek · f7 – Czarny pionek · g7 – Biały skoczek · h7 – Czarny pionek · a6 – Czarny skoczek · d6 – Biały goniec · f6 – Biały hetman · b5 – Czarny pionek · d5 – Biały skoczek · e5 – Biały pionek · h5 – Biały pionek · g4 – Biały pionek · d3 – Biały pionek · a2 – Biały pionek · c2 – Biały pionek · e2 – Biały król · a1 – Czarny hetman · g1 – Czarny goniec | a8 – Czarna wieża · c8 – Czarny goniec · d8 – Czarny król · g8 – Czarny skoczek · h8 – Czarna wieża · a7 – Czarny pionek · d7 – Czarny pionek · f7 – Czarny pionek · g7 – Biały skoczek · h7 – Czarny pionek · a6 – Czarny skoczek · d6 – Biały goniec · f6 – Biały hetman · b5 – Czarny pionek · d5 – Biały skoczek · e5 – Biały pionek · h5 – Biały pionek · g4 – Biały pionek · d3 – Biały pionek · a2 – Biały pionek · c2 – Biały pionek · e2 – Biały król · a1 – Czarny hetman · g1 – Czarny goniec | a8 – Czarna wieża · c8 – Czarny goniec · d8 – Czarny król · g8 – Czarny skoczek · h8 – Czarna wieża · a7 – Czarny pionek · d7 – Czarny pionek · f7 – Czarny pionek · g7 – Biały skoczek · h7 – Czarny pionek · a6 – Czarny skoczek · d6 – Biały goniec · f6 – Biały hetman · b5 – Czarny pionek · d5 – Biały skoczek · e5 – Biały pionek · h5 – Biały pionek · g4 – Biały pionek · d3 – Biały pionek · a2 – Biały pionek · c2 – Biały pionek · e2 – Biały król · a1 – Czarny hetman · g1 – Czarny goniec | a8 – Czarna wieża · c8 – Czarny goniec · d8 – Czarny król · g8 – Czarny skoczek · h8 – Czarna wieża · a7 – Czarny pionek · d7 – Czarny pionek · f7 – Czarny pionek · g7 – Biały skoczek · h7 – Czarny pionek · a6 – Czarny skoczek · d6 – Biały goniec · f6 – Biały hetman · b5 – Czarny pionek · d5 – Biały skoczek · e5 – Biały pionek · h5 – Biały pionek · g4 – Biały pionek · d3 – Biały pionek · a2 – Biały pionek · c2 – Biały pionek · e2 – Biały król · a1 – Czarny hetman · g1 – Czarny goniec | a8 – Czarna wieża · c8 – Czarny goniec · d8 – Czarny król · g8 – Czarny skoczek · h8 – Czarna wieża · a7 – Czarny pionek · d7 – Czarny pionek · f7 – Czarny pionek · g7 – Biały skoczek · h7 – Czarny pionek · a6 – Czarny skoczek · d6 – Biały goniec · f6 – Biały hetman · b5 – Czarny pionek · d5 – Biały skoczek · e5 – Biały pionek · h5 – Biały pionek · g4 – Biały pionek · d3 – Biały pionek · a2 – Biały pionek · c2 – Biały pionek · e2 – Biały król · a1 – Czarny hetman · g1 – Czarny goniec | 2 |
| 1 | a8 – Czarna wieża · c8 – Czarny goniec · d8 – Czarny król · g8 – Czarny skoczek · h8 – Czarna wieża · a7 – Czarny pionek · d7 – Czarny pionek · f7 – Czarny pionek · g7 – Biały skoczek · h7 – Czarny pionek · a6 – Czarny skoczek · d6 – Biały goniec · f6 – Biały hetman · b5 – Czarny pionek · d5 – Biały skoczek · e5 – Biały pionek · h5 – Biały pionek · g4 – Biały pionek · d3 – Biały pionek · a2 – Biały pionek · c2 – Biały pionek · e2 – Biały król · a1 – Czarny hetman · g1 – Czarny goniec | a8 – Czarna wieża · c8 – Czarny goniec · d8 – Czarny król · g8 – Czarny skoczek · h8 – Czarna wieża · a7 – Czarny pionek · d7 – Czarny pionek · f7 – Czarny pionek · g7 – Biały skoczek · h7 – Czarny pionek · a6 – Czarny skoczek · d6 – Biały goniec · f6 – Biały hetman · b5 – Czarny pionek · d5 – Biały skoczek · e5 – Biały pionek · h5 – Biały pionek · g4 – Biały pionek · d3 – Biały pionek · a2 – Biały pionek · c2 – Biały pionek · e2 – Biały król · a1 – Czarny hetman · g1 – Czarny goniec | a8 – Czarna wieża · c8 – Czarny goniec · d8 – Czarny król · g8 – Czarny skoczek · h8 – Czarna wieża · a7 – Czarny pionek · d7 – Czarny pionek · f7 – Czarny pionek · g7 – Biały skoczek · h7 – Czarny pionek · a6 – Czarny skoczek · d6 – Biały goniec · f6 – Biały hetman · b5 – Czarny pionek · d5 – Biały skoczek · e5 – Biały pionek · h5 – Biały pionek · g4 – Biały pionek · d3 – Biały pionek · a2 – Biały pionek · c2 – Biały pionek · e2 – Biały król · a1 – Czarny hetman · g1 – Czarny goniec | a8 – Czarna wieża · c8 – Czarny goniec · d8 – Czarny król · g8 – Czarny skoczek · h8 – Czarna wieża · a7 – Czarny pionek · d7 – Czarny pionek · f7 – Czarny pionek · g7 – Biały skoczek · h7 – Czarny pionek · a6 – Czarny skoczek · d6 – Biały goniec · f6 – Biały hetman · b5 – Czarny pionek · d5 – Biały skoczek · e5 – Biały pionek · h5 – Biały pionek · g4 – Biały pionek · d3 – Biały pionek · a2 – Biały pionek · c2 – Biały pionek · e2 – Biały król · a1 – Czarny hetman · g1 – Czarny goniec | a8 – Czarna wieża · c8 – Czarny goniec · d8 – Czarny król · g8 – Czarny skoczek · h8 – Czarna wieża · a7 – Czarny pionek · d7 – Czarny pionek · f7 – Czarny pionek · g7 – Biały skoczek · h7 – Czarny pionek · a6 – Czarny skoczek · d6 – Biały goniec · f6 – Biały hetman · b5 – Czarny pionek · d5 – Biały skoczek · e5 – Biały pionek · h5 – Biały pionek · g4 – Biały pionek · d3 – Biały pionek · a2 – Biały pionek · c2 – Biały pionek · e2 – Biały król · a1 – Czarny hetman · g1 – Czarny goniec | a8 – Czarna wieża · c8 – Czarny goniec · d8 – Czarny król · g8 – Czarny skoczek · h8 – Czarna wieża · a7 – Czarny pionek · d7 – Czarny pionek · f7 – Czarny pionek · g7 – Biały skoczek · h7 – Czarny pionek · a6 – Czarny skoczek · d6 – Biały goniec · f6 – Biały hetman · b5 – Czarny pionek · d5 – Biały skoczek · e5 – Biały pionek · h5 – Biały pionek · g4 – Biały pionek · d3 – Biały pionek · a2 – Biały pionek · c2 – Biały pionek · e2 – Biały król · a1 – Czarny hetman · g1 – Czarny goniec | a8 – Czarna wieża · c8 – Czarny goniec · d8 – Czarny król · g8 – Czarny skoczek · h8 – Czarna wieża · a7 – Czarny pionek · d7 – Czarny pionek · f7 – Czarny pionek · g7 – Biały skoczek · h7 – Czarny pionek · a6 – Czarny skoczek · d6 – Biały goniec · f6 – Biały hetman · b5 – Czarny pionek · d5 – Biały skoczek · e5 – Biały pionek · h5 – Biały pionek · g4 – Biały pionek · d3 – Biały pionek · a2 – Biały pionek · c2 – Biały pionek · e2 – Biały król · a1 – Czarny hetman · g1 – Czarny goniec | a8 – Czarna wieża · c8 – Czarny goniec · d8 – Czarny król · g8 – Czarny skoczek · h8 – Czarna wieża · a7 – Czarny pionek · d7 – Czarny pionek · f7 – Czarny pionek · g7 – Biały skoczek · h7 – Czarny pionek · a6 – Czarny skoczek · d6 – Biały goniec · f6 – Biały hetman · b5 – Czarny pionek · d5 – Biały skoczek · e5 – Biały pionek · h5 – Biały pionek · g4 – Biały pionek · d3 – Biały pionek · a2 – Biały pionek · c2 – Biały pionek · e2 – Biały król · a1 – Czarny hetman · g1 – Czarny goniec | 1 |
|   | a | b | c | d | e | f | g | h |   |

Po tym ruchu czarne straciły możliwość dalszego atakowania. Według Billa Walla, w tym momencie Kieseritzky zrezygnował. W artykule Friedricha Amelunga dla „Baltische Schachblätter” (1893) znajduje się informacja, że Kieseritzky zagrał 20. ... Sa6, po czym Anderssen opisał ruchy matujące. Przypuszcza się, że kolejne posunięcia nie zostały wykonane na szachownicy.
20. ... Sa6?
Ten ruch prawdopodobnie miał chronić przed 21. Sc7, atakującym króla i wieżę czy też przed ruchem gońca na c7, ale białe dysponują innym niebezpiecznym atakiem. 20. ... Ga6 byłoby o wiele lepszym posunięciem. 
21. S:g7+ Kd8 22. Hf6+ 
Białe poświęcają hetmana, ale czarne nie mogą nie przyjąć tej ofiary. 
22. ... S:f6 23. Ge7#
Czarne mają przewagę materialną, jednak to bez znaczenia. Przewaga pozycyjna białych decyduje o wyniku partii.